# 長野県出身の人物一覧
長野県出身の人物一覧（ながのけんしゅっしんのじんぶついちらん）は、長野県出身かつ「Wikipedia日本語版に記事が存在する」人物の一覧表である。リダイレクトのみの人物は含めない。

## 公人

### 政治家
※ 県外出身の県内選挙区選出者を含む
【50音順】

#### 現職の衆議院議員
- 井出庸生（自由民主党、井出一太郎の孫・ 井出正一の甥 、佐久市）
- 神津健（立憲民主党、羽田孜の甥、神奈川県鎌倉市出身〈本籍が佐久市〉）
- 後藤茂之（自由民主党、東京都出身）
- 篠原孝（立憲民主党、中野市）
- 下条みつ（立憲民主党、下条進一郎の次男、松本市）
- 田村智子（日本共産党現委員長、小諸市）
- 中川宏昌（公明党、塩尻市）
- 福田淳太（立憲民主党、飯田市）
- 宮崎政久（自由民主党、上田市）
- 宮下一郎（自由民主党、宮下創平の長男、愛知県名古屋市出身〈現住所が伊那市〉）

#### 現職の参議院議員
- 杉尾秀哉（立憲民主党、福岡県出身）
- 羽田次郎（立憲民主党、羽田孜の次男、東京都出身）
- 平木大作（公明党、長野市）

#### 総理大臣・議長経験者
- 小山松寿（第33代衆議院議長、小諸市）
- 羽田孜（第80代内閣総理大臣、羽田武嗣郎の長男、東京都出身）

#### 国務大臣経験者
※ 政治家ではない人物を含む
- 青木一男（長野市）
- 井出一太郎（佐久市）
- 井出正一（佐久市）
- 岩垂寿喜男（松本市）
- 植原悦二郎（安曇野市）
- 小川平吉（富士見町）
- 小川平二（小川平吉の次男、東京都）
- 唐沢俊樹（官選知事、東筑摩郡山形村）
- 北澤俊美（長野市）
- 木内四郎（飯山市）
- 小坂憲次（長野市）
- 小坂善太郎（長野市）
- 小坂徳三郎（長野市）
- 小林武治（官選知事、小諸市）
- 小松謙次郎（長野市）
- 倉石忠雄（千曲市）
- 五島慶太（実業家、青木村）
- 下条進一郎（松本市）
- 下条康麿（松本市）
- 田中秀征（長野市）
- 中島衛（中島巌の次男、飯田市）
- 野沢太三（辰野町）
- 野溝勝（駒ヶ根市）
- 花村四郎（安曇野市）
- 原嘉道（男爵、須坂市）
- 藤原銀次郎（実業家、長野市）
- 降旗徳弥（松本市）
- 増田甲子七（官選知事、筑北村）
- 宮沢胤勇（岡谷市）
- 宮下創平（伊那市）
- 村井仁（木曽町）
- 米窪満亮（塩尻市）
- 若林正俊（長野市）
- 渡辺国武（官選知事、子爵、岡谷市）
- 渡辺千秋（官選知事、伯爵、岡谷市）

#### その他の政治家
- 青柳盛雄（筑北村）
- 石塚重平（小諸市）
- 伊藤公介（伊那市）
- 井上信八（松本市）
- 今井勇（長野市）
- 今村忠助（飯田市）
- 岡部次郎（佐久市）
- 小川一平（小川平吉の長男、富士見町）
- 小川元（小川平吉の孫、小川一平の長男、富士見町）
- 小沢貞孝（松本市）
- 小田切康彦（宮田村）
- 風間礼助（千曲市）
- 春日正一（駒ヶ根市）
- 春日俊文（千曲市）
- 勝俣稔（上田市）
- 加藤学（上田市）
- 上条愛一（松本市）
- 木内均（佐久市）
- 久保田与四郎（上田市）
- 吉川久衛（飯島町）
- 串原義直（下條村）
- 小松裕（松本市）
- 小山一平（元参議院副議長、坂城町）
- 小山完吾（小諸市）
- 坂口光治（上田市）
- 佐々木陸海（飯田市）
- 篠原和市（佐久市）
- 鈴木梅四郎（長野市）
- 高砂政郎（第2代塩尻市長、日本共産党籍をもつ全国初の市長〈1967-1971年〉、塩尻市）
- 高橋保（安曇野市）
- 竹入義勝（元公明党委員長、辰野町出生・軽井沢町育ち）
- 竹内茂代（川上村）
- 武田良介（中野市）
- 寺島義幸（立科町）
- 戸叶里子（松本市）
- 中沢茂一（長野市）
- 中島巌（下條村）
- 中原謹司（飯田市）
- 中村弥六（伊那市）
- 野沢太三（辰野町）
- 羽田武嗣郎（長和町）
- 羽田雄一郎（羽田武嗣郎の孫、羽田孜の長男、東京都出身）
- 羽生三七（飯田市）
- 早川権弥（佐久市）
- 林百郎（岡谷市）
- 原茂（茅野市）
- 樋口高顕（長野市）
- 平林剛（上田市）
- 藤原忠彦（川上村）
- 降旗元太郎（松本市）
- 松本忠雄（小川村）
- 翠川鉄三（長和町）
- 丸山名政（須坂市）
- 宮沢隆仁（長野市）
- 務台俊介（安曇野市）
- 百瀬智之（安曇野市）
- 矢崎公二（茅野市）
- 矢島浦太郎（長野市）
- 山田譲（諏訪市）
- 吉田博美（山口県出生、松川町育ち）
- 米倉龍也（安曇野市）
- 坂口光治（上田市）
- 若林健太（若林正俊の長男、長野市）
- 渡辺幸子（元東京都多摩市長、松本市）

### 中央行政
【50音順】
- 青木信之（自治・総務官僚）
- 秋山理敏（外交官、特命全権公使、伊那市）
- 浅野賢司（厚生労働官僚）
- 荒井寿光（通産官僚、中野市）
- 有賀光豊（財務官僚、南箕輪村）
- 飯島勲（内閣総理大臣秘書官、辰野町）
- 池田憲治（総務・宮内官僚、長野市）
- 池田宏（警察官僚）
- 池田右二（外交官、特命全権大使）
- 伊沢修二（文部官僚、伊那市）
- 石田晋也（財務・金融官僚）
- 市川篤志（建設・国土交通官僚）
- 井出亜夫（通産官僚）
- 稲山文男（総務官僚、佐久市）
- 宇留賀敬一（経済産業官僚、安曇野市）
- 大井篤（防衛参事官）
- 大池眞（衆議院事務総長、山形村）
- 大沼淳（人事院官僚、大町市）
- 大森陽一（特許技監、伊那市）
- 小河滋次郎（内務官僚、上田市）
- 小川元（外交官、特命全権大使、富士見町）
- 小口浩（国土交通官僚、塩尻市）
- 梶原広彦（財務官僚）
- 勝野頼彦（文部科学官僚）
- 勝野龍平（経済産業官僚）
- 加藤喜久子（外交官、特命全権大使、飯田市）
- 唐澤剛（厚生労働官僚、安曇野市）
- 川井英良（公安調査庁長官、大町市）
- 北原巌男（防衛官僚、特命全権大使、伊那市）
- 北村恭二（大蔵官僚、長野市）
- 吉川共治（大蔵官僚、茅野市）
- 河野秀男（会計検査院長、豊丘村）
- 小平権一（農商務省官僚、茅野市）
- 小平総治（外交、安曇野市）
- 小平信因（経済官僚、資源エネルギー庁長官）
- 小林次郎（参議院事務総長、飯綱町）
- 小林秀明（外交官、特命全権大使）
- 小林洋司（厚生労働官僚）
- 小林芳雄（農林水産官僚）
- 小林實（自治事務次官、長野市）
- 小松國男（通産官僚）
- 五味均平（宮内官僚、富士見町）
- 西郷吉義（宮内省侍医、宮中顧問官、松本市）
- 佐々木基（国土交通官僚、安曇野市）
- 坂田期雄（自治官僚、長野県出生・東京都出身）
- 櫻井孝（特許技監）
- 桜井直（大蔵官僚）
- 佐藤一雄（農林水産官僚）
- 佐藤光夫（運輸事務次官、海上保安庁長官、諏訪市）
- 塩原時三郎（逓信官僚、千曲市）
- 清水訓夫（外交官、特命全権大使、辰野町）
- 関克己（建設・国土交通技官）
- 関田康雄（国土交通官僚、気象庁長官、上田市）
- 高橋進（建設事務次官）
- 髙見澤將林（防衛官僚、南牧村）
- 滝澤三郎（国際連合難民高等弁務官事務所財務局長）
- 滝澤秀次郎（厚生労働官僚）
- 武居丈二（総務官僚、諏訪市）
- 武居智久（防衛官僚）
- 田中常雄（外交官、特命全権大使）
- 田中義廉（文部官僚、飯田市）
- 辻新次（文部官僚、男爵、松本市）
- 長井俊彦（農林水産官僚、下諏訪町）
- 中川元（文部官僚、飯田市）
- 夏目晴雄（防衛官僚）
- 西條正明（科学技術・文部科学技官、松本市）
- 野澤和行（国土交通官僚、辰野町）
- 花岡和道（警察官僚、東御市）
- 早川章（運輸官僚）
- 原徳安（自治官僚）
- 原雅彦（財務官僚）
- 平澤貞昭（大蔵事務次官）
- 藤牧直（郵政官僚）
- 藤森昭一（宮内庁長官、松本市）
- 前澤綾子（文部科学官僚）
- 松島肇（外交官、特命全権大使、伊那市）
- 丸山良仁（建設事務次官）
- 水野政義（農林水産官僚、長野県出生・愛知県出身）
- 溝口三郎（農林官僚、上田市）
- 御園慎一郎（総務省大臣官房審議官、富士見町）
- 宮坂完孝（参議院事務総長、国立国会図書館長、千曲市）
- 宮坂祐介（国土交通官僚）
- 宮澤康一（国土交通省航空局長、海上保安庁次長、内閣府総合海洋政策推進事務局長、上田市）
- 宮本真司（厚生労働官僚）
- 甕滋（農林水産官僚、安曇野市）
- 望月薫雄（建設事務次官、安曇野市）
- 両角良彦（通商産業事務次官）
- 山内絢人（財務官僚、飯田市）
- 山口又宏（外交官、特命全権大使）
- 山崎哲夫（法務官僚、安曇野市）
- 山本悟司（国土交通官僚）
- 山本重信（通商産業事務次官、須坂市）
- 山本鎮彦（警察庁長官、特命全権大使、長野市）
- 矢崎新二（防衛事務次官、茅野市）
- 吉沢清次郎（外交官、特命全権大使、松本市）
- 吉野文六（外交官、特命全権大使、松本市）
- 和田信貴（国土交通官僚）

#### 官選知事
- 青木重臣（内務官僚、長野市）
- 赤池濃（内務官僚、坂城町）
- 伊沢多喜男（内務官僚、元東京市長、伊那市）
- 小田切磐太郎（内務官僚、須坂市）
- 唐沢俊樹（内務官僚、政治家、東筑摩郡山形村）
- 木下信（内務官僚、箕輪町）
- 栗原美能留（内務官僚、松本市）
- 小林武治（逓信官僚、小諸市）
- 近藤壌太郎（内務官僚、千曲市）
- 篠原英太郎（内務官僚、木曽郡木祖村）
- 高橋庸弥（内務官僚、茅野市）
- 相馬敏夫（大蔵官僚、飯田市）
- 寺田祐之（内務官僚、飯山市）
- 西沢正太郎（内務官僚、坂城町）
- 西村彰一（農林官僚、長野市）
- 早川元（内務官僚）
- 増田甲子七（内務官僚、政治家、東筑摩郡筑北村）
- 丸茂藤平（内務官僚、茅野市）
- 宮脇倫（内務官僚、飯田市）
- 三沢寛一（内務官僚、伊那市）
- 渡辺国武（大蔵官僚、政治家、子爵、岡谷市）
- 渡辺千秋（宮内官僚、伯爵、岡谷市）

### 法曹
【50音順】
- 飯村義美（最高裁判所裁判官、松本市）
- 石川元也（弁護士、松本市）
- 井上操（大阪控訴院判事、関西大学創設者の一人、長野市）
- 今村信行（大審院判事、高森町）
- 今村力三郎（弁護士、元専修大学総長、飯田市）
- 薄井龍之（東京裁判所判事、名古屋裁判所長、秋田裁判所長、飯田市）
- 小穴喜一（弁護士、安曇野市）
- 大河原重信（検事、弁護士）
- 河合健司（仙台高等裁判所長官）
- 川井英良（公安調査庁長官、弁護士、大町市）
- 北澤晶（東京高等裁判所判事）
- 北村晴男（弁護士、千曲市）
- 木下秀樹（福井地方裁判所所長、飯田市）
- 熊谷信太郎（弁護士）
- 才口千晴（最高裁判所裁判官、長野市）
- 齋藤隆博（東京高等検察庁検事長）
- 関之（最高検察庁検事、諏訪市）
- 高橋其三（東京地方裁判所判事、伊那市）
- 塚原嘉藤（弁護士、東筑摩郡麻績村）
- 中山孝雄（東京高等裁判所判事、信濃町）
- 那須弘平（弁護士、最高裁判所判事、伊那市）
- 半田靖史（高知地方裁判所所長）
- 樋口和博（裁判官・弁護士、辰野町）
- 丸田顕（大阪地方裁判所判事）
- 宮坂昌利（大阪高等裁判所判事）
- 矢崎秀一（東京高等裁判所判事）
- 山浦善樹（最高裁判所裁判官、上田市）
- 山崎今朝弥（弁護士、岡谷市）
- 山本草二（国際海洋法裁判所判事、上田市）
- 横田秀雄（大審院長、元明治大学学長、長野市）
- 輪湖公寛（仙台高等裁判所長官、松本市）
- 渡辺驥（大審院検事長、松代藩）

### 軍人

#### 陸軍将官
- 安東貞美（大将、台湾総督、男爵、信濃飯田藩）
- 福島安正（大将、男爵、松本藩）
- 神尾光臣（大将、男爵、高島藩）
- 栗林忠道（大将、長野市）
- 山田乙三（大将）
- 永田鉄山（中将、諏訪市）
- 板花義一（中将、安曇野市）
- 市瀬源助（中将）
- 小田切政純（中将）
- 神頭勝弥（中将、長野市）
- 神林浩（軍医中将）
- 小須田勝造（中将）
- 塩沢清宣（中将）
- 平林盛人（中将、安曇野市）
- 細見惟雄（中将、松本市）
- 堀内文次郎（中将、松代藩）
- 本多政材（中将、飯山藩）
- 丸山政男（中将）
- 宮崎周一（中将、飯田市）
- 両角業作（中将、茅野市）
- 柳田元三（中将、塩尻市）
- 和田義雄（中将）
- 今井武夫（少将、長野市）
- 一木清直（少将、高森町）
- 金井満（少将）
- 木島袈裟雄（少将）
- 隈部親信（少将、小諸市）
- 倉島富次郎（少将、上田市）
- 栗岩尚治（少将）
- 斎藤瀏（少将、安曇野市）
- 坂井武（少将）
- 松村千代喜（少将）
- 南沢岩吉（少将）
- 牧野毅（少将、松代藩）
- 丸山八束（少将）
- 矢ヶ崎節三（少将）

#### 海軍将官
- 塩沢幸一（大将、上伊那郡中川村）
- 有賀幸作（中将、辰野町）
- 伊東義五郎（中将、男爵、松代藩）
- 金子繁治（中将）
- 小林宗之助（中将）
- 鹿野勇之進（中将、男爵、松代藩）
- 坂本俊篤（中将、男爵、高島藩）
- 渋谷紫郎（中将、伊那市）
- 清水光美（中将、松本市）
- 中澤佑（中将、諏訪市）
- 富岡定恭（中将、男爵、松代藩）
- 樋口修一郎（中将、長野市）
- 藤森康男（中将、諏訪市）
- 細萱戊子郎（中将、佐久市）
- 丸茂邦則（中将）
- 春日篤（少将、山ノ内町）
- 吉川晴十（少将、茅野市）
- 古村啓蔵（少将、辰野町）
- 藤森清一朗（少将）
- 柳澤蔵之助（少将、佐久市）

#### その他の軍人
- 秋元一峰
- 上原良司（池田町）
- 小沢豁郎（諏訪市）
- 柄沢十三夫（小県郡）
- 小池勇助（陸軍軍医、佐久市）
- 小岩井光夫
- 小平好直
- 小松慶也（塩尻市）
- 島村信政（松本市）
- 西沢広義（上水内郡小川村）
- 原田要（長野市）
- 水城圭次（東筑摩郡中山村）
- 渡辺静（佐久市）

#### 自衛官
- 秋元一峰（海将補）
- 栗田裕夫（陸自第11師団長、陸将）※後のセブン-イレブン・ジャパン社長
- 武居智久（海自幕僚長）
- 宮川正（情報本部長）
- 宮澤作太郎（陸自幕僚長、陸将、岡谷市）

## 実業家
【50音順】
- 青木拡憲（AOKIホールディングス 創業者）：長野市
- 赤羽善治（元九州電力 社長）
- 赤羽昇（元ノリタケカンパニーリミテド 社長）
- 有賀馨（元良品計画 社長）：富士見町
- 有賀修二（前ジャパンディスプレイ 社長、エプソンイメージングデバイス 社長、ソニーモバイルディスプレイ 社長）：茅野市
- 飯島彰（トヨタ車体 社長）：千曲市
- 飯島正一（元八十二銀行 頭取）：長野市
- 井口武雄（元三井海上火災保険 社長）
- 池田宰（元日立運輸 社長、東京モノレール 社長、元日立運輸東京モノレール 社長）
- 池谷貴行（ティーサーブ 創業者）：山梨県出生・茅野市育ち
- 石川等（日本カーボン 創業者）
- 石坂弘紀（元ライブドア 社長）：長野市
- 市川秀夫（元昭和電工 社長）：須坂市
- 市村修平（王子製紙 社長）：小布施町
- 井出陽一郎（さいか屋 社長）
- 出澤剛（元ライブドア 社長、Zホールディングス社長）：佐久市
- 伊藤正一 (山小屋経営者)：松本市
- 伊藤正三（NTT西日本 副社長、NTTファイナンス 社長）：諏訪市
- 伊藤直彦（JR貨物 社長）
- 伊藤善計（元クノール食品 社長）
- 井上素夫（東京近鉄百貨店 社長、近鉄松下百貨店 社長、京都近鉄百貨店 社長）
- 伊原五郎兵衛（三信鉄道創立者）：飯田市
- 今井五介（元片倉工業 副社長）：岡谷市
- 今井五六（元極東化学工業所 社長、東亜ゴム工業 社長、トーテックス 社長）
- 今村清之助（角丸証券、今村銀行創業者、鉄道家）：高森町
- 岩井重人（元住友不動産販売 社長）：佐久市
- 岩崎宏（元東洋ラジエーター 社長）：辰野町
- 岩下清周（阪急 初代社長・近鉄 元社長）：長野市
- 岩波茂雄（岩波書店 創業者）：諏訪市
- 岩波守文（滋賀銀行 頭取）：諏訪市
- 岩波嘉重（日本ピラー工業 創業者）：諏訪市
- 岩本敏男（元NTTデータ 社長）
- 岩間辰志（元サッポロホールディングス 社長）
- 上原弘久（T&Dホールディングス 社長）
- 牛山清人（ハリウッド 創業者）：諏訪市
- 牛山善政（ヤシカ 創業者）：下諏訪町
- 碓井稔（前セイコーエプソン 社長）：塩尻市
- 浦野省吾（元ニチロ 社長）
- 大蔵貢（元新東宝 社長）：南木曽町
- 太田宏次（中部電力 社長）：松本市
- 大宮英明（三菱重工業 社長・会長）
- 大和岩雄（大和書房・青春出版社 創業者）：伊那市
- 岡庭豊（メディックメディア 創業者）：木曽町
- 岡野或男（東洋バルヴ 社長）：諏訪市
- 岡村竹四郎（東洋印刷 創業者）
- 岡村二一（東京タイムズ社初代社長）：飯田市
- 岡本陸人（あかね書房 創業者）：長野市
- 小川栄一（元藤田観光 社長）：上田市
- 荻原廣（杏林製薬 創業者）：箕輪町
- 小口久雄（セガ 社長）：岡谷市
- 小口雄三（三協精機製作所 社長）
- 小沢兵輔（信州名鉄運輸 創業者）：辰野町
- 尾澤福太郎（元尾澤組 社長）：岡谷市
- 小田切新太郎（信越化学工業 社長・会長）：須坂市
- 小野光景（元横浜正金銀行 頭取、横浜商工会議所 会頭）：辰野町
- 小尾俊人（みすず書房 創業者）：茅野市
- 小布施新三郎（小布施商店 創業者）：須坂市
- 河西英治（世田谷自然食品 創業者・社長）：松本市
- 河西計介（元阪神百貨店 社長）：諏訪市
- 河西良治（元ニチメン 副社長）：諏訪市
- 樫山純三（オンワード樫山 創業者）：小諸市
- 春日弘（元住友金属工業 社長、大阪金属工業 初代会長）：山ノ内町
- 片桐典徳（元京浜急行電鉄 社長）：豊丘村
- 片倉兼太郎（片倉工業 創業者）：岡谷市
- 片倉兼太郎 (2代目)（片倉製糸紡績 社長、日東紡績 社長）：岡谷市
- 片倉兼太郎 (3代目)（片倉製糸紡績 社長、富国火災海上保険 社長、八十二銀行 頭取、美篶商会 初代社長）：岡谷市
- 片倉三平（日東紡績 初代社長）：岡谷市
- 片倉直人（元片倉生命保険 社長）：岡谷市
- 勝田重太朗（産業経済新聞社 社長、信越放送 社長）：長野市
- 金井政明（前良品計画 社長）：長野市
- 金井寛人（帝国ホテル 会長）：諏訪市
- 金子行徳（シナノケンシ創立者）：上田市
- 上島明（住友倉庫 社長・会長）：辰野町
- 上條信（筑摩鉄道 創業者）：松本市
- 神谷新一（竹中工務店 副社長）：大桑村
- 鴨居達哉（アビームコンサルティング社長、元マーサージャパン社長）
- 柄澤康喜（MS&ADインシュアランスグループホールディングス 社長）：長野市
- 川手洋一（富士器業 社長・会長）
- 川村昌平（養命酒製造 会長）：岡谷市
- 神林正教（元ニチメン 社長）：長野市
- 鎌原正直（三菱レイヨン 社長）：長野市
- 北澤克男（東洋バルヴ 創業者）：諏訪市
- 北澤國男（東洋バルヴ 創業者）：諏訪市
- 北澤利男（北澤バルブ 創業者）：諏訪市
- 北澤友喜（東洋バルヴ 創業者）：諏訪市
- 北澤元男（東洋バルヴ 創業者）：諏訪市
- 北野吉登（北野建設 創業者）：長野市
- 北原安定（元電電公社 副総裁）：伊那市
- 北村雅良（電源開発 社長・会長）
- 沓掛英二（野村證券 副社長、野村不動産ホールディングス 社長）：長野市
- 久保田実（三協精機製作所 社長・会長）：長野市
- 熊谷正寿（GMOインターネットグループ 創業者）：東御市出生、東京都育ち
- 倉本實（元パナソニック モバイルコミュニケーションズ 副社長）：富士見町
- 栗田裕夫（セブン-イレブン・ジャパン 社長）
- 黒沢三郎（八十二銀行 頭取）：佐久穂町
- 小出隆（八十二銀行 頭取）：千曲市
- 小路明善（アサヒビール 社長）
- 神津藤平（長野電鉄 創業者）：佐久市
- 小飼雅道（マツダ 社長）：茅野市
- 小坂健介（信濃毎日新聞 社長）：長野市
- 小坂善之助（信濃毎日新聞 創業者）：長野市
- 小坂壮太郎（信濃毎日新聞 社長）
- 小坂雄太郎（信越化学工業 社長）：長野市
- 小島大治郎（上田温泉電軌創設者）：上田市
- 小平祐（日本農薬 社長）：諏訪市
- 児玉衛一（上田殖産銀行 頭取）：東御市
- 五島慶太（東京急行電鉄 創業者）：青木村
- 小林久七（信濃銀行 頭取）：長野市
- 小林佐三郎（日本製鋼所 社長・会長）
- 小林周蔵（信越化学工業 社長）：長野市
- 小林剛（帝国繊維 副社長）：諏訪市
- 小林武紀（大和紡績 社長）
- 小林春男（八十二銀行 頭取）
- 小林久明（三菱鉱業セメント 社長）
- 小林正則（プリンスホテル 社長）：小諸市
- 小松彰（東京株式取引所 頭取）：松本市
- 小松健男（ロイヤルホテル 社長）：松本市
- 小松敏郎（学習研究社 社長）：下諏訪町
- 五味敏雄（三省堂 社長）：茅野市
- 小宮山量平（理論社 創業者）：上田市
- 古村誠一（三菱金属鉱業 社長、日本電子金属 社長）：辰野町
- 古村敏章（丸興製糸 社長）：辰野町
- 小山敏靭（大正生命保険 社長）：諏訪市
- 小山龍三（中日新聞社 社主）：小諸市
- 齊藤佳春（ミヤノ 社長）
- 酒井祐之助（酒井コンクリート工業 社長）：箕輪町
- 榊原郁三（アート商会 創業者）：上田市
- 坂口幸雄（日清製油 会長）：長野市
- 佐々木孝治（ユニー 社長・会長）：阿南町
- 佐藤勝久（佐藤勝久事務所 社長）：諏訪市
- 塩澤護（養命酒製造 社長）：中川村
- 柴本重理（元ブリヂストンタイヤ 社長）：中野市
- 清水成信（国際原子力開発 社長）
- 清水雄輔（キッツ 会長）：諏訪市
- 下田文一（元南洋拓殖 社長）：飯田市
- 白澤正二（元茨城放送 社長・会長）：安曇野市
- 代田稔（ヤクルト 創業者）：飯田市
- 鈴木健（スマートニュース 共同創業者・会長）
- 関口欽也（日本短波放送 社長）
- 関俊一郎（ファンゴー 創業者・社長、ミックスアンドブレンド 代表社員）：諏訪市
- 関谷哲夫（日本精工 社長・会長）：高山村
- 瀬下清（三菱銀行 元会長）：佐久市
- 瀬戸直一（大和紡績 社長・会長）
- 芹沢守利（京浜急行電鉄 会長）：上田市
- 鈴木敏文（セブン&アイ・ホールディングス 代表取締役会長）：坂城町
- 相馬愛蔵（妻相馬黒光と新宿中村屋 創業）：安曇野市
- 紿田英哉（丸紅英国会社 社長）：伊那市
- 高木九四郎（元ナムコ 社長）
- 高橋保（昭和人絹 初代社長、昭和電工 初代副社長）：安曇野市
- 高橋伸彰（フィル・カンパニー 創業者）：安曇野市
- 高橋豊（アニメイト 創業者）
- 高原克弥（Branding Engineer 創業者）
- 高山萬司（三和シヤッター工業 創業者）：池田町
- 滝澤秀之（相模鉄道 社長・相鉄ホールディングス 社長）
- 田口利夫（西濃運輸 社長・会長）：南木曽町
- 田口利八（西濃運輸 創業者）：南木曽町
- 武居綾蔵（内外綿 頭取）：諏訪市
- 武井俊文（石川島播磨重工業 社長）
- 竹村喜一（竹村工務店 創業者・社長）：駒ヶ根市
- 龍野右忠（タツノ 創業者）：飯綱町
- 田中晃（WOWOW 社長）：松本市
- 田中文雄（王子製紙 社長・会長）：佐久市
- 田中平八（東京穀物商品取引所 初代頭取）：駒ヶ根市
- 田中弥助（第一法規 創業者）：長野市
- 茅野亮（すかいらーく 創業者・初代社長）：諏訪市
- 茅野弘（チノン 創業者）：茅野市
- 茅野実（元八十二銀行 頭取）：岡谷市
- 土橋健夫（日清エンジニアリング 社長）：茅野市
- 土橋光廣（元エプソン販売 社長）：諏訪市
- 土屋隆（東ソー 社長）：松本市
- 土屋裕弘（田辺三菱製薬 社長）：松本市
- 寺田明彦（保育総合学院 創業者）
- 東條たかし（ワシントン靴店 創業者）：安曇野市
- 徳山淳和（かっぱクリエイト 創業者）
- 飛山一男（いすゞ自動車 社長）
- 友野宏（元新日鐵住金 社長）
- 中條高徳（アサヒ飲料 元会長、アサヒビール 名誉顧問）：千曲市
- 中野撤夫（オリンパス光学工業 社長・会長）：松本市
- 中野宏（オンキヨー 副社長）
- 中部嘉人（文藝春秋 社長）
- 中村一策（日本勧業銀行 頭取）：朝日村
- 中村勝一（三菱石油 副社長）：諏訪市
- 中村胤夫（三越 社長・会長）：塩尻市
- 中山富太郎（八十二銀行 頭取）
- 永山勝利（ホテルルートイングループ 創業者・会長）：上田市
- 名取小一（元なとり 社長）：富士見町
- 名取和作（富士電機 初代社長）：富士見町
- 成沢一之（八十二銀行 頭取）
- 西沢喜太郎（長野商業銀行 頭取、長野農工銀行 頭取、長野貯蓄銀行 頭取）：千曲市
- 西沢俊夫（元東京電力 社長）：大町市
- 野澤清志（日本原燃 初代社長）：諏訪市
- 野澤正平（元山一證券 社長）：長野市
- 野澤隆一（元信越放送 社長、元共同テレビジョンニュース社 社長）：辰野町
- 野平昌人（元北海道文化放送 社長）：須坂市
- 野々山広三郎（元サッポロビール 社長）：塩尻市
- 橋本ひろし（キョウデン 創業者）：伊那市
- 橋本福松（古今書院 創業者）：伊那市
- 花岡清二（元セイコーエプソン 社長）：岡谷市
- 花岡正浩（元神鋼ケアライフ 社長、元神鋼不動産 社長、TC神鋼不動産 会長）：岡谷市
- 花岡彌六（元電気化学工業 社長）：岡谷市
- 八丁地隆（日立物流 会長、日立総合計画研究所 社長、日立製作所 副社長）：飯田市
- 浜武秀（元日東製粉 社長）：岡谷市
- 浜島昇（日本光学工業 社長）
- 林壮司（信越放送 社長）：諏訪市
- 林太郎（元東都銀行 頭取、大正海上火災保険 会長）：岡谷市
- 林利勇（ヒューテックノオリン 創業者）：長野市
- 原精二（日立電線 社長）
- 原大（元三菱東京UFJ銀行 副頭取、双日 会長）：諏訪市
- 原典之（MS&ADインシュアランスグループホールディングス 社長、三井住友海上火災保険 会長）
- 平林忠雄（元田辺製薬 社長）
- 深澤俊勇（日野自動車 社長）：長野市
- 藤沢昭和（ヨドバシカメラ 創業者）：富士見町
- 藤森鉄雄（元第一勧業銀行 会長、東京メトロポリタンテレビジョン 初代社長）：諏訪市
- 藤原銀次郎（元王子製紙 社長）：長野市
- 古田晁（筑摩書房 創業者）：塩尻市
- 穂苅實（元興亜火災海上保険 社長）：茅野市
- 星野佳路（星野リゾート 社長）：軽井沢町
- 堀内平八郎（浜松ホトニクス 創業者）：伊那市
- 本間隆（北海道放送 社長）：佐久市
- 曲渕文昭（アルピコホールディングス 社長、八十二銀行 副頭取）：長野市
- 牧内良平（元テレビ神奈川 社長）：飯田市
- 松井道夫（松井証券 社長）：松本市
- 松山茂助（元サッポロビール 社長）：飯山市
- 丸田芳郎（元花王 社長）：長野市
- 丸山寿（日立化成 社長、昭和電工マテリアルズ 社長）：飯田市
- 峯村英薫（元大和銀行 会長）：上田市
- 宮入潔（豊田通商 社長）：長野市
- 宮坂真也（旭化成 副社長、日本環境安全事業 初代社長）：岡谷市
- 宮崎明（元鹿島建設 社長）：長野市
- 宮沢俊行（シーティーエス 創業者・社長）
- 宮下武四郎（元王子製紙 社長）
- 宮下友雄（長野信用金庫 理事長）：長野市
- 宮下正裕（竹中工務店 社長・会長）：伊那市
- 宮嶋宏幸（ビックカメラ 社長）
- 宮原清（元神島化学工業 社長）：青木村
- 向山一人（コーア 創業者）：箕輪町
- 務臺光雄（元読売新聞社 社長）：安曇野市
- 武藤高義（元カルピス 社長）
- 村田一（昭和電工 社長・会長）：安曇野市
- 百瀬結（元日本ビクター 会長）：松本市
- 両角晃一（東日本放送 社長）
- 両角寛文（前KDDI 副社長・副会長）：諏訪市
- 安川昌昭（アノト・マクセル 社長、レックスマーク インターナショナル 社長）：諏訪市
- 柳澤安慶（ファンコミュニケーションズ 創業者）：佐久市
- 山内雅喜 （元ヤマトホールディングス 社長）
- 山浦常克（あすなろ書房 創業者）：佐久市
- 山浦愛幸（八十二銀行 頭取）
- 山岸一雄 （東池袋大勝軒 創業者）：中野市
- 山崎賢二 （桐原書店 創業者）：長野市
- 山下秀明（旭硝子 社長）：箕輪町
- 山田秀雄（オリンパス 副社長）：岡谷市
- 山田正彦（三協精機製作所 創業者・初代社長）：岡谷市
- 山田六一（三協精機製作所 創業者・社長）：岡谷市
- 山本惠朗（元富士銀行 頭取）：塩尻市
- 矢満田富勝（養老乃瀧創業者）：松本市
- 油井一二（美術年鑑社 社長）：佐久市
- 湯川健太（rakanu 創業者）
- 横内龍三（北洋銀行 頭取・札幌北洋ホールディングス 会長）
- 横川端（すかいらーく 創業者）：諏訪市
- 横川竟（すかいらーく 創業者・会長）：諏訪市
- 横川紀夫（すかいらーく 創業者、ヴィア・ホールディングス 社長）：諏訪市
- 吉家敬三（元鴨川ニッケル 会長）：小布施町
- 吉川清一（元清水建設 社長）：松本市
- 吉田正（協同乳業 創業者）：池田町
- 依田平（ケア21 創業者）
- 依田巽（エイベックス 創業者）：長野市
- 渡邊嘉一（元東京石川島造船所 社長）：辰野町
- 渡辺宏（元日立マクセル 社長）

## 学者
【50音順】

### 人文科学系
- 会津洋（フランス語学者、富士見町）
- 青木誠四郎（教育心理学者、松本市）
- 青木次生（英文学者）
- 赤羽学（国文学者、松本市）
- 赤沼金三郎（倫理学者、諏訪市）
- 秋山晴夫（フランス文学者、佐久市）
- 天野正輝（教育学者）
- 飯澤文夫（図書館情報学者、辰野町）
- 飯島周（言語学者、長野市）
- 飯島忠夫（歴史学者(東洋史)、長野市）
- 飯島敏文（教育学者、長野市）
- 飯森嘉助（アラビア語学者、佐久市）
- 池内輝雄（国文学者、軽井沢町）
- 池上鎌三（哲学者、松本市）
- 池上二良（言語学者、松本市）
- 池上岑夫（言語学者、伊那市）
- 池上良正（宗教学者）
- 池田魯参（仏教学者、駒澤大学総長、長野市）
- 市川昭午（教育学者、小布施町）
- 一條孝夫（国文学者、松本市）
- 市村今朝蔵（政治学者、軽井沢町）
- 市村宏（国文学者、小布施町）
- 伊東一夫（日本近代文学研究者、下諏訪町）
- 伊藤博（万葉学者、伊那市）
- 井上正（美術史学者、飯田市）
- 今井登志喜（歴史学者〈西洋史〉、岡谷市）
- 今井信雄（国文学者、元成城短期大学学長、岡谷市）
- 岩下哲典（歴史学者、塩尻市）
- 岩淵大殿（仏教学者、松本市）
- 印南高一（演劇史学者、飯田市）
- 上原作和（国文学者、佐久市）
- 牛山初男（日本語学者、茅野市）
- 浦野東洋一（教育学者、箕輪町）
- 遠藤耕太郎（日本文学研究者、岡谷市）
- 大井清吉（教育学者、小諸市）
- 太田和彦（図書館情報学者、元図書館短期大学学長、飯田市）
- 岡正雄（文化人類学者、松本市）
- 小口孝司（心理学者、岡谷市）
- 小口忠彦（心理学者、下諏訪町）
- 小口雅史（歴史学者、岡谷市）
- 長田新（教育学者、元広島文理科大学学長、茅野市）
- 尾澤喜雄（国文学者、池田町）
- 小野勝年（歴史学者〈東洋史〉、文部省技官、辰野町）
- 小尾郊一（中国文学者、茅野市）
- 大日方純夫（歴史学者、長野市）
- 折竹錫（フランス語学者、諏訪郡）
- 梶野吉郎（フランス文学者、伊那市）
- 樫山欽四郎（哲学者、小諸市
- 春日豊（歴史学者〈日本経済史〉、伊那市）
- 数江教一（倫理学者、茅野市）
- 金井清光（国文学者、松本市）
- 金井嘉彦（文学者、富士見町）
- 金井圓（歴史学者、松本市）
- 金子金治郎（国文学者、諏訪市）
- 金子筑水（哲学者、上田市）
- 笠原一男（歴史学者、小海町）
- 春日政治（日本語学者、伊那市）
- 上垣外憲一（比較文学者、松本市）
- 上沼八郎（教育学者、高森町）
- 河竹繁俊（演劇史学者、飯田市）
- 河原正彦（美術史学者、長野市）
- 氣賀澤保規（歴史学者、中国史）
- 木川達爾（教育学者、茅野市）
- 私市保彦（フランス文学・比較文学者、富士見町）
- 吉川信（英文学者、飯田市）
- 京極興一（日本語学者、長野市）
- 草間俊一（歴史学者）
- 沓掛良彦（西洋文学者、上田市）
- 汲田克夫（教育学者）
- 倉沢剛（教育学者、上田市）
- 黒木勘蔵（国文学者、茅野市）
- 黒沢惟昭（教育学者、長野市）
- 小泉浩一郎（国文学者、千曲市）
- 小澤悦夫（英語学者、諏訪市）
- 小嶋謙四郎（教育心理学者、上田市）
- 小島麗逸（歴史学者〈中国経済史〉、飯田市）
- 児玉幸多（歴史学者、元学習院大学学長、千曲市）
- 後藤総一郎（歴史学者、飯田市）
- 小林和幸（歴史学者）
- 小林計一郎（歴史学者、長野市）
- 小林志郎（演劇史学者、木島平村）
- 小林芳文（教育学者）
- 小町谷照彦（国文学者、駒ヶ根市）
- 小松摂郎（哲学者、大阪府出生、長野県育ち）
- 五味智英（万葉学者、下諏訪町）
- 五味保義（万葉学者、下諏訪町）
- 三枝孝弘（教育学者、松本市）
- 斎藤三郎（国文学者、野沢温泉村）
- 櫻井茂男（教育心理学者、長野市）
- 桜井和市（ドイツ語学者、元学習院院長、佐久市）
- 櫻田大造（政治学者）
- 佐藤綾子（心理学者）
- 佐藤哲也（教育学者、松本市）
- 佐藤正英（倫理学者）
- 澤柳政太郎（教育学者、東北帝大、京都帝大で学長を歴任、松本市）
- 塩入亮忠（仏教学者、上田市）
- 清水透（歴史学者、松本市）
- 清水正男（教育学者、原村）
- 下島連（英文学者、駒ヶ根市）
- 須澤通（言語学者）
- 瀬在良男（哲学者、元日本大学総長、千曲市）
- 相馬大（国文学者、須坂市）
- 曾倉岑（国文学者）
- 曽沢太吉（国文学者、元奈良女子大学学長、須坂市）
- 高木重俊（漢文学者）
- 高木俊輔（歴史学者〈日本史〉、岡谷市）
- 高木久雄（ドイツ文学者、元京都外国語大学学長、岡谷市）
- 高田久寿（英文学者）
- 高遠弘美（フランス文学者）
- 高野辰之（国文学者、中野市）
- 滝沢貞夫（国文学者、新潟県出身・長野市育ち）
- 竹内好（中国文学者、佐久市）
- 竹内整一（倫理学者、須坂市）
- 竹野長次（国文学者、山形村）
- 竹村猛（フランス文学者、長野市）
- 竹村文彦（スペイン文学者、茅野市）
- 辰野千寿（教育心理学者、伊那市）
- 田中宏巳（歴史学者〈近代日本軍事史〉、松本市）
- 田中義廉（洋学者、飯田市）
- 茅野蕭々（ドイツ文学者、諏訪市）
- 千村洋一郎（教育学者、松本市）
- 月本昭男（宗教学者）
- 土田知則（フランス文学者）
- 傳田章（中国語学者）
- 所三男（歴史学者(林政史)、松本市）
- 内藤昌（歴史学者〈建築史・都市史〉、諏訪市）
- 長坂端午（教育学者、諏訪市）
- 永田広志（哲学者、山形村）
- 中嶋隆（国文学者、小諸市）
- 中畑正志（西洋哲学者、上田市）
- 中村平治（歴史学者〈インド史〉、茅野市）
- 中村喜和（ロシア文学者、千曲市）
- 中村吉治（歴史学者、辰野町）
- 中牧弘允（文化人類学者、小川村）
- 中山和子（国文学者、諏訪市）
- 中山久四郎（歴史学者、御代田町）
- 中山恒夫（ラテン文学者、松本市）
- 名取堯（思想史学者、元武蔵野美術学校校長、富士見町）
- 西尾光一（国文学者、飯田市）
- 西尾実（国文学者、阿南町）
- 西原康行（教育学者）
- 新田均（神道学者）
- 二村一夫（歴史学者、松本市）
- 野明敏治（教育学者、原村）
- 野口元大（国文学者、小諸市）
- 波多野精一（宗教哲学者、元玉川大学学長、松本市）
- 林邦雄（教育心理学者、長野市）
- 林功三（ドイツ文学者、岡谷市）
- 原克（ドイツ文学者、伊那市）
- 原不二夫（東洋史学者、茅野市）
- 原野広太郎（教育心理学者、佐久市）
- 春山明哲（台湾学者、諏訪市）
- 伴悦（国文学者、松本市）
- 樋口勝彦（ラテン文学者、安曇野市）
- 樋口勘次郎（教育学者、富士見町）
- 樋口秀雄（英文学者、松本市）
- 平出昌嗣（英文学者、富士見町）
- 平林正司（ヨーロッパ歴史学者、諏訪市）
- 福井康順（仏教学者、長和町）
- 福沢周亮（教育心理学者）
- 福與正治（英文学者、元成蹊大学学長、飯田市）
- 古島和雄（歴史学者(中国史)、飯田市）
- 古島敏雄（歴史学者(日本経済史)、飯田市）
- 藤沢令夫（哲学者、松本市）
- 藤田覚（歴史学者〈日本近世史〉）
- 藤森朋夫（国文学者、諏訪市）
- 藤森秀夫（ドイツ文学者、安曇野市）
- 古厩忠夫（歴史学者〈中国史〉、塩尻市）
- 宝月圭吾（歴史学者〈日本中世史〉、長野市）
- 洞富雄（歴史学者、筑北村）
- 堀内守（教育学者、上田市）
- 細谷昌志（哲学者）
- 馬瀬良雄（日本語学者、松本市）
- 松村一登（言語学者、豊丘村）
- 丸山克俊（教育学者、飯田市）
- 三浦俊彦（哲学者）
- 御子柴道夫（ロシア文学者）
- 三井為友（教育学者、富士見町）
- 三石善吉（歴史学者〈中国史〉）
- 水戸部正男（歴史学者、元横浜国立大学学長、小布施町）
- 岑村傑（フランス文学者）
- 峯村文人（国文学者、上田市）
- 宮坂広作（教育学者、諏訪市）
- 宮坂覺（近代文学者、元フェリス女学院大学学長、原村）
- 宮坂元裕（教育学者、岡谷市）
- 宮坂宥勝（仏教学者、元真言宗智山派管長、岡谷市）
- 宮坂義彦（教育学者、下諏訪町）
- 宮崎市定（歴史学者、飯山市）
- 宮澤康人（教育学者、長野市）
- 宮原勇（哲学者）
- 宮本茂雄（教育心理学者）
- 務台理作（哲学者、安曇野市）
- 村上勇介（政治学者、上田市）
- 望月市恵（ドイツ文学者、安曇野市）
- 森克己（歴史学者〈対外関係史〉、野沢温泉村）
- 矢島羊吉（倫理学者、諏訪市）
- 矢野建一（歴史学者、専修大学学長、伊那市）
- 山極伸之（仏教学者、佛教大学学長、千曲市）
- 山崎一穎（国文学者、中野市出生・千葉県育ち）
- 山崎元一（歴史学者、諏訪市）
- 山田欣吾（歴史学者〈西洋史〉、長野市）
- 山田坂仁（哲学者、諏訪市）
- 山田作男（歴史学者〈西洋史〉、安曇野市）
- 山田晶（西洋哲学者、諏訪市）
- 山田英世（哲学者、木島平村）
- 山田博光（国文学者、安曇野市）
- 山中謙二（西洋史学者、諏訪市）
- 山室三良（中国哲学者、佐久市）
- 山本英二（歴史学者〈日本近世史〉、山ノ内町）
- 山本正男（美術史学者、元東京芸術大学学長、長野市）
- 由井正臣（歴史学者、南佐久郡）
- 湯本武比古（教育学者、中野市）
- 横山重（国文学者、松本市）
- 吉江喬松（フランス文学者、塩尻市）
- 芳澤勝弘（仏教学者）
- 吉沢典男（日本語学者、長野市）
- 吉田静致（倫理学者、飯山市）
- 吉野光（美術史学者）
- 與曽井章平（社会学者）
- 若林正丈（歴史学者〈台湾史〉、長野市）
- 和田忠彦（イタリア文学者、長野市）

### 社会科学系
- 青木清相（刑法学者）
- 青山善充（民法学者、伊那市）
- 赤羽恒雄（国際政治学者、茅野市）
- 赤堀雅幸（社会学者、人類学者、松本市）
- 浅川達人（社会学者、松本市）
- 芦部信喜（憲法学者、駒ヶ根市）
- 鮎沢成男（経営学者、諏訪市）
- 荒井一博（経済学者）
- 有井行夫（理論経済学者）
- 有賀郁敏（歴史社会学者、諏訪市）
- 有賀喜左衛門（社会学者、元日本女子大学学長、辰野町）
- 有賀敏之（経済学者、飯田市）
- 石田光男（経済学者、木曽町）
- 一瀬益夫（経営学者、諏訪市）
- 伊藤郷平（人文地理学者、飯田市）
- 伊藤眞（民法学者、上田市）
- 岩崎育夫（政治学者）
- 岩波一寛（経済学者、岡谷市）
- 牛山積（民法学者、茅野市）
- 臼井二尚（社会学者、安曇野市）
- 碓井広義（社会学者、塩尻市）
- 碓井光明（租税法学者）
- 大澤真幸（社会学者、松本市）
- 大滝精一（経営学者、岡谷市）
- 大野實雄（商法学者、飯田市）
- 小川原正道（政治学者、東御市）
- 小川安朗（服飾学者、茅野市）
- 奥原唯弘（法学者、東京府出生・北安曇郡松川村出身）
- 大日方隆（会計学者）
- 大日方信春（憲法学者、長野市）
- 戒能通孝（民法学者、飯田市）
- 筧克彦（憲法学者、諏訪市）
- 笠井修（民法学者）
- 河西勝（経済学者）
- 加藤節（政治学者）
- 加藤正治（法学者、元中央大学学長、筑北村）
- 加藤政洋（人文地理学者）
- 金子宏（租税法学者、上田市）
- 上島武（経済学者、辰野町）
- 北沢正啓（商法学者、元中京大学学長、駒ヶ根市）
- 北原秋一（経済学者、南木曽町）
- 木下照嶽（会計学者、泰阜村）
- 窪田充見（民法学者）
- 小島麗逸（経済学者、飯田市）
- 小平修（政治学者、松本市）
- 後藤巻則（民法学者）
- 小林直樹（憲法学者、小諸市）
- 小林巳智次（民法学者、佐久市）
- 小林彌六（経済学者、辰野町）
- 小町谷操三（商法学者）
- 小松源助（社会福祉学者、佐久市）
- 小松雅雄（経済学者、諏訪市）
- 五味俊樹（政治学者）
- 近藤正三（労働法学者、塩尻市）
- 斉藤日出治（経済学者、伊那市）
- 坂井素思（経済学者、松本市・大町市）
- 柴田寿子（政治学者、東御市）
- 塩沢由典（経済学者、塩尻市）
- 清水睦（憲法学者、原村）
- 下條美智彦（行政学者）
- 巣山靖司（国際政治学者）
- 関恒義（経済学者、長野市）
- 田杉競（経営学者、塩尻市）
- 代田郁保（経営学者）
- 鈴木一人（国際政治学者、上田市）
- 須藤功（経済学者）
- 関口末夫（経済学者、諏訪市）
- 鷹野和美（社会福祉学者、茅野市）
- 高山憲之（経済学者、塩尻市）
- 滝澤正（比較法学者、上智大学学長、中野市）
- 竹内淳彦（経済地理学者、松本市）
- 竹原均（経済学者）
- 武田隆夫（経済学者、上田市）
- 竹前栄治（政治学者、須坂市）
- 竹花光範（憲法学者、佐久市）
- 田中勝人（経済学者、松本市）
- 田中穂積（経済学者、元早稲田大学総長、長野市）
- 玉村和彦（経営学者）
- 手塚和彰（労働法学者、松本市）
- 中嶋嶺雄（国際政治学者、元国際教養大学学長、松本市）
- 中野収（社会学者、松本市）
- 中村勝範（政治学者、松本市）
- 中村平八（経済学者、茅野市）
- 南保勝美（法学者、茅野市）
- 花村治郎（法学者）
- 林健久（経済学者）
- 林直嗣（経済学者、岡谷市）
- 林道義（経済学者、心理学者、飯田市）
- 原輝史（経済学者、松本市）
- 菱田雅晴（社会学者、長野市）
- 日詰一幸（行政学者、静岡大学学長、長野市）
- 藤木英雄（刑法学者、松本市）
- 藤森克彦（社会福祉学者、下諏訪町）
- 藤森三男（経営学者、諏訪市）
- 藤原保信（政治学者、安曇野市）
- 二木保幾（経済学者、安曇野市）
- 降旗節雄（経済学者、安曇野市）
- 降旗武彦（経営学者、安曇野市）
- 洞口治夫（経営学者）
- 堀内正樹（社会人類学者、下諏訪町）
- 前川俊一（経済学者）
- 松尾弘（民法学者）
- 松本正生（政治学者）
- 丸山邦雄（経済学者、飯山市）
- 水崎基一（経済学者、松本市）
- 道田信一郎（商法学者、長野市）
- 嶺輝子（経営学者、飯山市）
- 峯村光郎（経済法学者、長野市）
- 宮入興一（経済学者）
- 宮坂保清（会計学者、諏訪市）
- 宮沢俊義（憲法学者、長野市）
- 宮本みち子（社会学者、松本市）
- 三輪公忠（国際政治学者、松本市）
- 森泉章（民法学者、上田市）
- 矢口孝次郎（経済学者、元関西大学学長、松本市）
- 山岡喜久男（経済学者、岡谷市）
- 山岡萬之助（刑法学者、元日本大学総長、岡谷市）
- 山岸敬子（行政法学者、長野市）
- 由井常彦（経営学者、佐久穂町）
- 横山正彦（経済学者、伊那市）
- 吉野孝（政治学者）
- 若林正丈（政治学者）
- 和氣純子（社会福祉学者、岡谷市）
- 和田肇（労働法学者、小川村）

### 自然科学系
- 旭興正（獣医学者）
- 鮎沢啓夫（農学者、岡谷市）
- 青柳栄司（工学者、安曇野市）
- 赤須文男（医学者、駒ヶ根市）
- 赤祖父俊一（地球物理学者、佐久市）
- 赤羽賢司（天文学者、松本市）
- 秋元波留夫（医学者、長野市）
- 阿部治平（地理学者、原村）
- 鮎沢大（生物学者、岡谷市）
- 荒井賢一（工学者、長野市）
- 有賀槐三（医学者、諏訪市）
- 有賀豊彦（医学者）
- 飯島宗一（医学者、元広島大学学長、元名古屋大学学長、岡谷市）
- 飯田汲事（地震学者、飯山市）
- 石城謙吉（動物生態学者、諏訪市）
- 石田瑞穂（地震学者、飯田市）
- 一ノ瀬俊明（地理学者、環境学者、土木工学者、辰野町）
- 井出源四郎（医学者、元千葉大学学長、佐久市）
- 伊藤郷平（地理学者、飯田市）
- 伊藤礼吉（化学者、岡谷市）
- 今井啓雄（動物学者、岡谷市）
- 今井勇之進（金属工学者、長野市）
- 岩尾秀嶺（理論物理学者）
- 岩崎卓也（考古学者）
- 岩波洋造（植物学者、大町市）
- 岩本光正（工学者、下諏訪町）
- 上田泰（医学者、松本市）
- 植松七九郎（精神医学者、富士見町）
- 臼田孝（機械工学者、辰野町）
- 海野肇（工学者、岡谷市）
- 遠藤守信（工学者、須坂市）
- 大池弥三郎（医学者、元弘前大学学長）
- 太田敬三（医学者、元東京医科歯科大学学長、諏訪市）
- 大谷茂盛（化学工学者、元東北大学総長、安曇野市）
- 太田龍朗（医学者、岡谷市）
- 岡田弘（地球科学者、長野市）
- 荻上紘一（数学者、元東京都立大学総長、松本市）
- 小口正七（化学者、諏訪市）
- 小口泰平（自動車工学者、元芝浦工業大学学長、下諏訪町）
- 小口高（地球物理学者、岡谷市）
- 小口高（地理学者、諏訪市）
- 小口武彦（物理学者、岡谷市）
- 小口多美夫（物性理論学者、岡谷市）
- 小口太郎（科学者、岡谷市）
- 小口伯郎（物理学者、安曇野市）
- 小口忠太（医学者、上田市）
- 恩田経介（植物学者、元明治薬科大学学長、小諸市）
- 恩田重信（薬学者、長野市）
- 笠原勇二（数学者、下諏訪町）
- 春日郁朗（工学者、伊那市）
- 春日敏夫（医学者）
- 片桐英郎（農芸化学者、根羽村）
- 片山泰久（理論物理学者、上田市）
- 唐澤豊（科学者、農学者）
- 加藤清治（歯学者、宮田村）
- 加藤貴昭（人間工学者、スポーツ心理学者、佐久市）
- 金澤右（医学者）
- 金丸龍之介（医学者、長野市）
- 金子忠昭（工学者、諏訪市）
- 鎌倉矩子（医学者、原村）
- 上條謙二郎（工学者、松川町）
- 上條秀介（医学者、昭和大学創設者、松本市）
- 川上保雄（医学者、昭和大学学長、川上村）
- 河角廣（地震学者、富士見町）
- 神澤康夫（医学者）
- 北澤宏一（化学者、東京都市大学学長、飯山市）
- 北原文雄（化学者、伊那市）
- 北原覚雄（農芸化学者、伊那市）
- 北原武（化学者、駒ヶ根市）
- 北村晃寿（地球科学者、長野市）
- 吉川晴十（冶金学者、茅野市）
- 木下隆利（高分子化学者、名古屋工業大学学長、安曇野市）
- 清野宏（生物学者）
- 草間偉（土木工学者、松本市）
- 功刀正行（環境学者、諏訪市）
- 久保田晴寿（薬学者、元徳島大学学長、上田市）
- 熊井英水（水産学者、塩尻市）
- 熊谷岱蔵（医学者、元東北帝国大学総長、塩尻市）
- 熊谷寛夫（物理学者、松本市）
- 倉田毅（医学者）
- 桑沢清明（生理学者、諏訪市）
- 小池和幸（物理学者、富士見町）
- 小池康博（工学者、諏訪市）
- 神津俶祐（鉱物学者、佐久市）
- 河野齢蔵（植物学者、松本市）
- 小坂樹徳（医学者、飯田市）
- 小坂隆雄（生理学者、岡谷市）
- 小泉清明（生物学者、上田市）
- 小林清志（機械工学者、長野市）
- 小原二郎（工学者、南木曽町）
- 小松醇郎（数学者、東京都出生、長野県育ち）
- 小松正幸（地質学者、愛媛大学学長、下諏訪町）
- 小松和蔵（科学者、岡谷市）
- 五味武臣（地理学者、富士見町）
- 五味常明（医学者、茅野市）
- 小山昭雄（数学者、千曲市）
- 齊藤万比古（医学者、下諏訪町）
- 斎藤信男（工学者、諏訪市）
- 齋藤寛（医学者、長崎大学学長、辰野町）
- 酒井高男（機械工学者、伊那市）
- 酒井文徳（医学者、松本市）
- 佐倉直男（数学者、塩尻市）
- 佐々木茂美（機械工学者、長野市）
- 塩入諭（工学者、上田市）
- 塩入松三郎（農学者、長野市）
- 篠遠喜人（遺伝学者、元国際基督教大学学長、下諏訪町）
- 篠原菊紀（脳科学者、茅野市）
- 嶋崎昭典（農学者、塩尻市）
- 清水建美（植物学者、松本市）
- 清水康敬（教育工学者）
- 白井汪芳（科学者、上田市）
- 白木正博（産婦人科学者、安曇野市）
- 白沢保美（樹木学者、安曇野市）
- 水藤寛（数学者、上田市）
- 菅沼龍夫（医学者、飯田市）
- 菅谷昭（医学者、千曲市）
- 杉本麻樹（情報工学者、飯田市）
- 須甲鉄也（動物学者、元埼玉大学学長、長野市）
- 鈴木雅次（土木工学者、松本市）
- 菅沼龍夫（医学者、元宮崎大学学長、飯田市）
- 諏訪彰（地震学者、諏訪市）
- 関口武（自然地理学者、大町市）
- 瀬在幸安（医学者、元日本大学総長、千曲市）
- 仙石正和（工学者、松本市）
- 大工原銀太郎（土壌肥料学者、九州帝国大学総長、同志社総長、中川村）
- 高津聖志（免疫学者、塩尻市）
- 高橋健治（生化学者、下諏訪町）
- 高橋信美（医学者、上田市）
- 高橋偵造（農芸化学者、飯山市）
- 高山正雄（法医学者、元九州帝国大学総長、塩尻市）
- 滝澤行雄（医学者、塩尻市）
- 田口喜一郎（医学者、松本市）
- 武居三吉（農芸化学者、元京都教育大学学長、岡谷市）
- 竹内章（地質学者、箕輪町）
- 竹内清（統計学者、坂城町）
- 竹内幸江（看護学者、松本市）
- 武重千冬（医学者、昭和大学学長、小諸市）
- 竹松哲夫（農芸化学者、伊那市）
- 立石友男（地理学者）
- 田中虔一（化学者、塩尻市）
- 田中貢一（植物学者、塩尻市）
- 田中亮（動物学者、上田市）
- 田中豊（土木工学者、長野市）
- 田中美郷（医学者）
- 田中義麿（遺伝学者、塩尻市）
- 田畑幸嗣（考古学者）
- 千野武廣（歯学者、安曇野市）
- 茅野春雄（昆虫学者、岡谷市）
- 茅野充男（農学者、岡谷市）
- 千野光茂（遺伝学者、諏訪市）
- 鎮西清高（地質学者、下條村）
- 土橋八千太（天文学者、元上智大学学長、諏訪市）
- 傳田功（農学者）
- 戸沢充則（考古学者、元明治大学学長、岡谷市）
- 鳥海不二夫（計算機科学者）
- 鳥羽研二（医学者、松本市）
- 鳥山四男（電気工学者、松本市）
- 中澤公孝（運動科学者）
- 永田俊（海洋学者）
- 長田敏行（植物学者、茅野市）
- 中島厚（航空宇宙工学者、須坂市）
- 中野元裕（化学者、岡谷市）
- 中畑龍俊（医学者、辰野町）
- 中畑雅行（天体物理学者、松本市）
- 中原市五郎（歯学者、日本歯科大学創設者、駒ヶ根市）
- 中村僖良（電子工学者）
- 中村浩志（鳥類学者、坂城町）
- 中村登流（鳥類学者、松本市）
- 名取武光（考古学者、富士見町）
- 鳴沢真也（天文学者、東御市）
- 西川俊夫（有機化学者、岡谷市）
- 西沢一俊（化学者、長野市）
- 西沢利栄（気象学者、長野市）
- 西村進（園芸学者、育種学者、千曲市）
- 西村真琴（ロボット学者、松本市）
- 二村忠元（工学者、松本市）
- 野口昌巳（森林学者）
- 野村哲（地球科学者）
- 野村俊明（化学者、松本市）
- 長谷川善和（古生物学者、飯田市）
- 羽田健三（動物学者、大町市）
- 秦藤樹（医学者、元北里大学学長、松本市）
- 服部信孝（医学者、長野市）
- 濱健夫（植物学者、諏訪市）
- 濱健夫（環境学者、茅野市）
- 林久喜（農学者、岡谷市）
- 原田明（分析化学者、茅野市）
- 原山智（地質学者、岡谷市）
- 伴俊男（病理学者、諏訪市）
- 伴野豊（農学者、安曇野市）
- 樋口隆昌（生化学者、木曽町）
- 彦坂興秀（医学者、長野市）
- 平澤彌一郎（運動生理学者、下諏訪町出生・飯田市出身）
- 藤井彰（歯学者、上田市）
- 藤巻高光（医学者、大町市）
- 藤森栄一（考古学者、諏訪市）
- 藤原咲平（気象学者、諏訪市）
- 降旗一夫（生命科学者・化学者、松本市）
- 古畑正秋（天文学者、富士見町）
- 降矢芳郎（電気工学者、上田市）
- 細川磐（体育学者、松本市）
- 宝月欣二（植物学者、長野市）
- 保刈恒雄（医学者）
- 保尊隆享（生物学者）
- 堀内正樹（社会人類学者、下諏訪町）
- 保柳睦美（自然地理学者、千曲市）
- 本多侃士（物理学者、飯山市）
- 本間基文（材料工学者、大町市）
- 前田理（化学者）
- 牧岩男（水産学者）
- 増澤譲太郎（気象学者、岡谷市）
- 増澤敏行（環境学者、岡谷市）
- 松井正直（農芸化学者、上田市）
- 松井正文（動物学者、上田市）
- 松崎一（物理学者）
- 松沢盛茂（農業経済学者、上田市）
- 丸茂隆三（生物学者、茅野市）
- 丸山瑛一（工学者、上田市）
- 丸山儀四郎（数学者、安曇野市）
- 丸山千里（医学者、元日本医科大学学長、茅野市）
- 御子柴宣夫（物理学者、諏訪市）
- 三沢勝衛（自然地理学者、長野市）
- 水品善之（食品科学者、茅野市）
- 翠川修（医学者、小県郡）
- 三村二（歯学者、富士見町）
- 三村一（農学者、元信州大学学長、富士見町）
- 宮入慶之助（寄生虫学者、長野市）
- 宮入庄太（電気工学者、千曲市）
- 宮入近治（生物学者、千曲市）
- 宮城弘（工学者）
- 宮坂勝之（医学者、岡谷市）
- 宮坂貞（薬学者、岡谷市）
- 宮坂尚幸（医学者、下諏訪町）
- 宮坂英弌（考古学者、茅野市）
- 宮坂信之（医学者、上田市）
- 宮坂昌之（医学者、上田市）
- 宮坂道夫（生命倫理学、医療倫理学者、松本市）
- 宮澤佳甫（工学研究者）
- 宮沢俊弥（地球科学者、朝鮮総督府技官、松本市）
- 宮澤政文（航空工学者、岡谷市）
- 宮下和夫（化学者）
- 宮下直（生物学者、飯田市）
- 三輪知雄（植物学者、元東京教育大学学長、筑波大学初代学長、諏訪市）
- 向山光昭（有機化学者、伊那市）
- 持田澄子（神経生理学者、須坂市）
- 望月公子（獣医学者、松本市）
- 望月拓郎（数学者、長野市）
- 百瀬和夫（医学者）
- 森本信男（地球科学者、大町市）
- 両角守一（考古学者、諏訪市）
- 八木健三（岩石学者、長野市）
- 八木貞助（地質学者、長野市）
- 矢崎芳夫（医学者、元東京慈恵会医科大学学長、茅野市）
- 矢澤一彦（電子工学者）
- 矢沢大二（自然地理学者、諏訪市）
- 矢澤米三郎（博物学者、諏訪市）
- 矢嶋聰（医学者）
- 柳澤嘉一郎（生命科学者、諏訪市）
- 山内俊雄（医学者、元埼玉医科大学学長、松本市）
- 山岡文彦（植物学者、岡谷市）
- 山岸哲（鳥類学者、須坂市）
- 山極勝三郎（病理学者、上田市）
- 山口左仲（寄生虫学者、小海町）
- 山口豊（医学者、諏訪市）
- 山崎健二（医学者、諏訪市）
- 山田作衛（物理学者、長野市）
- 山田卓三（植物学者・教育学者、茅野市）
- 山本尚志（工学者、松本市）
- 山田喜紹（ウイルス学者、松本市）
- 八幡一郎（考古学者、岡谷市）
- 横山泉（地球科学者）
- 横山亨（工学者、元横浜国立大学学長、松本市）
- 吉江信夫（医学者）
- 吉沢英樹（物理学者、岡谷市）
- 吉武栄之進（応用化学者、松本市）
- 吉田亮（公衆衛生学者、元千葉大学学長）
- 若槻哲雄（物理学者、元大阪大学総長、長野市）
- 渡辺澄夫（応用数学者、中野市）

### その他の学者
- 赤松小三郎（兵学者、上田藩）
- 鎌原桐山（漢学者、松代藩）
- 佐久間象山（朱子学者、兵学者、松代藩）
- 太宰春台（儒学者、飯田藩）
- 田中芳男（博物学者、男爵、飯田藩）
- 山寺常山（兵学者、松代藩）

### 教育者
- 青木孝安（松本市）
- 縣秀彦（大町市）
- 赤羽一雄（伊那市）
- 浅井洌（松本市）
- 荒井裕司（上田市）
- 有賀千代吉
- 家田隆現（松本市）
- 井口喜源治（安曇野市）
- 伊沢修二（伊那市）
- 市川源三（立科町）
- 一條慎三郎（長野市）
- 市村咸人（飯田市）
- 一志茂樹（大町市）
- 伊藤和夫
- 伊藤長七（諏訪市）
- 岩崎長思（箕輪町）
- 岩垂今朝吉（岡谷市）
- 牛山傳造（諏訪市）
- 兎束武雄（上田市）
- 江川多喜雄
- 大江礒吉（飯田市
- 岡村千馬太（安曇野市）
- 尾澤喜雄（安曇野市）
- 折井英治（松本市）
- 上条憲太郎（松本市）
- 川井清一郎（松本市）
- 河原操子（松本市）
- 木川達爾（茅野市）
- 木澤鶴人（松本市）
- 北沢種一（諏訪市）
- 桑田昭三（飯田市）
- 小平萬榮（茅野市）
- 小早川潔（上田市）
- 小林敢治郎（飯田市）
- 小林倭文 （千曲市）
- 小松倍一（塩尻市）
- 小松武平（茅野市）
- 小岩井浄（元愛知大学学長、松本市）
- 神津専三郎（小諸市）
- 菰田万一郎（小県郡青木村）
- 佐藤寅太郎（佐久市）
- 澤柳政太郎（松本市）
- 篠田利英（松本市）
- 清水謙一郎（信州新町）
- 代田昭久（飯田市）
- 高山修（松本市）
- 田中ふさ子（伊那市）
- 滝沢菊太郎（千曲市）
- 瀧澤又市
- 千野敏子（諏訪市）
- 塚原葦穂（茅野市）
- 徳武敏夫（長野市）
- 手塚縫蔵（塩尻市）
- 寺澤孝文（高森町）
- 中川元（飯田市）
- 中村元起（箕輪町）
- 西川久壽男
- 野々山直記（松本市）
- 羽田貞義（東御市）
- 鳩山春子（松本市）
- 浜栄助（茅野市）
- 林芋村（飯田市）
- 樋口澄雄（上田市）
- 樋口長市（松本市）
- 藤森良蔵（諏訪市）
- 保科百助（立科町）
- 本多まつ江（松本市）
- 前沢泰（飯田市）
- 正木直太郎（上田市）
- 松岡弘（安曇野市）
- 三石由起子
- 三村壽八郎（松本市）
- 矢澤米三郎（諏訪市）
- 山田昌俊
- 湯本武比古（中野市）
- 義家弘介（長野市）
- 与良松三郎（小諸市）
- 寄藤好実（松本市）
- 和合恒男（松本市）

## 文芸
【50音順】

### 作家
- 青木祐子（ライトノベル）
- 顎木あくみ（ライトノベル）
- 朝倉一善（ノンフィクション作家、茅野市）
- 梓林太郎（飯田市）
- 阿智太郎（ライトノベル、阿智村）
- 有賀忍（絵本作家）
- 飯田茂実（諏訪市）
- 石埜三千穂（下諏訪町）
- 市川一雄（下諏訪町）
- 一ノ瀬綾（上田市）
- 井出孫六（直木賞作家、佐久市）
- 井上ねこ（岡谷市）
- 猪瀬直樹（飯山市出生、長野市育ち）
- 今井潤（辰野町）
- 今邑彩（長野市出生、静岡県育ち）
- 岩崎紘子（長野市）
- 上田志岐（ライトノベル）
- 臼井吉見（安曇野市）
- 内堀優一（ライトノベル）
- 海野碧（推理作家・歌人）
- 遠藤武文（安曇野市）
- 大川悦生（児童文学、坂城町）
- 大久保智弘（茅野市）
- 大下宇陀児（箕輪町）
- 小笠原宏樹
- 岡本颯子（絵本作家、上田市）
- 小沢さとし（児童文学、箕輪町）
- 小俣麦穂（児童文学）
- 樫崎茜（児童文学）
- 加藤みどり（駒ヶ根市）
- 加藤明治（児童文学、南箕輪村）
- 壁井ユカコ（ライトノベル）
- 鎌原正巳（長野市）
- 菊池日出夫（絵本作家、南佐久郡）
- 神津凛子
- 菊池日出夫（絵本作家、南佐久郡）
- 北沢喜代治（須坂市）
- 北林一光
- 木下尚江（松本市）
- 工藤かずや（上田市）
- 国枝史郎（茅野市）
- 久保田正文（文芸評論家、飯田市）
- 久米正雄（上田市）
- 黒川伊保子（エッセイスト、飯島町出生・栃木県出身）
- 小嶋陽太郎（松本市）
- 小林照幸（長野市）
- 小林由香（推理作家）
- 駒村吉重
- 紺野千昭（ライトノベル）
- 酒井朝彦（児童文学、飯田市）
- 佐藤了（ライトノベル）
- 島村利正（伊那市）
- 下川裕治（旅行作家、松本市）
- 下嶋哲朗（上田市）
- 杉本研士
- 征矢清（児童文学）
- 高橋克典（安曇野市）
- 高橋忠治（児童文学、飯山市）
- 竹内通雅（絵本作家）
- 田中渉（上田市）
- 谷川彰英（松本市）
- 田村志津枝（ノンフィクション作家）
- 塚田浩司（千曲市）
- 塚原健二郎（児童文学、長野市）
- 土田耕平（諏訪市）
- 土屋隆夫（立科町）
- 椿八郎（松本市）
- 寺島俊治（児童文学、長野市）
- 時海結以
- 内藤了
- 中島信子（児童文学、大町市）
- 中村武志（塩尻市）
- 中村八朗（長野市）
- 新津きよみ（大町市）
- 新名智（辰野町）
- 仁木稔
- 西野瑠美子（ルポライター）
- 西澤裕子
- 新田次郎（直木賞作家、諏訪市）
- 新田潤（上田市）
- 羽志主水（長野市）
- 橋爪健（小説家、評論家、詩人、松本市）
- はまみつを（児童文学、長野市）
- 羽生田敏（童話・児童文学、千曲市）
- 林郁
- 原圭二（ノンフィクション作家、茅野市）
- 原宏一（コピーライター、小説家、長野県出生・茨城県育ち）
- 日垣隆（ノンフィクション作家、長野市）
- 平林英子（松本市）
- 平林たい子（諏訪市）
- 伏見完（SF作家）
- 古川琢也（ルポライター、長野市）
- 藤岡改造（松本市）
- 藤村いずみ
- 藤本ひとみ（飯田市）
- 藤森成吉（諏訪市）
- 藤原てい（茅野市）
- 星野文月（小説家、エッセイスト、富士見町）
- 本多勝一（松川町）
- 本田美禅（飯田市）
- 本間洋平（長野市）
- 丸山健二（芥川賞作家、飯山市）
- 丸山政也（怪談作家、松本市）
- 三沢陽一（岡谷市）
- 水沢泱（絵本作家）
- 水原佐保（推理作家）
- 三石由起子
- 三津木春影（伊那市）
- 宮口しづえ（児童文学、小諸市）
- 宮崎柊羽（ライトノベル）
- 宮崎惇（小諸市）
- 宮下和男（児童文学、飯田市）
- 宮下すずか（児童文学、安曇野市）
- 宮下正美（児童文学、下伊那郡高森町）
- 宮下洋一（ノンフィクション作家）
- 宮本幹也（長野市）
- 宮原安春（ノンフィクション作家、千曲市）
- 椋鳩十（児童文学、喬木村）
- 六冬和生（SF作家、岡谷市）
- 百瀬明治（松本市）
- 八木詠美
- 柳谷郁子（岡谷市）
- 山口泉（長野市）
- 山崎斌（東筑摩郡麻績村）
- 山田多賀市（安曇野市）
- 山田真美（長野市）
- 山本茂実（松本市）
- 横山信義（SF作家）
- 吉岡忍（佐久市）
- 吉野光
- 和田登（児童文学、長野市）

### 評論家・ジャーナリスト
- 青沼陽一郎（フリージャーナリスト、長野市）
- 青柳優（文芸評論家、詩人、安曇野市）
- 赤木かん子（児童文学評論家、松本市）
- 赤羽巌穴（ジャーナリスト、塩尻市）
- 赤羽萬次郎（ジャーナリスト、北國新聞社初代社長・主筆、松本市）
- 荒木久文（映画評論家、ラジオパーソナリティ兼番組プロデューサー、上田市）
- 飯島一孝（ジャーナリスト、外交評論家、元毎日新聞モスクワ支局長、長野市）
- 井崎脩五郎（競馬評論家、伊那市）
- 伊藤孝司（フォトジャーナリスト）
- 伊藤祐三（ジャーナリスト、元毎日新聞記者、元共同通信社論説委員）
- 伊藤洋一（経済評論家、エコノミスト、ジャーナリスト、諏訪市）
- 伊藤力司（ジャーナリスト、翻訳家、茅野市）
- 岩垂弘（ジャーナリスト、元朝日新聞記者、岡谷市）
- 上島嘉郎（ジャーナリスト、産経新聞社月刊「正論」第2代編集長、上伊那郡）
- 荻原博子（経済評論家、小諸市）
- 影山裕子（社会評論家、小諸市）
- 笠原美智子（美術評論家・写真評論家、学芸員、茅野市）
- 柏木集保（競馬評論家、小諸市）
- 唐木順三（文芸評論家・哲学者・思想家、宮田村）
- 上島春彦（映画評論家）
- 久保田博（鉄道評論家・鉄道技術者、諏訪市）
- 倉石信乃（美術評論家・写真評論家・詩人）
- 桑田昭三（教育評論家）
- 清沢洌（ジャーナリスト・外交評論家、安曇野市）
- 栗谷川虹（文芸評論家、上田市）
- 小西昭之（ジャーナリスト、朝日新聞社記者）
- 小林広一（文芸評論家、飯田市）
- 小林孝吉（文芸評論家）
- 小林早賢（ジャーナリスト、編集者、政治評論家）
- 小松恒夫（朝日新聞記者・文筆家、松本市）
- 後藤道夫（科学ジャーナリスト、飯田市）
- 五味洋治（ジャーナリスト、東京新聞編集委員、茅野市）
- 近藤哲司（ジャーナリスト、産経新聞社記者、同社社長）
- 櫻井寛（フォトジャーナリスト、漫画原作者、小諸市出生・佐久市出身）
- 塩沢実信（ジャーナリスト、ノンフィクション作家、飯田市）
- 清水信（文芸評論家）
- 須山計一（美術評論家、漫画評論家、飯田市）
- 瀧澤信秋（ホテル評論家、上田市）
- 瀧澤美奈子（科学ジャーナリスト、小諸市）
- 高橋文利（経済評論家、下諏訪町）
- 武井一巳（ジャーナリスト・評論家、岡谷市）
- 田中正明（歴史研究家、喬木村）
- 谷新（美術評論家、岡谷市）
- 富澤一誠（音楽評論家、須坂市）
- なかざわひでゆき（映画評論家・音楽評論家、佐久市）
- 中沢臨川（文芸評論家、中川村）
- 中島喜久平（文筆家、茅野市）
- 中島孤島（評論家、翻訳家）、佐久市）
- 永田龍太郎（文芸評論家）
- 中野久夫（文芸・美術評論家）
- 成田理助（野球評論家、長野市）
- 西野瑠美子（ルポライター、ジャーナリスト）
- 韮沢忠雄（ジャーナリスト、赤旗編集局長、小諸市）
- 野上暁（児童文学・文化評論家、飯山市）
- 橋爪檳榔子（医療評論家、松本市）
- 花岡信昭（ジャーナリスト・コラムニスト、長野市）
- 林建彦（ジャーナリスト、サンケイ新聞記者、東海大学教授、飯田市）
- 林利隆 （メディア評論家)、岡谷市）
- 樋口覚（文芸評論家、長野市）
- 兵頭二十八（軍事評論家・軍学者、長野市）
- 藤村延魚（ホテル評論家、上田市）
- 降幡賢一（ジャーナリスト、朝日新聞社記者、下諏訪町）
- 古川琢也（ルポライター、ジャーナリスト、フリーライター、長野市）
- 堀内敏宏（ジャーナリスト、原村）
- 牧内良平（ジャーナリスト、神奈川新聞社記者、元テレビ神奈川社長、飯田市）
- 松岡好一（ジャーナリスト、安曇野市）
- 松下隆章（美術評論家、飯田市）
- 松本仁一（ジャーナリスト、朝日新聞社記者、千曲市）
- 丸岡秀子（社会評論家・婦人問題評論家、佐久市）
- 丸山幹治（政治評論家、長野市）
- 丸山勝（国際ジャーナリスト・中国研究家、塩尻市）
- 水野和敏（自動車エンジニア・ジャーナリスト、千曲市）
- 南嶌宏（美術評論家、阿南町）
- 宮淑子（ジャーナリスト、飯田市）
- 宮下正美（教育評論家・児童文学作家、下伊那郡高森町）
- 峯村敏明（美術評論家）
- 元川悦子（スポーツライター・ジャーナリスト、松本市）
- 百瀬喬（音楽評論家、松本市）
- 両角岳彦（自動車評論家）
- 両角政人（ジャーナリスト、報知新聞記者、日刊スポーツ編集局長、茅野市）
- 矢島八洲夫（ジャーナリスト、こどもの国初代園長）
- 山浦貫一（ジャーナリスト、時事新報記者、政治評論家、上田市）
- 山室静（文芸評論家・翻訳家・詩人、鳥取県出世・佐久市出身）
- 横川潤（食評論家、エッセイスト、諏訪市）
- 和田茂俊（文芸評論家）

### 脚本家・劇作家
- 阿木翁助（下諏訪町）
- 石井彰（放送作家、諏訪市）
- 伊藤松雄（諏訪市）
- 内堀優一
- 瓜生喬（脚本家・作家、松本市）
- 大倉利晴（放送作家、伊那市）
- 河西裕介（劇作家、演出家、俳優）
- 上條逸雄（長野市）
- 岸田理生（岡谷市）
- 北原ゆき（放送作家、飯田市）
- くるみざわしん
- 神津友好（放送演芸作家、上田市）
- 小林英造（長野市）
- 小林雄次（長野市）
- 田口成光（放送作家、飯田市）
- 田辺茂範（脚本家、演出家、劇作家）
- 中岡京平（福岡県出生、飯田市育ち）
- 成沢昌茂（上田市）
- 西沢実（放送作家、長野市）
- 西澤裕子
- 深沢正樹（松本市）
- 丸尾聡（長野市）
- 宮下隼一（脚本家、長野市）

### 翻訳家
- 朝吹由紀子（軽井沢町）
- 畔上賢造（上田市）
- 大井数雄（小諸市）
- 小川尚克（塩尻市）
- 折竹錫（諏訪郡）
- 金井為一郎（松本市）
- 鈴木徹郎
- 鈴木恵（松本市）
- 関根日出男（大町市）
- 高遠弘美
- 高山洋吉（中野市）
- 竹村猛（長野市）
- 茅野蕭々（茅野市）
- 土田知則
- 土屋政雄（松本市）
- 平林広人（安曇野市）
- 保篠龍緒（飯田市）
- 三浦久（千葉県出生・辰野町育ち）
- 武舎広幸
- 水野亮（佐久市）
- 母袋夏生
- 山田侑平（茅野市）
- 吉江喬松（塩尻市）
- 淀川郁子（長野市）
- 和田忠彦（長野市）

### 編集者
- 畔上文昭（山ノ内町）
- 市川一雄（下諏訪町）
- 臼井吉見（安曇野市）
- 大和岩雄（伊那市）
- 岡茂雄（松本市）
- 小尾俊人（茅野市）
- 木内高音（広島県出生・佐久市育ち）
- 国田昌子（松本市）
- 久保田唱
- 倉島節尚（佐久市、国語辞典編集者）
- 倉島長正（国語辞典編集者）
- 小林勇（駒ヶ根市）
- 小松恒夫（松本市）
- 小宮山量平（上田市）
- 塩沢実信（飯田市）
- 塩澤快浩（飯田市）
- 清水文人（佐久穂町）
- 白川浩司（佐久市）
- 武居俊樹（岡谷市）
- 土屋道雄
- 長田幹雄（茅野市）
- 中野幹隆（塩尻市）
- 馬場公彦（伊那市）
- 丸山尚（飯山市）
- 宮原照夫（伊那市）
- 森晴路（松本市）
- 森山裕之

### 俳人
- 相子智恵（飯田市）
- 青柳志解樹（佐久穂町）
- 伊藤郁男（諏訪市）
- 伊藤伊那男（駒ヶ根市）
- 伊東月草（伊那市）
- 伊藤松宇（上田市）
- 臼田亞浪（小諸市）
- 大島蓼太（飯島町）
- 小澤實（長野市）
- 金子金治郎（諏訪市）
- 加舎白雄（上田市）
- 唐沢柳三
- 河合曾良（諏訪市）
- 木下照嶽（泰阜村）
- 久米正雄（上田市）
- 倉田葛三（長野市）
- 栗生純夫（須坂市）
- 栗林一石路（小県郡青木村）
- 小林一茶（信濃国柏原）
- 小林貴子（飯田市）
- 相馬遷子（佐久市）
- 下島勲（駒ヶ根市）
- 月野ぽぽな（箕輪町）
- 根津芦丈（連句師、伊那谷）
- 林翔（長野市）
- 藤岡改造（松本市）
- 松林尚志（松本市）
- 峯村白斎（長野市）
- 宮入聖（坂城町）
- 宮坂静生（千曲市）
- 村松友次（上田市）
- 茂呂何丸（長野市）
- 矢島渚男（上田市）

### 詩人
- 青柳健（安曇野市）
- 大島博光（長野市）
- 倉石信乃
- 坂井のぶこ（松本市）
- 桜本富雄（小諸市）
- 清沢清志（安曇野市）
- 渋沢孝輔（上田市）
- 杉本真維子（長野市）
- 高橋忠治（飯山市）
- 高見沢隆（軽井沢町）
- 田中清光（千曲市）
- 茅野蕭々（諏訪市）
- 橋爪健（松本市）
- 日夏耿之介（飯田市）
- 松林尚志（松本市）
- 水野源三（坂城町）
- 山岡勝人（岡谷市）
- 横川唐陽（諏訪市）
- 吉江喬松（塩尻市）
- 米倉巌（諏訪市）

### 歌人
- 新井章（伊那市）
- 今井邦子（徳島県出生、下諏訪町育ち）
- 今井野菊（茅野市）
- 潮みどり（塩尻市）
- 碓田のぼる
- 太田青丘（塩尻市）
- 太田水穂（塩尻市）
- 小口太郎（岡谷市）
- 奥村晃作（飯田市）
- 片桐顕智（野沢温泉村）
- 金田千鶴（下伊那郡泰阜村）
- 金原省吾（茅野市）
- 北沢郁子（松本市）
- 北原稲雄
- 北原由夫（伊那市）
- 沓掛なか子（長野市）
- 窪田空穂（松本市）
- 久保田不二子（下諏訪町）
- 五味保義（下諏訪町）
- 斎藤瀏（安曇野市）
- 四賀光子（長野県）
- 島木赤彦（諏訪市）
- 田井安曇（飯山市）
- 土田耕平（諏訪市）
- 土屋浩子（佐久市）
- 戸枝弘（中川村）
- 成沢未来（小布施町）
- 平岡直子（神奈川県出生・長野県出身）
- 福沢武一（伊那市）
- 藤森朋夫（諏訪市）
- 松井芒人（辰野町）
- 武川忠一（諏訪市）
- 桃澤夢宅（飯島町）
- 百瀬慎太郎（大町市）
- 森山汀川（富士見町）
- 若山喜志子（塩尻市）

## 芸術家
【50音順】

### 画家
- 有賀常近（浮世絵師）
- 有賀潤（洋画家、上田市）
- 池上秀畝（日本画家、伊那市）
- 池田満寿夫（画家・版画家・作家・映画監督、長野市）
- 一條成美（日本画家、松本市）
- 岩波昭彦（日本画家、茅野市）
- 歌川国直（浮世絵師）
- 江崎孝坪（日本画家、伊那市）
- 小穴隆一（洋画家、塩尻市）
- オノサト・トシノブ（抽象画家、飯田市）
- 加々美豊（抽象画家、安曇野市）
- 狩野梅玄（絵師、安曇野市）
- 川上冬崖（南画家・洋風画家・図画教育者、長野市）
- 菊池契月（日本画家、中野市）
- 北原年清（浮世絵師・画家、飯田市）
- 木下靜涯（日本画家、駒ヶ根市）
- 倉島丹浪（日本画家、千曲市）
- 胡桃沢源人（洋画家、松本市）
- 神津港人（洋画家、佐久市）
- 河野通勢（洋画家・版画家、長野市）
- 郷原古統（日本画家、美術教育者、塩尻市）
- 児玉果亭（文人画家、山ノ内町）
- 小林勇（編集者・随筆家・画家、駒ヶ根市）
- 小林邦二（洋画家、東御市）
- 小室孝雄（洋画家、安曇野市）
- 小山敬三（洋画家。小諸市）
- 西郷孤月日本画家・美術教育者、松本市）
- 佐竹蓬平（絵師、篆刻家、飯田市）
- 篠原昭登（洋画家、茅野市）
- 篠原新三（水彩画家、長野市）
- 島高麿（絵師、泰阜村）
- 島崎蓊助（洋画家、東京都出生、木曽町出身）
- 清水正教（洋画家、上田市）
- 白鳥映雪（日本画家、小諸市）
- 鈴木芙蓉（文人画家、飯田市）
- 関四郎五郎（洋画家、松本市）
- 仙名秀雄（洋画家、白馬村）
- 荘司福（日本画家、松本市）
- 高井鴻山（絵師、儒学者、小布施町）
- 高橋貞一郎（洋画家、岡谷市）
- 高橋靖夫（洋画家、高橋貞一郎の五男、岡谷市）
- 武井真澂（山岳画家、諏訪市）
- 武井武雄（童画家・版画家・童話作家・造本作家、岡谷市）
- 田代暁舟（浮世絵師）
- 辰野登恵子（抽象画家・版画家、岡谷市）
- 富岡永洗（浮世絵師・日本画家、長野市）
- 等々力巳吉（洋画家、安曇野市）
- 中川紀元（洋画家、辰野町）
- 中澤優子（画家、諏訪市）
- 中島千波（日本画家、小布施町）
- 西原比呂志（童画家）
- 野村千春（洋画家、岡谷市）
- 長谷川青澄（日本画家・美術家、飯山市）
- 花岡哲象（日本画家、岡谷市）
- 浜征彦（洋画家、諏訪市）
- 早川俊二（洋画家）
- 林倭衛（洋画家、上田市）
- 原田泰治（画家・グラフィックデザイナー、諏訪市出生、飯田市育ち）
- 菱田春草（日本画家、飯田市）
- 藤森桂谷（南画の画家・歌人・啓蒙家、安曇野市）
- 堀内唯生（洋画家、茅野市）
- 堀江正章（洋画家）
- 増田正宗（日本画家、松本市）
- まつやまふみお（洋画家、長和町）
- 丸山永畝（日本画家、諏訪市）
- 丸山晩霞（水彩画家、東御市）
- 宮坂勝（洋画家、松本市）
- 宮原麗子（洋画家、岡谷市）
- 桃澤如水（日本画家・歌人、飯島町）
- 矢崎博信（洋画家、茅野市）
- 山口蒼輪（日本画家、安曇野市）
- 山本蕙田（南宗画家、山ノ内町）
- 山本弘（洋画家、豊丘村出生、飯田市育ち）
- 山本凌亭（南宗画家、山ノ内町）
- 横井弘三（洋画家、飯田市）
- 米山渉（洋画家）
- 渡瀬凌雲（洋画家、下伊那郡根羽村）

### 彫刻家・彫塑家・篆刻家
- 小川大系（彫刻家、安曇野市）
- 小川由加里（彫刻家、茅野市）
- 荻原碌山（彫刻家、安曇野市）
- 尾澤千春（彫刻家、上田市）
- 尾澤正毅（彫刻家・教育者、上田市）
- 川村吾蔵（美術家・彫塑家、佐久市）
- 北村四海（彫刻家、長野市）
- 清水多嘉示（彫刻家・大学教授、原村）
- 瀬戸剛（彫刻家、辰野町）
- 瀬戸團治（彫刻家、辰野町）
- 武井直也（彫刻家、岡谷市）
- 竹内不忘（彫刻家、東御市）
- 立川義明（彫刻家、諏訪市）
- 戸谷成雄（彫刻家、長野市）
- 中嶋大道（彫刻家・造形作家、安曇野市）
- 中村七十（彫刻家、辰野町）
- 林耕史（彫刻家、大学教授）
- 春山文典（彫刻家、元大学学長、小布施町）
- 藤森汎（彫刻家、諏訪市）
- 細川宗英（彫刻家、松本市出生・諏訪市育ち）
- 丸山楽雲（篆刻家、安曇野市）
- 三澤憲司（彫刻家、信州新町）
- 百瀬啓一郎（彫刻家）
- 矢崎虎夫（彫刻家、茅野市）

### 版画家
- 上野誠（版画家、長野市）
- 岡村政子（版画家、佐久市）
- 香山小鳥（版画家・詩人、飯田市）

### 現代美術家
- 遠藤湖舟（現代美術家・写真家、大町市出生・松本市育ち）
- オノサト・トシノブ（抽象画家、飯田市）
- 草間彌生（芸術家・小説家、松本市）
- 小松美羽（現代芸術家、大学教授、坂城町）
- 魲万里絵（アール・ブリュット画家、長野市）
- 辰野登恵子（抽象画家・版画家、大学教授、岡谷市）
- 長岡国人（画家・現代版画家）
- 保科豊巳（現代美術家、東御市）
- 松澤宥（概念芸術家、下諏訪町）
- 三塚新司（先端芸術家）
- 山極満博（現代美術家、坂城町）
- 若菜みさ（抽象画家、俳優、塩尻市）

### 書家
- 小穴喜一（安曇野市）
- 太田谷山（岡谷市）
- 上條信山（松本市）
- 田代秋鶴（塩尻市）
- 津金寉仙（原村）
- 津金孝邦（津金寉仙の四男、原村）
- 比田井天来（佐久市）
- 日向伯周
- 三井親和（諏訪市）
- 渡部清（諏訪市）
- 渡邊千冬（松本市）

### 陶芸家
- 大森光彦（辰野町）
- 佐藤敬（長野県出生・東京都出身）
- 篠田義一（飯田市）
- 松井康成（佐久市）
- 和田安雄

### 建築家
- 青沼克明
- 伊藤寛（上伊那郡）
- 遠藤於莵（木曽町）
- 金箱温春（長野市）
- 川上恵一（塩尻市）
- 木内厚子
- 北川原温（千曲市）
- 北澤興一
- 北沢五郎（長野市）
- 小林利助（飯田市）
- 酒井祐之助（箕輪町）
- 滝沢健児（千曲市）
- 柴田太郎
- 瀧澤眞弓（松本市）
- 中村竜治
- 藤森照信（茅野市）
- 降幡廣信（安曇野市）
- 松島潤平
- 宮下信顕
- 宮本忠長（須坂市）
- 矢﨑博一
- 柳澤孝彦（松本市）
- 渡辺明

### 造園家・作庭家
- 小口健蔵
- 小口基實（岡谷市）
- 斎藤春彦
- 田畑貞寿

### 写真家
- 一ノ瀬昭（下諏訪町）
- 糸崎公朗（長野市）
- 遠藤湖舟（大町市出生・松本市育ち）
- 木之下晃（諏訪市）
- 行田哲夫（茅野市）
- 熊谷元一（阿智村）
- 小林紀晴（茅野市）
- 櫻井寛（フォトジャーナリスト、小諸市出生・佐久市出身）
- ハリー・K・シゲタ（上田市）
- 島田謹介（長野市）
- 白鳥真太郎（広告写真家、松本市）
- アキヒロタカヤマ
- 垂見健吾（南木曽町）
- 中沢義直（松本市）
- 中村梧郎（岡谷市）
- 西澤諭志
- 芳賀日向（祭り写真家）
- 平野功二（安曇野市）
- 藤本四八（飯田市）
- 樋口健二（報道写真家、富士見町）
- 吉村和敏（松本市）
- 真島満秀（鉄道写真家）
- 宮崎学（中川村）
- 村田信一（報道写真家、文筆家、松本市）

### 華道家
- 柿崎順一（千曲市）
- 千野共美（長野市）
- 永島四郎（長野市）

### 映画監督・演出家
※アニメーション中心の監督は「アニメーション制作関係者」項
- 荒井良平（映画監督・脚本家・俳優）：上田市
- 飯田譲治（映画監督・脚本家・テレビドラマ演出家・小説家）：諏訪市
- 池田圭（撮影監督・映像作家・脚本家）
- 池田義信（映画監督・脚本家）：長野市
- 井口昭彦（特撮美術監督、プロダクションデザイナー）：松本市
- 市村泰一（映画監督）：須坂市
- 印南高一（演出家・演劇研究者）：飯田市
- 上野俊哉（映画監督・俳優・脚本家・プロデューサー）
- 内田保憲（テレビ番組の演出・構成・脚本家、映像監督）：長野市
- 太田信吾（映画監督・俳優・演出家）：千曲市
- 小椋久雄（テレビプロデューサー・映画監督・テレビドラマ原作者）
- 小沢茂弘（映画監督・脚本家）：松本市
- 筧正典（映画監督）：下諏訪町
- 金子文紀（テレビドラマの演出家、映画監督）
- 亀原嘉明（美術監督・映画プロデューサー）：高山村
- カラサワイサオ（アクション監督）：長野市
- 唐沢登喜麿（撮影監督）
- 川手二郎（映画監督・脚本家）
- 久保田唱（脚本家・演出家）
- 熊井啓（映画監督）：安曇野市
- 小池匠（映画監督）
- 後藤俊夫（映画監督）：伊那市
- 小林悟（映画監督・脚本家）：松本市
- 小林英樹（演出家・脚本家）：飯田市
- 小松隆志（映画監督・脚本家・テレビドラマ演出家）：長野市
- 崔洋一（映画監督・脚本家・俳優）：佐久市
- 西條雅俊（映画監督）：長野市
- 酒井麻衣（映画監督）：千曲市
- 坂田雅子（ドキュメンタリー映画監督）：須坂市
- 篠田力（撮影監督、テクニカルディレクター）
- 芝蘇呂門（映画監督、脚本家）：松本市
- 諏訪淳（映画監督）：下諏訪町
- 岨手由貴子（映画監督）：長野市
- 高木新平（俳優・映画監督・映画プロデューサー）：下諏訪町
- 高島勲（オペラ演出家）：伊那市
- 竹内英孝（映画監督）：松本市
- 田中登（映画監督）：白馬村
- 鶴岡慧子（映画監督）：上田市
- 永田鉄男（映画撮影監督）：中野市
- 中山史郎（テレビドラマ監督・演出家）：長野市
- 長沼六男（撮影監督）：飯田市
- 成沢昌茂（脚本家・映画監督）：上田市
- 西條雅俊（映画監督）：長野市
- 野溝さやか（演出家、劇作家、タレント）：大阪府出生・長野県出身
- 原田昌樹（映画監督）
- 平波亘（映画監督）：塩尻市
- 深沢正樹（映画監督・脚本家）：松本市
- 降旗康男（映画監督）：松本市
- 古厩智之（映画監督）：塩尻市
- 堀内真直（映画監督・脚本家）：長野市
- 前澤範（映画美術監督、造形家）
- 丸尾聡（演出家、劇作家、俳優）：長野市
- 水品春樹（舞台監督）：長野市
- 瑞穂春海（映画監督・脚本家）：長野市
- 宮島義勇（撮影監督）：上高井郡高山村
- 村山新治（映画監督）：千曲市
- 山崎貴（映画監督・脚本家・VFX制作者・アニメーション監督）：松本市
- 山中瑶子（映画監督）：長野市
- 尹美亜（映画監督）：佐久市
- 吉沢和晃（撮影監督）：松本市
- 米田興弘（映画監督）

### 映画プロデューサー
- 伊藤学（テレビプロデューサー・映画プロデューサー）：松本市
- 小口禎三（映画プロデューサー）：岡谷市
- 小笹正人（映画プロデューサー、実業家）
- 亀原嘉明（美術監督、映画プロデューサー）
- 久保田修（映画プロデューサー）
- 源田泰章（映画プロデューサー・映画監督・タレント）：下諏訪町
- 小岩井宏悦（映画プロデューサー）：松本市
- 合津直枝（テレビプロデューサー・映画プロデューサー・ディレクター・映画監督・脚本家）：大町市
- 五明忠人（映画プロデューサー）
- 高村正次（映画プロデューサー、実業家）：岡谷市
- 田原正利（映画プロデューサー）
- 永井正夫（映画プロデューサー）

### 漫画家
- 天津冴（伊那市）
- 彩原その（安曇野市）
- 荒井瑞貴
- 有賀照人（伊那市）
- 有賀リエ（大町市）
- 井浦秀夫（上高井郡小布施町）
- 伊佐美ノゾミ
- 板倉梓
- 市川智茂
- 一色美穂
- 井出知香恵（南佐久郡小海町）
- 伊藤静
- 伊藤理佐（諏訪郡原村）
- 糸杉柾宏
- いのの（松本市）
- Woody-Rinn
- 江草天仁（中野市）
- おかざき真里（上田市）
- 岡崎呼人
- 小笠原朋子
- 小山田いく（小諸市）
- 唐花見コウ（上水内郡小川村）
- 川嶋亜理
- 関崎俊三（上田市）
- 神田正宏（松本市）
- 九間ハート
- 黒岩よしひろ（長野市）
- コージィ城倉
- こなみかなた
- 近藤日出造（千曲市）
- 犀川凡太郎（安曇野市）
- 斎藤けん（千曲市）
- 塩野干支郎次
- 清水対岳坊（高森町）
- 下條よしあき（長野市）
- 須山計一（飯田市）
- 宙花こより（上田市）
- 高野苺
- 高橋葉介（長野県出生、東京都育ち）
- たがみよしひさ（小諸市）
- 田中しょう（佐久市）
- チサト
- 冬野さほ
- 土塚理弘
- ととねみぎ
- 戸土野正内郎
- 中野でいち
- 中村珍（小諸市）
- 波切敦（塩尻市）
- 西村としお
- 猫十字社（飯田市）
- ネツマイカ
- バコハジメ（上田市）
- 武論尊（漫画原作者、佐久市）
- 羽生生純（上伊那郡飯島町）
- 波間信子（長野市）
- 林みかせ
- 樋口彰彦
- 樋田和彦（上田市）
- ひのでや参吉
- 福島鉄平（千曲市）
- 星野リリィ
- 真島ヒロ（長野市）
- まつやまふみお（長和町）
- 松本テマリ（安曇野市）
- みたらし三大
- みにおん
- 宮島礼吏（中野市）
- momi
- 諸星大二郎（北佐久郡軽井沢町）
- 山田孝太郎
- 有香子
- 横山真由美
- 芳井一味
- 吉沢緑時
- よしたに（須坂市）

### 作詞家
- 阿木燿子（長野市出生、神奈川県出身）
- 上松範康（安曇野市）
- 浅原六朗（北安曇郡池田町）
- 伊沢修二（伊那市）
- いではく（南佐久郡南牧村）
- 坂口淳（長野市）
- 志賀大介（大町市）
- 代田銀太郎（飯田市）
- 高野辰之（中野市）
- 戸枝弘（中川村）
- 松本礼児（松本市）
- 山岡勝人（岡谷市）
- 山川啓介（佐久市）
- 山上武夫（長野市）
- 山口あかり（上田市）

### 作曲家
※シンガーソングライターは「ミュージシャン」項
- 赤塩正樹（上田市）
- 今井慎太郎
- 上松範康（安曇野市）
- 新井理生
- 飯沼信義（安曇野市）
- 伊沢修二（伊那市）
- 伊藤昇（松本市）
- 今井光也（諏訪市）
- 岩下哲也
- 岩垂徳行（松本市）
- 宇都宮安重（佐久市）
- 小山清茂（長野市）
- 太田美知彦（安曇野市）
- 海沼實（長野市）
- 笠井雄太
- 亀山法男（長野市）
- 草川信（長野市）
- 佐々木博史（長野市）
- 諏訪雅彦（岡谷市）
- 鳥養潮（松本市）
- 中沢伴行
- 中山晋平（中野市）
- 羽毛田丈史（軽井沢町）
- 花岡拓也
- 羽場仁志（飯田市）
- 久石譲（中野市）
- 平沢敦士
- 福嶋尚哉
- 古川貴浩（上田市）
- 三澤康広
- 矢崎俊輔
- 安川午朗（愛知県出生、飯田市育ち）
- 柳沢剛（松本市）
- 山本哲也（山ノ内町）
- 横田信夫
- 横山克（東筑摩郡筑北村）
- coba（旧名義小林靖宏、長野市）
- Tak Miyazawa

### 楽器奏者
- 上松美香（アルパ奏者、安曇野市）
- 有賀誠門（打楽器奏者、塩尻市）
- 飯島千鶴（ヴァイオリニスト、長野市）
- 伊藤優美（クラリネット奏者、茅野市）
- 岩井雅音（チェリスト、佐久市）
- 兎束龍夫（ヴァイオリニスト、上田市）
- 大林修子（ヴァイオリニスト、松本市）
- 沖仁（フラメンコギター奏者、軽井沢町）
- 荻原松美（打楽器奏者、東御市）
- 小口大八（和太鼓奏者、岡谷市）
- 神田勇哉（フルート奏者、松本市）
- 木川貴幸（ピアニスト、茅野市）
- 菊地美伽（ピアニスト、長野市）
- 木下リョースケ（キーボーディスト、伊那市）
- 日下部かおり（ピアニスト・声楽家・声優、豊丘村）
- 工藤千博（ヴァイオリニスト、上田市）
- 小林美香（フルート奏者、中野市）
- 駒沢さっき（ベーシスト）
- 佐田詠夢（ピアニスト、諏訪市）
- 佐田大陸（ヴァイオリニスト、諏訪市）
- 真田志ん（琴奏者、八橋流箏曲伝承者、長野市）
- 猿田泰寛（ピアニスト、松本市）
- 鈴木良雄（ジャズ・ベーシスト、ピアニスト、木曽福島町）
- 高田あずみ（ヴァイオリニスト）
- 武田忠善（クラリネット奏者、中野市）
- 津嶋啓一（ピアニスト、岡谷市）
- 常田俊太郎（ヴァイオリニスト、伊那市）
- 中澤きみ子（ヴァイオリニスト、上田市）
- 花岡千春（ピアニスト、松本市）
- 原一男（胡弓奏者、松本市）
- 平澤真希（ピアニスト、作曲家、伊那市）
- 深沢いさ子（ヴァイオリニスト、松本市）
- 福田輝久（尺八奏者）
- 松浦篤志（ギタリスト、塩尻市）
- 丸山勉（ホルン奏者）
- 水野信行（ホルン奏者、須坂市）
- 翠川敬基（チェリスト、長野市）
- 宮沢昭（ジャズサクソフォーン奏者、松本市）
- 宮下富実夫（シンセサイザー奏者、長野市）
- 百瀬賢午（ギタリスト、作曲家、編曲家、音楽プロデューサー、松本市）
- 矢﨑明子（琴奏者、諏訪市）
- 山本貴志（ピアニスト、長野市）
- 横島浩（ピアニスト）
- coba（アコーディオン奏者、長野市出生・新潟県出身）

### 指揮者
- 春日學（吹奏楽指揮者、伊那市）
- 斉田好男（オールラウンド指揮者、松本市）
- 松原千振（合唱指揮者）
- 柳澤寿男（オーケストラ指揮者、下諏訪町）
- 八幡修身（オールラウンド指揮者、岡谷市）

### 声楽家
- 稲葉美和子（ソプラノ歌手、松本市）
- 浦野りせ子（メゾ・ソプラノ歌手、須坂市）
- 倉石真（テノール歌手、長野市）
- 佐野成宏（テノール歌手、駒ヶ根市）
- 白井光子（メゾ・ソプラノ歌手、佐久市）
- 田村玄（テノール歌手、松本市）
- 永井和子（メゾ・ソプラノ歌手、岡谷市）
- 嶺貞子（ソプラノ歌手、飯山市）
- 吉江忠男（バリトン歌手、岡谷市）

### バレエダンサー
- 小嶋直也（上田市）
- 二山治雄（松本市）

### デザイナー
- 井口昭彦（キャラクターデザイナー、特撮美術監督、松本市）
- 江草天仁（キャラクターデザイナー、漫画家、同人作家、中野市）
- 北沢直樹（キャラクターデザイナー、上田市）
- 倉島一幸（ゲームグラフィックデザイナー、アニメーター、松本市
- 黒河内真衣子（ファッションデザイナー、伊那市）
- 小池千枝（ファッションデザイナー、須坂市）
- 小平陽子（グラフィックデザイナー、諏訪市）
- 小松敏明（インダストリアルデザイナー）
- 島欽一（グラフィックデザイナー、飯田市）
- 清水貴栄（デザイナー・アートディレクター・コラージュ作家・映像作家、松本市）
- 清水正己（グラフィックデザイナー、アートディレクター、佐久市）
- 滝沢伸介（ファッションデザイナー、千曲市）
- 竹内良幸（スペースデザイナー、安曇野市）
- 柘植伊佐夫（ビューティーディレクター、美容師、人物デザイナー、伊那市）
- 多田北烏（グラフィックデザイナー、日本のポスターデザインの先駆者、松本市）
- 中村哲夫（グラフィックデザイナー）
- 馬場雄二（ビジュアルデザイナー、上田市）
- ハラヒロシ（ウェブデザイナー、須坂市）
- 原弘（グラフィックデザイナー、飯田市）
- 原田泰治（画家・グラフィックデザイナー、諏訪市出生、飯田市育ち）
- 宮坂 淳（アートディレクター・グラフィックデザイナー、諏訪市）
- 寄藤文平（グラフィックデザイナー・アートディレクター、箕輪町）

### 料理研究家・料理人・ソムリエ
- 赤沼真知子（アジアン料理研究家）
- 小飼一至（ソムリエ、茅野市）
- 小林圭（料理人、諏訪市）
- 宮澤真理（料理研究家）
- 山岸一雄（料理人、中野市出生・山ノ内町育ち）
- 横山タカ子（料理研究家、大町市）

### アニメーション制作関係者
- 井出安軌（アニメーション脚本家・演出家・監督、松本市）
- 伊藤魔鬼（アニメーション監督・声優、松本市）
- 大澤信博（アニメーションプロデューサー）
- 新海誠（アニメーター・アニメーション脚本家・監督、南佐久郡小海町）
- 滝沢敏文（アニメーション演出家・監督、松本市）
- 塚田庄英（アニメーション演出家・監督、長野市）
- 羽山淳一（アニメーター・キャラクターデザイナー）
- 摩砂雪（アニメーター・アニメーション演出家・映像作家）
- 水島努（アニメーション監督・音響監督、松本市）
- 宮尾佳和（メカニックデザイナー・アニメーション演出家・監督、長野市）
- 米山舞（アニメーター・イラストレーター）

### イラストレーター
- 徒花スクモ
- 押金美和
- 河田久雄（飯山市）
- きたざわけんじ（上田市）
- 北沢直樹（上田市）
- 多田北烏（松本市）
- 中西立太（上田市）
- 西原比呂志（松本市）
- 宮澤利昭（安曇野市）
- 寄藤文平（箕輪町）
- Gia
- lack

### ゲームクリエイター
- 青沼英二
- 赤羽卓美（上田市）
- 神谷英樹（松本市）
- 鈴木孝成（松本市）
- 須田剛一（長野市）
- ZUN (ずん)（白馬村）
- 倉島一幸（長野市）
- 谷昌宏
- 小口久雄（岡谷市）
- 鶴見六百（佐久市）
- 野村達雄（中国黒竜江省出生・長野市出身）
- 花岡拓也
- 宮島岳史（長野市）

### 映像クリエイター
- 石井教雄（VFXディレクター）
- 内田保憲（映像作家・脚本家・構成作家、長野市）
- 太田貴寛（映像作家、安曇野市）
- 白井剛（映像作家、飯田市）
- 関和亮（映像ディレクター、上高井郡小布施町）

### その他の芸術家・工芸家
- 池田三四郎（木工家、松本市）
- 伊藤雅子（舞台美術家）
- 笠原邦彦（折り紙作家、岡谷市）
- 髙橋節郎（漆芸家、安曇野市）
- 滝川太郎（絵画鑑定家、画家、松本市）
- 立川和四郎富棟（宮大工、諏訪市）
- トースティー（パフォーマンスアーティスト、歌手、女優、詩人、映像作家、諏訪市）
- 長沼六男（映画カメラマン、撮影監督、飯田市）
- 中野雄（クラシック音楽プロデューサー、松本市）
- 宮入法廣（刀匠、坂城町）
- 宮入行平（刀匠、坂城町）
- 宮川和夫（装丁家、長野市）
- 柳沢京子（切り絵作家、佐久市）
- 山本安曇（鋳金家、安曇野市）
- Candle JUNE（キャンドルアーティスト、松本市）

## 芸能・文化人
【50音順】

### 俳優
- 青木空夢（高山村）
- 青木忠宏
- 秋本奈緒美（松本市）
- 秋山拓也（小諸市）
- 麻ミナ
- 麻生侑里（劇団青年座）
- あらい汎（岡谷市）
- 五十嵐隼士（軽井沢町）
- 伊倉一恵（上田市）
- 池田生二（諏訪市）
- 池田俊彦
- 市川春代（長野市）
- 今村廣則
- 上杉二美（劇団俳優座）
- 牛抱せん夏（野沢温泉村出生・千葉県育ち）
- 牛山茂（劇団昴、諏訪市）
- 内田尋子
- 内山森彦（諏訪市）
- 浦上嘉久
- 遠藤真弓（劇団文学座、劇団前進座、岡谷市）
- 大川ヒロキ
- 大樹桜
- 大久保浩
- 大久保裕太（松本市）
- 大塚良重（長野県出生・静岡県育ち）
- 大家仁志（劇団俳優座）
- 大山裕（飯田市）
- 岡澤嶺
- 岡宮来夢（長野市）
- 岡村文子（長野市）
- 奥田隆仁
- 小口隼也（箕輪町）
- 掛川僚太
- 笠原大
- 河西健司（諏訪市）
- 笠原大
- 唐木ちえみ
- 唐沢潤
- 唐沢民賢（箕輪町）
- 金久美子（佐久市）
- 上條恒彦（朝日村）
- 清瀬やえこ（長野市）
- 国本梨紗（白馬村）
- 久保貫太郎（上田市）
- 熊谷魁人
- 熊谷卓三
- 倉石功（長野市）
- 倉石一旺（劇団俳優座）
- 栗本唯梨
- 栗生みな（阿南町）
- 河野匡泰（上田市）
- 小池浩司（飯田市）
- 小林希大
- 小林けんいち
- 小原徳子（岡谷市）
- 小松方正（松本市）
- 五味龍太郎（東映ニューフェイス、諏訪市）
- 近藤合歓（劇団四季、軽井沢町）
- 酒井波湖（長野市）
- さかき孝輔
- 櫻井章喜（文学座）
- 坂口理恵
- 澤口夏奈子
- 澤村大輔
- 篠原剛（長野市）
- 柴浩二
- 渋江譲二（諏訪市）
- 島英司
- 清水一彰
- 清水ヨシト（長野市）
- 白石糸
- 新海丈夫
- 新保広恵（飯山市）
- 春原愛良（小布施町）
- せきよしあき
- 関口あきら
- 瀬下尚人（THE CONVOY、上田市）
- 高木新平（下諏訪町）
- 高村章子（岡谷市）
- 滝謙太郎（佐久市）
- 滝雅也
- 滝川拳
- 滝沢沙織（中野市）
- 滝澤史
- 高山猛久（諏訪市）
- 田口計（佐久市）
- 竹井みどり（諏訪市）
- 竹内寿（飯山市）
- 伊達信（劇団民藝、長野市）
- 田中要次（木曽町）
- 田畑菜苗
- 田村真央
- 土屋貴子（上田市）
- 常田富士男（木島平村）
- 徳川ミキ（長野市）
- 豊森ちはや（長野市）
- 外波山文明（南木曽町）
- 富沢美智恵（上田市）
- ともさかりえ（長野市出生・東京都出身）
- 永岡卓也
- 中川美樹
- 長沢大
- 中澤隆範（須坂市）
- 中島そのみ（上田市）
- 中島礼貴
- 中曽根雅夫（TBS放送劇団）
- 中田康子（松本市）
- 中村久美（上田市）
- 夏樹レナ
- 七海なな
- 七瀬七名（千曲市）
- 西條義将
- 西原さおり
- 西沢仁太
- 西丸優子（中野市）
- 橋爪浩一（伊那市）
- 秦みずほ（長野市）
- 畠山麦（南牧村）
- 花岡すみれ（松本市）
- 羽場裕一（伊那市）
- 林恵理（上田市）
- 林統一
- 原勇弥（木曽町）
- 原田健二（安曇野市）
- 東丘いずひ（安曇野市）
- 東野佑美（辰野町）
- 肥野竜也（駒ヶ根市）
- 平栗あつみ（飯田市）
- 平沢彰（伊那市）
- 平林舞子（松本市）
- 福井裕子（飯田市）
- 福沢博文
- 福島資剛（劇団青俳、松本市）
- 古川雄大（高山村）
- 古田将士
- 古秦むつとし
- 古屋敷悠
- 細谷枝里佳（岡谷市）
- 堀江真理子
- 本間千代子（伊那市）
- 松井須磨子（長野市）
- 松井瑠美子
- 松永力哉（長野市）
- 松本克平（安曇野市）
- まりあ（小布施町）
- 丸尾聡（長野市）
- 丸山明恵
- 丸山修（松本市）
- 丸山智己（東御市）
- 真弓田一夫（長野市）
- 三浦英（飯田市）
- 三枝奈都紀
- 美斉津恵友（小諸市）
- 峰竜太（下條村）
- 宮崎千尋
- 宮澤寿梨（上田市）
- 宮澤美保（長野市）
- 宮澤もえみ（松本市）
- 宮澤雪
- 宮下貴浩（松本市）
- 宮島岳史（長野市）
- 宮園純子
- 村瀬正彦（上田市）
- 村上航
- 矢島八雲
- 屋根真樹
- ヤブキレン
- 山浦栄
- 山岸治雄
- 山崎夏菜（松本市）
- 勇翔（上高井郡高山村）
- 芳川つかさ（松本市）
- 吉澤宙彦（喬木村）
- 吉田宗洋
- 吉原正皓
- 依田真一（松本市）
- 若林宏治
- 渡辺郁也
- 渡辺邦斗（大町市）

### ミュージシャン
- アイジ（PIERROT）
- 青木秀樹（LOVE ME DO、長野市）
- 青山陽一（長野市）
- 縣ひろ子
- 安達祐人（元PENTAGON、長野市）
- 井口理（King Gnu、伊那市）
- 市丸（松本市）
- 岩波理恵（下諏訪町）
- 絵夢
- 太田美知彦（安曇野市）
- 岡村洋佑
- 小沢亜貴子（飯田市）
- 甲斐犬人（下諏訪町）
- カサギマナブ（元ミスゴブリン）
- 勝野慎子（北安曇郡松川村）
- 鎌倉圭（諏訪市）
- かみじょうちひろ（9mm Parabellum Bullet、辰野町）
- 上條恒彦（朝日村）
- 川崎昭仁（Stereaming RED、東御市出生・茅野市出身）
- 北原拓
- 北村優希（信濃町）
- 吉瀬敬太（駒ヶ根市）
- 北園みなみ（松本市）
- 木村肇
- 杏子（元BARBEE BOYS、ユニット福耳、松本市）
- 熊木杏里（千曲市）
- 黒坂黒太郎（上田市）
- 小池成（プラチナボーイズ）
- 小池雄治（長野市）
- 小林うてな（Black Boboi、鬼の右腕、蓮沼執太フィル、原村）
- 小林哲也
- ヒデオ・コバヤシ
- 小松シゲル（ノーナ・リーヴス、飯山市）
- 佐々木秀実（上田市）
- 清水ひろたか（元ブリッジ）
- 清水まなぶ（長野市）
- 潤（PIERROT・ALvino、小諸市）
- 庄最愛夏（茅野市）
- 須澤紀信（松本市）
- 関大地（ハルカミライ、南箕輪村）
- 高橋あすか（須坂市）
- タテタカコ（飯田市）
- 田中敬久（THE 虎舞竜、上田市）
- 蝶々P（別名papiyon、一之瀬ユウ）
- 塚田テツヲ（せきずい、GUN-GRU-OWN、坂城町）
- 土屋竜一（佐久市）
- 寺田岳史（ Quarter Century、長野市）
- 常田大希（King Gnu、伊那市）
- 傳田真央（長野市）
- 灯橙あか
- トミタカズキ（長野市）
- 中島そのみ（上田市）
- 中野慶子（初代NHKうたのおねえさん、松本市）
- 中原涼（SUZUKA、諏訪郡原村）
- 永藤まな（まなまる）
- 中山そら（諏訪市）
- 中山たかし
- ヒグチアイ（長野市）
- 藤井麻輝（SOFT BALLET、飯山市）
- 藤澤涼架（Mrs. GREEN APPLE、長野市）
- 堀六平（わさびーず、安曇野市）
- 堀田陽一（i-nos、茅野市）
- 本間千代子（伊那市）
- 松浦篤志（塩尻市）
- 松坂勇介（QUATTRO (バンド)、長野市）
- 松澤登（ Number the.、諏訪市）
- 松澤ミキ（宮城県出生・長野県育ち）
- 松村和哉（ SUPER★DRAGON）※『Cuegee（きゅーじー）』名義でソロでも活動
- 丸山ゴウ（せきずい）
- 丸山みゆき（長野市）
- 三浦久（千葉県出生・辰野町育ち）
- 美川憲一（諏訪市）
- 三沢あけみ（伊那市）
- 水谷大輔（長野市）
- 嶺鶯（飯山市）
- 宮入俊悟
- 宮川真衣（長野市）
- 宮下治人（元チリヌルヲワカ）
- 宮下文一（JIVE、飯田市）
- 宮島豊（長野市）
- 百瀬賢午（松本市）
- 山田庵巳（長野市）
- 吉田一郎（ZAZEN BOYS、長野県出生、神奈川県育ち）
- れをる（Reol、松本市）
- 涌井啓一
- 綿内克幸（長野市）
- AAAMYYY（Tempalay、川上村）
- Coba-U（飯田市）
- Chibi.
- dodo（ラッパー、長野市出生・神奈川県出身）
- IGUA（木曽町）
- JUN（80kidz、長野市）
- MC☆ニガリa.k.a赤い稲妻（ラッパー、伊那市）
- Mhiro（Full Of Harmony、岡谷市）
- NEMNE（松本市）
- OKAPY（松本市）
- SAKU（松本市）
- SAY
- Shiho（Made in Asia、松本市）
- SUKISHA（長野市）
- Toshiya（ベース/Dir en grey、千曲市）
- YOFFY（サイキックラバー、長野市）
- YOU THE ROCK☆（長野市）

### グループ・デュオ・バンド
※結成時のメンバー全員が県内出身のもの
- アナログフィッシュ（喬木村）
  - 佐々木健太郎
  - 下岡晃
- あるくとーーふ（諏訪市）
  - 利佳子
  - 貴仁
  - Koji Nakamura
  - amico
  - 伊藤ヒナノ
- ココロコロン
  - かほ（Kaho）
  - えりな（Erina）
  - みわ（Miwa）：旧メンバー
- セツナブルースター
  - 倉島大輔
  - 島田賢司
  - 宮下裕報
- 晴晴゛
  - 井田優之介
  - 内田浩之
  - 寺田岳史（長野市）
- わさびーずフォーエバー（安曇野市）
  - 堀六平
  - TORU
  - GO'z
- ALLaNHiLLZ（佐久市）
  - 井出匠（兄）
  - 井出匡（弟）
- ASIAN2（松本市）
  - TATSU
  - TWENTY"20"
  - SHOJI
  - HIDEO
  - HISATO：旧メンバー
  - マキロン：旧メンバー
- CALL（松本市）
  - 櫻井茂雄（SAKUの個人名義でシンガーソングライターとしても活動）
  - 小林基弘
- FAITH（伊那市）
  - Akari Dritschler
  - ヤジマレイ（矢島嶺）
  - レイ キャスナー
  - 荒井藤子
  - ルカ メランソン
  - HISATO：旧メンバー
- GLIM SPANKY
  - 松尾レミ（英語版）（豊丘村）
  - 亀本寛貴（英語版）（飯田市）
  - 尾澤和也：旧メンバー
  - 三島拓：旧メンバー
- H2O（上田市）
  - 赤塩正樹
  - 中沢堅司
- LM.C
  - maya（長野市）
  - Aiji（千曲市）
- MOROHA
  - アフロ（青木村）
  - UK（上田市）
- OGRE YOU ASSHOLE（原村）
  - 出戸学
  - 馬渕啓
  - 勝浦隆嗣
  - 清水隆史
  - 西新太：旧メンバー
  - 平出規人：旧メンバー
- SHE'll SLEEP（松本市）
  - ユウサク
  - タツミ
  - ソウタ

### 声優
- 天沙羽恵美
- 安澄純
- 厚木那奈美（長野市）
- 飯野美紗子（松本市）
- 伊倉一恵（上田市）
- 泉久実子
- 板取政明
- 伊藤かな恵（長野市）
- 岩波裕（諏訪市）
- 牛田裕子
- 内山典子
- 大塚智則
- 大森日雅（佐久市）
- 小口久仁子（塩尻市）
- 掛川渚
- 風間信彦
- 加藤悦子
- 加藤沙織
- 加藤麻依
- 上條沙恵子（松本市）
- 唐沢潤（伊那市）
- 菊池正美（茅野市）
- 北島壮峻
- 北原美和
- 熊澤玄徳
- 呉圭崇
- 小池浩司（飯田市）
- 倖月美和
- 兒玉彩伽
- 小宮山あかり
- 近藤奈保
- 斉藤貴美子（松本市）
- 坂井志満（元信越放送アナウンサー）
- 笹岡雄介
- 佐々木積
- 真田アサミ（上田市）
- 沢城みゆき（長野県出生、東京都育ち）
- 澤乃彩
- 早良
- 篠原恵美（上田市）
- 篠原拓夢
- 篠原まさのり
- 島形麻衣奈
- 島香裕
- 清水若菜
- 白井悠介（佐久市）
- 関通利
- 宗矢樹頼
- 滝雅也
- 竹ノ内美奈子
- 伊達忠智
- 田中かほり
- タルタエリ
- 千野智史
- 寺島惇太（上田市）
- 徳武竜也
- 戸塚利絵
- 富沢美智恵（上田市）
- 永井美奈
- 長田梢
- 並木のり子（松川町）
- 二木静美
- 新田恵海（μ'sのメンバー、長野市）
- 橋本ちなみ
- 羽多野渉（朝日村）
- 畑谷明日香
- 平出まどか
- 降幡愛（Aqoursのメンバー、塩尻市）
- 本多知恵子（東京都出生・長野市育ち）
- 前島恭兵
- 牧野和子
- 松岡一平
- 丸田光
- 三浦祥朗
- 美斉津恵友（小諸市）
- 峯田茉優
- 宮澤真一
- 宮澤正（池田町）
- 村上ヨウ
- 守屋亨香（安曇野市）
- 山岸治雄
- 山本綾
- 雪乃さやか
- 横林奈津子
- 依田夏生
- 和田京子
- 渡辺優里奈

### お笑い・ものまね芸人
- あだちあさみ（元お笑いトリオキャラメルクラッチのメンバー）: 長野市
- 大久保ノブオ（お笑いトリオポカスカジャンリーダー、WAHAHA本舗座長）: 長野市
- 大瀬うたじ（ピン芸人）: 塩尻市
- 片岡鶴八（声帯模写芸人）: 上田市
- 片倉ブリザード（ピン芸人）: 岡谷市
- 河合武俊（お笑いコンビこてつのメンバー）: 松本市
- 兄弟（実兄弟のお笑いコンビ）: 須坂市
  - 体制（兄）
  - 紅葉（弟）
- 小出真保（ピン芸人麦芽、タレント、俳優、ナレーター、マッチングアプリジャーナリスト、コラムニスト）: 上田市
- 号泣（お笑いコンビ）
  - 赤岡典明 : 塩尻市出生・千曲市育ち
  - 島田秀平 : 長野市
- こばやし画伯（ピン芸人）: 松本市
- 小林アナ（ピン芸人、フリーアナウンサー、タレント、ラジオパーソナリティ）: 佐久市
- 小林一恵（ピン芸人）: 松本市
- 小林すすむ（お笑いユニットヒップアップのメンバー、俳優、タレント）: 上田市
- こまたつ（ピン芸人、元お笑いコンビジャイアントジャイアンのメンバー）
- コロンボ（お笑いコンビ）
  - シンゾー
  - デンゾー: 長野市
- 坂井良多（良ちゃん、お笑いコンビ鬼越トマホークのメンバー）: 千曲市
- サンキュー手塚（大道芸人）
- 清水アキラ（ものまねタレント、お笑いタレント）: 下高井郡山ノ内町
- たむたむ（ものまねタレント、YouTuber）: 松本市
- 鉄拳（ピン芸人、イラストレーター）: 大町市
- なかし（タレント、元お笑いコンビスペードの3のメンバー）: 南木曽町
- なかむら摂（ピン芸人）: 松本市
- 中村まゆみ（元お笑いコンビ金魚ばちのメンバー、舞台俳優）: 安曇野市
- ニッチロー（ものまねタレント）: 飯田市
- 花里茂晴（お笑いコンビおとぎばなしのメンバー）: 佐久市
- 原田フニャオ（お笑いコンビダンビラムーチョのメンバー）: 諏訪市
- 春風こうた（お笑いコンビ春風こうた・ふくたのメンバー）: 中野市
- 藤森慎吾（お笑いコンビオリエンタルラジオのメンバー、歌手、俳優、司会者、YouTuber）: 諏訪市
- プチ鹿島（ピン芸人、コラムニスト、映画監督）: 千曲市
- ブッチー武者（お笑いタレント、俳優、元コント・レオナルド・「アッパー8」のメンバー）: 東御市
- 星セント（元漫才コンビ星セント・ルイスのメンバー、俳優）: 長野市
- ホシノユキ（ピン芸人、占い師）
- 松尾アトム前派出所（ピン芸人）: 松川町
- メロディーきみえ（ピン芸人、元お笑いコンビメロディーのメンバー）: 安曇野市
- もう中学生（ピン芸人、俳優）: 長野市
- 百瀬さつき（ピン芸人、元お笑いコンビガール座のメンバー）: 山形村
- ヤジマリー。（お笑いコンビスカチャンのメンバー）: 上田市
- 山崎ユタカ（ピン芸人、スポーツスタッキングプレイヤー、舞台俳優）

### タレント・モデル・アイドル
- 茜屋さき（アイドルグループmomograciの元メンバー）
- 秋元るい（フォトモデル、実業家）: 松本市
- あらい汎（パントマイマー、役者、演出家）: 岡谷市
- 安藤千伽奈（アイドルグループNGT48の元メンバー）: 御代田町
- 飯沼ももこ（タレント）
- 生田佳那（グラビアアイドル）: 安曇野市
- 伊藤虹々美（アイドルグループSKE48のメンバー）: 安曇野市
- 井上貴惠（アイドルグループKNU oNEWのメンバー）
- いろは（グラビアアイドル）
- 岩根あゆこ（グラビアアイドル）
- 内田仁菜（元ファッションモデル）
- 栄莉弥（ファッションモデル、俳優）: カナダ トロント出生・軽井沢育ち
- 大関さおり（モデル、タレント、元プロボクサー）: 千曲市
- 大谷朋子（ファッションモデル、看護師）
- 小口亜紀（元レースクイーン）: 岡谷市
- 落合信子（タレント）: 飯田市
- 乙葉（タレント、俳優、元グラビアアイドル）: 池田町
- 折井あゆみ（アイドルグループAKB48の元メンバー）: 諏訪郡
- 甲斐犬人（タレント、演歌・歌謡曲歌手）
- 柿崎芽実（アイドルグループ日向坂46の元メンバー）
- 柏木椎名（ディア☆）
- 上倉万奈（タレント、モデル）
- ガルシア凛々（タレント、ファッションモデル）
- 河合風花（元グラビアアイドル、元タレント、女優）
- 木嶋のりこ（元グラビアアイドル、俳優）: 岡谷市
- 北原奈々子（元タレント・俳優）: 松本市
- 久保姫菜乃（アイドルグループAKB48のメンバー）
- 熊谷ちか（グラビアアイドル）
- 倉田乃彩（ファッションモデル、タレント、YouTuber、TikToker）
- クラッセン瑠里香（モデル）
- 小池由（モデル、女優）：伊那市
- 小出友華（元ファッションモデル、元ヘアモデル）
- 上月せれな（ソロアイドル、アニソン歌手）：佐久市
- 小島凪紗（アイドルグループ櫻坂46のメンバー）
- 近藤萌恵里（アイドルグループAKB48の元メンバー）: 飯田市
- 坂本礼美（ファッションモデル、『JELLY』専属モデル〈ジェリガ〉）：松本市
- サーシャ菜美（グラビアアイドル、タレント、絵師）
- 篠原幸太郎（モデル）
- 杉村陽子（レースクイーン、モデル、タレント）
- 杉本萌（アイドルグループNGT48のメンバー）: 安曇野市
- 関根梓（アップアップガールズ（仮）の元メンバー）
- 瀬下尚人（エンターテイメント集団THE CONVOYのメンバー）: 上田市
- 曽我部優芽（アイドルグループNGT48の元メンバー）: 上田市
- 大工原里美（モデル、歌手、『I LOVE mama〔アイラブママ〕』の専属モデル）
- 田口華（アイドルグループさくら学院の元メンバー、俳優、モデル）: 長野市
- 田中あさみ（ファッションモデル、俳優）
- 為永幸音（アイドルグループアンジュルムのメンバー、俳優）
- 塚本颯来（元みにちあ☆ベアーズ、元3Bjunior、元はちみつロケットのメンバー）
- 十味（モデル、グラビアアイドル、アイドル、タレント、ダンサー、アイドルグループ＃2i2のメンバー）
- 豊森ちはや（ファッションモデル、俳優）: 長野市
- 中澤瞳（ファッションモデル）: 上田市
- 中澤実子（ファッションモデル、俳優、タレント）
- 中沢結（ファッションモデル、元子役）
- 中澤優子（グラビアアイドル）
- 中島菜々（元アイドルグループカレッジ・コスモスのメンバー）
- 中島史恵（タレント、俳優、ヨガインストラクター）: 須坂市
- 中村奏絵（元レースクイーン、元モデル、元タレント）
- 西村菜那子（アイドルグループNGT48の元メンバー）: 長野市
- 羽賀朱音（アイドルグループモーニング娘のメンバー）: 長野市
- 林恵理（ファッションモデル、俳優）: 上田市（神奈川県出生）
- 林姫奈妙（タレント、『Ranzuki』専属モデル）
- 林マヤ（ファッションモデル、タレント、歌手）: 上田市
- 原絵里（タレント、女優）
- 原田麻美（タレント、アイドル、女優）
- 樋口日奈（アイドルグループ乃木坂46の元メンバー、俳優、モデル）: 駒ヶ根市出生・東京都出身
- 廣瀬千鶴（ラジオパーソナリティ、モデル、タレント、MC）
- 藤沢あぐり（ファッションモデル、女優）
- 藤沢直希（ファッションモデル）
- 藤牧京介（グローバルボーイズグループINIのメンバー）: 佐久市
- 松井由貴美 （ファッションモデル）: 長野市
- 魔法使いアキット（マジシャン）: 長野市
- 岬愛奈（グラビアアイドル）
- 美波有里（アイドルユニットめにぱらの元メンバー、歌手、アイドル、タレント、モデル）
- 峰尾こずえ（タレント、グラビアアイドル）: 飯田市
- 峯村優衣（ギャルファッションモデル）
- 宮崎麗果（元タレント、実業家）: 諏訪市出生、東京都出身
- 宮里ゆりは（グラビアアイドル）
- 宮澤ありさ（ファッションモデル、女優）
- 宮下麻衣子（ファッションモデル）
- 宮下裕子（タレント、モデル）
- 望月める（アイドルグループモノクローンの元メンバー、モデル）
- 森崎りりな（アイドル）
- 森下舞桜（地下アイドルグループ仮面女子のメンバー）: 安曇野市
- 矢澤隼斗（ファッションモデル）
- 矢萩春菜（アイドルグループ美少女クラブ31のメンバー）: 安曇野市
- 山本ゆう（グラビアアイドル、タレント）
- 勇翔（元BOYS AND MENのメンバー、俳優、タレント）: 高山村
- 由良瑞希（モデル、グラビアアイドル）: 松本市
- 吉井添（ファッションモデル）
- 若林正人（タレント）: 松本市

### ご当地アイドルグループ
- あっぷる学園応援部
- オトメ☆コーポレーション
- Mibuki with tutu&Beat's
- 7限目のフルール（アイドルグループ）

### 伝統芸能
- 和泉家志ん治（落語家、松本市）
- 市川右田六（歌舞伎役者、岡谷市）
- 市川左升 (3代目)（歌舞伎役者）
- 入船亭扇好 (2代目)（落語家、佐久市）
- 一矢（漫談家、飯田市）
- 荻原達子（能楽プロデューサー、岡谷市）
- 桂しん華（落語家、長野市出生・三重県育ち）
- 桂南なん（落語家、長野県出生、千葉県出身）
- 神田紅葉（講談師、松本市）
- 木村岳風（吟詠家、諏訪市）
- 古今亭菊春（落語家、信濃町）
- 古今亭雛菊（落語家、諏訪市）
- 三遊亭鬼丸（落語家、上田市）
- 春風亭愛橋 (4代目)（落語家、駒ヶ根市）
- 春風亭昇乃進（落語家、山ノ内町）
- 昔昔亭桃太郎（落語家、小諸市）
- 瀧川鯉三郎（落語家、小布施町）
- 立川談慶（落語家、上田市）
- 立川らく朝（落語家、飯田市）
- 橘ノ杏奈（落語家、長野市）
- 橘家圓十郎（落語家、飯田市）
- 橘家竹蔵（落語家、飯田市）
- 月の家圓鏡 (6代目)（落語家、下伊那郡売木村）
- 鶴澤清志郎（人形浄瑠璃・文楽〈義太夫節三味線方〉、飯田市）
- 林家さん歩（落語家、長野市）
- 林家正楽 (初代)（紙切り師、飯田市）
- 三門博（浪曲師、元日本浪曲協会会長、松本市）
- 柳家圭花（落語家、大町市）
- 柳家小さん (5代目)（落語家、長野市）

### 歌劇団
- 蒼海拓（宝塚歌劇団82期生 雪組男役、長野市）
- 朱紫令真（宝塚歌劇団100期生 星組男役、長野市）
- 梓唯央（宝塚歌劇団104期生 宙組男役、長野市）
- 天城れいん（宝塚歌劇団104期生 花組男役、長野市）
- 杏里ミチル（宝塚歌劇団80期生 花組・宙組娘役、佐久市）
- 麗泉里（宝塚歌劇団98期生 月組娘役、東御市）
- 凰陽さや華（宝塚歌劇団106期生 星組男役、上田市）
- 華路ゆうき（宝塚歌劇団78期生 雪組男役、千曲市）
- 煌えりせ（宝塚歌劇団100期生 星組男役、中野市）
- 湖華詩（宝塚歌劇団105期生 花組娘役、佐久市）
- 小柳奈穂子（宝塚歌劇団演出部所属の演出家、松本市出生・東京都出身）
- 月影瞳（宝塚歌劇団76期生 雪組・星組トップ娘役、上田市）
- 蓮月りらん（宝塚歌劇団100期生 星組娘役、安曇野市）
- 杜千代（宝塚歌劇団46期生 諏訪市）
- 夕貴まこと（ハウステンボス歌劇団 チーム奏（ハピネス）トップ男役）
- 由狩しのぶ（宝塚歌劇団38期生 星組・花組娘役、松本市）
- 雪路かほ（宝塚歌劇団81期生 星組男役、飯山市）

### 棋士
- 大竹優（囲碁棋士、飯山市）
- 木下浩一（将棋棋士）
- 小林千寿（囲碁棋士、松本市）
- 小林覚（囲碁棋士、松本市）
- 下島陽平（囲碁棋士、駒ヶ根市）
- 関山仙太夫（囲碁棋士）
- 髙津昌昭（囲碁棋士、長野市）
- 田中悠一（将棋棋士、長野市）
- 田丸昇（将棋棋士、東御市）
- 長沢千和子（将棋女流棋士、松本市）
- 中山典之（囲碁棋士、上田市）
- 野本虎次（将棋棋士）
- 丸田祐三（将棋棋士、長野市）
- 柳澤理志（囲碁棋士）

### 雀士
- 有賀一宏
- 内川幸太郎（松本市）
- 神谷結貴
- 竹内元太（長野市）
- 中山奈々美（松本市）
- 日向藍子（茅野市）
- 御子柴佑梨

### 舞踊家・振付師
- アオイヤマダ（松本市）
- 飯田茂実（諏訪市）
- 栗本唯梨
- 澤本夏輝（松本市）
- 白井剛（飯田市）
- 内藤未映（長野市）
- 新村英一（諏訪市）
- 古幡亮（WATWINGのメンバー、安曇野市）
- 本木幸治（松本市）
- NAOTO（LYRICAL THANKSのリーダー、上田市）

### 登山家・登攀者
- 青柳健（登山家、安曇野市）
- 木村殖（登山家、安曇野市）
- 酒井一輝（登攀者、諏訪市）
- 平出和也（登山家、富士見町出生、辰野町育ち）
- 三戸呂拓也（登山家、大町市）
- 百瀬慎太郎（登山家、大町市）
- 山岸慎英（登山家、白馬村）

### 山岳ガイド
- 小川さゆり（駒ヶ根市）
- 奥原宰（松本市）
- 水野尚哉（飯山市）
- 桃澤匡勝（飯島町）
- 山岸慎英（白馬村）

## スポーツ選手

### 大相撲
※括弧内は最高位

#### 力士
- 朝鷲透（西序二段42枚目）佐久市
- 大昇充宏（西前頭筆頭）軽井沢町
- 大鷲平（西前頭3枚目）佐久市
- 君ヶ嶽助三郎（江戸時代の幕内力士）長野市
- 佐久昇染太（西十両6枚目）御代田町
- 信州山由金（西前頭4枚目）諏訪市
- 昴光司（西幕下10枚目）飯田市
- 高登渉（東関脇）喬木村
- 高三郷勝義（西幕下16枚目）安曇野市
- 太郎山勇吉（東前頭5枚目）上田市
- 御嶽海久司（東大関）上松町
- 武藏野弥助（江戸時代の幕内力士）飯山市
- 槍ヶ嶽峯五郎（東前頭9枚目）長野市
- 雷電爲右エ門（江戸時代の大関）東御市
- 若嵐武（西前頭18枚目）佐久市
- 鷲ヶ濱音右エ門（東前頭4枚目）長野市

#### 行司・呼出・床山
- 木村圭吾（幕下格行司）飯田市
- 木村今朝三 (初代)（三役格行司）池田町
- 木村幸三郎（十両格行司）茅野市
- 木村庄之助 (21代)（立行司）長野市
- 木村筆之助（幕内格行司）伊那市
- 木村玉光 (15代)（幕内格行司）
- 式守与太夫 (10代)（三役格行司）佐久市
- 床鶴（特等床山）松本市

### 柔道
- 泉香澄（松本市）
- 江崎史子（松本市）
- 坂口仁美（東御市）
- 清水正一（松本市）
- 徳久瞳（下諏訪町）
- 津金恵（塩尻市）
- 出口クリスタ（塩尻市）
- 出口ケリー（塩尻市）
- 百瀬優（塩尻市）
- 矢崎利加（茅野市）
- 柳澤久（長野市）
- 山岸絵美（塩尻市）

### サッカー
- 青木安里磨（安曇野市、元AC長野パルセイロ）
- 麻田将吾（安曇野市、京都サンガF.C.）
- 新井光（長野市、湘南ベルマーレ）
- 伊藤めぐみ（諏訪市、サンフレッチェ広島レジーナ）
- 伊藤有里彩（諏訪市、マイナビ仙台レディース）
- 稲福卓（上田市、松本山雅FC）
- 稲村雪乃（宮田村、AC長野パルセイロ・レディース）
- 今井昌太（上松町、ブラウブリッツ秋田）
- 岩﨑心南（佐久市、日テレ・東京ヴェルディベレーザ）
- 臼井弘貴（塩尻市、元長野エルザ）
- 景山健司（佐久市、元YKK AP、カターレ富山）
- 風間優華（信濃町、ノジマステラ神奈川相模原）
- 勝野正之（南木曽町、元西濃運輸サッカー部、元FC岐阜SECOND監督）
- 川船暁海（長野市、AC長野パルセイロ・レディース）
- 神田渉馬（松本市、松本山雅FC）
- 北原健二（伊那市、元水戸ホーリーホック）
- 小西陽向（長野市、AC長野パルセイロ）
- 小林和音（松本市、つくばFCレディース）
- 小松憲太（塩尻市、元アユタヤFC、松本山雅FC)
- 小湊隆延（須坂市、FC琉球ヘッドコーチ）
- 酒井宏樹（中野市出生・千葉県育ち、Aリーグ・メン オークランドFC）
- 三田尚希（木曽町、AC長野パルセイロ）
- 塩沢勝吾（上田市、アルティスタ浅間)
- 下條佳明（松本市、元日産自動車サッカー部）
- 代田敦資（塩尻市、V・ファーレン長崎）
- 杉本真（栃木SC）
- 鈴木悠太（長野市、AC長野パルセイロ）
- 瀬戸匠海（辰野町、元FC神楽しまね）
- 曽山加奈子（安曇野市、元日テレ・ベレーザ）
- 高野歩夢（シュワーボ東京）
- 高橋義希（須坂市、サガン鳥栖）
- 瀧澤千聖（岡谷市、サンフレッチェ広島レジーナ）
- 田中聡（長野市、サンフレッチェ広島）
- 田中想来（宮田村、松本山雅FC）
- 田中隼磨（松本市、松本山雅FC）
- 田中桃子（駒ヶ根市、日テレ・東京ヴェルディベレーザ）
- 寺沢優太（岡谷市、AC長野パルセイロ）
- 長澤拓哉（カマタマーレ讃岐）
- 中村恵実（長野市、AC長野パルセイロ・レディース）
- 西村竜馬（伊那市、モンテディオ山形）
- 野澤健一（松本市、元AC長野パルセイロ）
- 橋爪勇樹（上田市、ヴァンフォーレ甲府）
- 原直生（松本市、湘南ベルマーレ）
- 樋口大輝（塩尻市、松本山雅FC）
- 藤森亮志（諏訪市、AC長野パルセイロ）
- 三澤慶一（伊那市、元ヴィッセル神戸）
- 宮田直樹（松本市、ファジアーノ岡山）
- 森昂大（徳島ヴォルティス）
- 山中麗央（千曲市、AC長野パルセイロ）
- リュウ・ヌグラハ（上田市、AC長野パルセイロ）
- 渡邊真衣（松本市、サンフレッチェ広島レジーナ）
- 淺田武士（松本市、審判員）
- 小出貴彦（審判員）
- 松本瑛右（審判員）
- 山際将史（須坂市、審判員）

### ラグビー
- 稲葉聖馬
- 大石力也
- 片桐康策
- 勝野大
- 藤本麻依子
- 北條拓郎
- 星野将利（飯島町）
- 細田佳也（飯田市）
- 松橋周平（長野市）
- 宮島裕之
- 吉沢文洋

### バレーボール
- 青柳京古（東レアローズ滋賀、信濃町）
- 浅川敏（天理大学バレーボール部監督、須坂市）
- 浅野博亮（ジェイテクトSTINGS、安曇野市）
- 井上謙（広島県出身、岡谷市育ち）
- 小口樹葉（岡谷市）
- 帯川きよら（茅野市）
- 勝野裕士（大町市）
- 窪田美侑（青木村）
- 上村琉乃介（伊那市）
- 神林正文（須坂市）
- 木内学（佐久市）
- 小平花織（茅野市）
- 酒井駿（長野市）
- 渋木綾乃（岡谷市）
- 志摩美古都（佐久市）
- 清水愛（東御市）
- 髙相みな実（山ノ内町）
- 高橋有紀子（須坂市）
- 傳田亮太（長野市）
- 中村祐介（飯綱町）
- 中谷宏大（辰野町）
- 西堀育実（中野市）
- 白田博子（長野市）
- 濱島哲也（阿智村）
- 堀口あやか（千曲市）
- 堀崎智恵美（中野市）
- 前田美紅（長野市）
- 松尾奈津子（辰野町）
- 松本慶彦（長野市）
- 丸山裕子（松本市）
- 峯村沙紀（長野市）
- 峯村雄大（長野市）
- 家高七央子（木曽郡）
- 柳澤広平（松本市）
- 山岸あかね（須坂市）
- 山岸隼（長野市）
- 山口祐之（長野市）

### バスケットボール
- 青沼令子（長野市）
- 青野和人（長野市）
- 荒井利一（岡谷市）
- 飯島早紀（伊那市）
- 飯田遼（富士見町）
- 池内侑里（上田市）
- 宇都宮正（長野市）
- 大屋秀作
- 絈野夏海
- 北川直美（箕輪町）
- 北原憲彦（伊那市）
- 小松さやか
- 寺澤大夢
- 中川弘子
- 鳴海亮（飯田市）
- 野溝利一
- 林瑛司
- 平手美樹（茅野市）
- 福澤晃平
- 松澤希美
- 丸山健治（松本市）
- 御子柴百香
- 三ツ井利也

### ハンドボール
- 牛山悠衣（茅野市）
- 笠井千香子（千曲市）
- 須坂佳祐（千曲市）
- 多田仁美（千曲市）

### バドミントン
- 奥原希望（大町市）

### アーティスティックスイミング
- 箱山愛香（長野市）

### ボクシング
- 小澤瑶生（辰野町）
- 後藤俊光（佐久市）
- 竹内佑典
- 溜田剛士（上田市）
- 西澤ヨシノリ（上田市）
- 宮尾綾香（千曲市）
- 山下奈々（飯田市）

### キックボクシング
- 麻火佑太郎（上田市）
- 内山政人
- 小林聡（長野市）
- 小宮山工介（上田市）
- 森井洋介

### プロレス
- 青柳亮生（全日本プロレス、松本市）
- 青柳優馬（全日本プロレス、松本市）
- アブドーラ・小林（大日本プロレス、千曲市）
- 網倉理奈（Girl's Prowrestling Unit! COLOR'S）
- 杏ちゃむ（信州ガールズプロレスリング、下諏訪町）
- Eita（プロレスリング・ノア、上松町）
- 小原道由（新日本プロレス）
- 大鷲透（フリー、元大相撲力士朝鷲透、佐久市）
- 臥竜キッド （信州プロレスリング、須坂市）
- 蒲原唯（我闘姑娘、長野市）
- グレート☆無茶（信州プロレスリング、上田市）
- 小林邦昭（新日本プロレス、小諸市）
- セカンド篠塚（信州プロレスリング、須坂市）
- 征矢匠（信州プロレスリング、箕輪町）
- 征矢学（プロレスリング・ノア、箕輪町）
- 瀧澤晃頼（TTTプロレスリング）
- 辰巳リカ（東京女子プロレス）
- ドラゴン・ダイヤ（DRAGON GATE、須坂市）
- 長野ドラミ（アイスリボン）
- 中牧昭二（フリー、上田市）
- 野崎渚（プロレスリングWAVE、佐久穂町）
- 林小雪（信州ガールズプロレスリング）
- ＼(^o^)／チエ（ばんざいチエ、ハッスル）
- 矢部彩女（信州ガールズプロレスリング、須坂市）
- LINDA（信州ガールズプロレスリング、松本市）
- 渡瀬瑞基（DDTプロレスリング、山ノ内町）
- ソフト今井（プロレスのレフェリー）

### その他の格闘技
- アキラ（総合格闘技、塩尻市）
- 石原美和子（総合格闘技、飯田市）
- 伊藤空也（総合格闘技、岡谷市）
- 稲垣克臣（総合格闘技、佐久市）
- 臼田育男（総合格闘技）
- 江口美幸（空手、伊那市）
- 遠藤征四郎（合気道家、佐久市）
- 勝俣将寿（空手、佐久市）
- 金子真理（総合格闘技・プロボクシング・空手、諏訪市）
- 杉野拓海（空手）
- 瀧本美咲（総合格闘技、駒ヶ根市）
- 田原しんぺー（総合格闘技、北安曇郡）
- 戸井田カツヤ（総合格闘技、長野市）
- 深岬パトラ（総合格闘技、松本市）
- 村山暁洋（総合格闘技、松本市）
- 力也（総合格闘技）
- 論田愛空隆（総合格闘技、長野市）

### フェンシング
- 池端花奈恵
- 西藤俊哉（箕輪町）

### 野球

#### 現役選手・現役指導者
- 赤羽由紘（松本市）東京ヤクルトスワローズ
- 上田佳範（松本市）現横浜DeNAベイスターズコーチ、元北海道日本ハムファイターズ、中日ドラゴンズ
- 内田湘大（佐久市）広島東洋カープ
- 笹原操希（長野市）読売ジャイアンツ
- 髙寺望夢（上田市）阪神タイガース
- 直江大輔（長野市）読売ジャイアンツ
- 牧秀悟（中野市）横浜DeNAベイスターズ
- 水上由伸（宮田村）埼玉西武ライオンズ
- 宮澤太成（長野市）埼玉西武ライオンズ
- 柳沢裕一（松本市）現信濃グランセローズ監督、元読売ジャイアンツ、オリックス・ブルーウェーブ、中日ドラゴンズ、元東北楽天ゴールデンイーグルスコーチ
- 横山聖哉（上田市）オリックス・バファローズ
- 権田琉成（長野市）オリックス・バファローズ
- 笠原優子（諏訪市）京都フローラ、愛知ディオーネ、エイジェック女子硬式野球部
- 上條優奈（塩尻市）読売ジャイアンツ女子チーム
- 米山学（松本市）加藤学園高等学校監督

#### 元選手・関係者
- 荒川尭（佐久市）元大洋ホエールズ、ヤクルトスワローズ
- 井石広一 元広島カープ
- 伊藤優（松本市）元ロッテオリオンズ
- 今井務 元大洋ホエールズ、東映フライヤーズ、日拓ホームフライヤーズ
- 岩下守道（東御市）元読売ジャイアンツ、国鉄スワローズ、近鉄バファロー、近鉄バファローズ
- 丑山努（松本市）元日本ハムファイターズ
- 大島郁将（伊那市）元阪急ブレーブス、横浜大洋ホエールズ
- 沖実郎 元中日ドラゴンズ
- 奥原為雄（大町市）元中日ドラゴンズ
- 小尾淳美（松本市）元松商学園高等学校監督
- 甲斐拓哉（松本市）元オリックス・バファローズ出生地は宮崎県延岡市
- 柿田裕太（松本市）元横浜DeNAベイスターズ
- 加藤智男（上田市）元名古屋軍
- 金谷剛（中野市）元大阪近鉄バファローズ
- 金丸久夫（岡谷市）元ロッテオリオンズ
- 川井雄太（佐久市）元中日ドラゴンズ
- 川上良作 元名古屋金鯱軍
- 川島正幸（駒ヶ根市）元ロッテオリオンズ
- 川村正太郎（松本市）元日本ハムファイターズ
- 北原昇 元南海軍
- 木次文夫 元読売ジャイアンツ、国鉄スワローズ
- 倉島今朝徳 元国鉄スワローズ、サンケイスワローズ、サンケイアトムズ、アトムズ
- 呉本成徳（諏訪市）元横浜DeNAベイスターズ
- 黒岩弘（須坂市）元国鉄スワローズ
- 小池繁雄 元東京巨人軍
- 小泉恒美 元南海ホークス、中日ドラゴンズ
- 小林経旺（長野市）元大塚アスレチックス、金星スターズ、大陽ロビンス、松竹ロビンス、大洋松竹ロビンス、洋松ロビンス、大洋ホエールズ、近鉄パールス
- 小森光生（松本市）元大毎オリオンズ、近鉄バファローズ
- 斎藤誠二 元読売ジャイアンツ
- 斎藤充弘（伊那市）元ヤクルトスワローズ
- 佐々木光雄 元大洋軍、大塚アスレチックス
- 佐藤亮太（長野市）元中日ドラゴンズ
- 塩原明（松本市）元読売ジャイアンツ
- 島方金則（松本市）元近鉄パールス
- 新保高正（東御市）元中日ドラゴンズ
- 杉山重雄（小諸市）元ヤクルトアトムズ、ヤクルトスワローズ、南海ホークス
- 鈴木照雄（下伊那郡阿智村）元阪神タイガース、太平洋クラブライオンズ、クラウンライターライオンズ
- 高野百介 元南海軍
- 高山邦男（長野市）元名古屋ドラゴンズ、中日ドラゴンズ
- 土屋亨 元南海ホークス、中日ドラゴンズ
- 土屋紘（佐久市）元中日ドラゴンズ、ロッテオリオンズ
- 土屋正孝（松本市）元読売ジャイアンツ、国鉄スワローズ、阪神タイガース
- 出沢政雄 元東急フライヤーズ
- 手塚明治（松本市）元読売ジャイアンツ、大洋ホエールズ
- 寺沢高栄 元サンケイアトムズ、アトムズ、ヤクルトアトムズ、ロッテオリオンズ
- 土肥省三 元阪急軍
- 内藤重人 元東京ヤクルトスワローズトレーニングコーチ、読売ジャイアンツトレーニングコーチ
- 中島治康（松本市）元東京巨人軍、読売ジャイアンツ、大洋ホエールズ
- 中村三郎 元大東京軍、ライオン軍、名古屋軍
- 中村修一郎 元国鉄スワローズ
- 聖澤諒（千曲市）元東北楽天ゴールデンイーグルス
- 日野茂 元中日ドラゴンズ、西鉄・太平洋クラブライオンズ、元西武ライオンズ二軍監督、横浜ベイスターズ二軍監督
- 平林栄治 元阪神軍
- 藤澤亨明（上田市）元埼玉西武ライオンズ
- 星野八千穂（上田市）元北海道日本ハムファイターズ
- 堀込基明（小諸市）元南海ホークス、中日ドラゴンズ
- 堀場秀孝（上田市）元広島東洋カープ、横浜大洋ホエールズ、読売ジャイアンツ、現長野県議会議員
- 堀内庄（松本市）元読売ジャイアンツ
- 牧田政彦 元阪急ブレーブス、中日ドラゴンズ
- 町田行彦（長野市）元国鉄スワローズ、読売ジャイアンツ
- 松橋慶季（長野市）元阪急ブレーブス、国鉄スワローズ、元プロ野球審判員
- 三浦敏一 元名古屋軍
- 御子柴進（塩尻市）元阪神タイガース
- 三沢今朝治（松本市）元信濃グランセローズ社長、元東映フライヤーズ、日拓ホームフライヤーズ、日本ハムファイターズ
- 水野忠彦 元東京巨人軍
- 溝上治一 元東急フライヤーズ
- 光沢毅（飯田市）1954年飯田長姫高校で春の選抜優勝投手、元三協精機硬式野球部監督、明治大学硬式野球部監督
- 宮崎仁郎 元大陽ロビンス、松竹ロビンス、大洋松竹ロビンス、広島カープ
- 宮澤健太郎（岡谷市）元社会人野球選手、ENEOS監督
- 宮沢澄也（長野市）元東急フライヤーズ、東映フライヤーズ
- 村瀬秀孝 元西鉄軍
- 桃井進（佐久市）元ロッテオリオンズ、元プロ野球審判員
- 百瀬大騎（松本市）元横浜DeNAベイスターズ
- 森山正義（安曇野市）元阪神タイガース、ロッテオリオンズ
- 矢島粂安 元東京倶楽部
- 山岸静馬（長野市）元高橋ユニオンズ、トンボユニオンズ、大映ユニオンズ
- 山崎弘美（岡谷市）元読売ジャイアンツ
- 吉江喜一（塩尻市）元サンケイアトムズ
- 吉沢岳男（松本市）元名古屋ドラゴンズ、中日ドラゴンズ、近鉄バファロー、近鉄バファローズ
- 吉沢秀和（佐久市）元読売ジャイアンツ
- 吉水幸夫 元黒鷲軍、大和軍
- 坂原愛海 元レイア、京都フローラ
- 青木昴 プロ野球審判員
- 西沢一希（上田市）プロ野球審判員
- 丸山博（上田市）元プロ野球審判員

#### 野球殿堂
- 市岡忠男（飯田市）
- 桜井弥一郎（佐久市）
- 島岡吉郎（下伊那郡高森町）
- 中島治康（松本市）
- 宮原清（小県郡青木村）

### ソフトボール
- 池上桃花（伊那市）

### 陸上競技

#### 短距離・長距離
- 今井沙緒里（辰野町）
- 上野裕一郎（佐久市）
- 江副令子（伊那市）
- 川元奨（佐久市）
- 小林成美（長野市）
- 關颯人（茅野市）
- 高松いずみ（木曽町）
- 田中秀雄（阿智村）
- 千葉健太（箕輪町）
- 塚原直貴（岡谷市）
- デーデー・ブルーノ（松本市）
- 萩谷楓（佐久市）
- 細田あい（茅野市）
- 宮澤有紀（飯山市出生・千曲市育ち）
- 村澤明伸（塩尻市）
- 矢野圭吾（松川町）
- 山川拓馬（箕輪町）
- 吉岡大翔（長野市）
- 和田有菜（長野市）

#### マラソン
- 伊藤国光（伊那市）
- 小田切亜希（長野市）
- 高見澤勝（木曽郡大桑村）
- 中山竹通（1988年ソウル五輪4位入賞、1992年バルセロナ五輪4位入賞、池田町）
- 細田あい（茅野市）
- 宮脇千博（駒ヶ根市）
- 両角速（茅野市）

#### 競歩
- 荒井広宙（小布施町）
- 小池昭彦（長野市）
- 酒井浩文（豊丘村）
- 園原健弘（阿智村）
- 藤澤勇（中野市）
- 栁澤哲（中野市）

#### 障害走
- 児玉悠作（山ノ内町）
- 依田郁子（上田市）

#### 混成競技
- 松田克彦

#### 走幅跳
- 湶純江（上田市）

#### 三段跳
- 石川和義

#### やり投げ
- 真保正子（上田市）

### スケートボード
- 永原悠路（白馬村）

### クロスカントリースキー
- 今井博幸（信濃町）
- 柏原理子（白馬村）
- 佐藤和男（野沢温泉村）
- 竹節作太（山ノ内町）
- 馬場直人（山ノ内町）
- 堀米光男（山ノ内町）

### バイアスロン
- 井口深雪（旧姓小林、小谷村）

### ノルディック複合
- 畔上沙那（野沢温泉村）
- 江遠要甫（飯山市）
- 児玉和興（山ノ内町）
- 河野孝典（野沢温泉村）
- 富井彦（野沢温泉村）
- 宮崎彩音（野沢温泉村）
- 森敏（野沢温泉村）
- 山本涼太（木島平村）
- 渡部暁斗（白馬村）
- 渡部善斗（白馬村）

### アルペンスキー
- 青木辰子（長野市）
- 上野雄大（野沢温泉村）
- 片桐幹雄（野沢温泉村）
- 片桐美雪（野沢温泉村）
- 児玉修（山ノ内町）
- 杉山進（野沢温泉村）
- 関塚真美（信濃町）
- 竹節作太（山ノ内町）
- 富井澄博（野沢温泉村）
- 富井剛志（野沢温泉村）
- 富井一（野沢温泉村）
- 平澤岳（山ノ内町）
- 松本勲人（白馬村）
- 丸山寿一（白馬村）
- 丸山仁也（白馬村）
- 山本さち子（山ノ内町）

### スキージャンプ
- 岩渕香里（上田市）
- 梅崎慶大（白馬村）
- 小野学 （山ノ内町）
- 金井理恵子（上田市）
- 嘉部恵梨奈（木島平村）
- 久保田真知子（野沢温泉村）
- 竹内択（飯山市）
- 西方仁也（野沢温泉村）
- 西方千春（野沢温泉村）
- 丸山希（野沢温泉村）
- 山田大起（飯山市）
- 山田優梨菜（小谷村）
- 湯本史寿（木島平村）

### フリースタイルスキー
- 上野雄大（野沢温泉村）
- 福島のり子（白馬村）
- 待井寛（長野市）

### モーグル
- 上村愛子（兵庫県出生、白馬村育ち）
- 上野修（野沢温泉村）
- 森徹（野沢温泉村）

### スノーボード
- 今井胡桃（上田市）
- 寺島直人（上田市）
- 藤森由香（長和町）
- 三木つばき（白馬村）
- 宮崎郁美（野沢温泉村）
- 山岡聡子（長野市）
- ライオ・田原（上田市）

### スピードスケート
- 有賀秋子（小海町）
- 有賀豊文（佐久市）
- 市村和昭（軽井沢町）
- 井出かなめ（小海町）
- 伊東千恵子（富士見町）
- 今井裕介（佐久市）
- 今村俊明（岡谷市）
- 上原三枝（諏訪市）
- 牛山貴広（原村）
- 梅川風子（富士見町）
- 潤間留十（岡谷市）
- 大林昌仁（川上村）
- 小澤美夏（塩尻市）
- 小野沢良子（池田町）
- 菊池彩花（南相木村）
- 菊池悠希（彩花の妹(三女)、南相木村）
- 菊池萌水（彩花の妹(四女)、南相木村）
- 菊池純礼（彩花の妹(五女)、南相木村）
- 小池里美（富士見町）
- 小島良太（長野市）
- 小平奈緒（茅野市）
- 五味芳保（茅野市）
- 斎藤実子（岡谷市）
- 酒井裕唯（諏訪市）
- 篠原祐剛（原村）
- 新谷志保美（宮田村）
- 曽我こなみ（諏訪市）
- 高橋カネ子（軽井沢町）
- 鷹野淑子（小海町）
- 高林清高（下諏訪町）
- 竹村晋吉（茅野市）
- 田中千景（茅野市）
- 出嶋民雄（佐久市）
- 外ノ池亜希（辰野町）
- 外ノ池信平（岡谷市）
- 内藤修（佐久市）
- 長久保初枝 旧姓：高見沢（南牧村）
- 中嶋敬春（川上村）
- 名取英理（茅野市）
- 野明弘幸（原村）
- 浜文恵（岡谷市）
- 山中大地（川上村）
- 吉井小百合（茅野市）
- 吉澤純平（南牧村）

### フィギュアスケート
- 小平渓介（塩尻市）
- 野口博一（諏訪市）
- 水谷太洋（岡谷市）

### アイスホッケー
- 磯谷奏汰（軽井沢町）
- 上野拓紀（長野市）
- 運上雄基（長野市）
- 酒井大輔（長野市）
- 伊藤崇之（長野市）
- 伊藤俊之（長野市）
- 務台慎太郎（下諏訪町）

### ボブスレー・リュージュ・スケルトン
- 越和宏（王滝村） - スケルトン
- 中山英子（松本市） - スケルトン
- 小口貴久（長野市） - リュージュ
- 原田窓香（長野市） - リュージュ

### カーリング
- 市川美余（軽井沢町）
- 上野美優（軽井沢町）
- 上野結生（軽井沢町）
- 荻原詠理（軽井沢町）
- 金井亜翠香（軽井沢町）
- 北澤育恵（佐久市）
- 小泉聡（上田市）
- 小林宏
- 清水絵美（軽井沢町）
- 清水徹郎（軽井沢町）
- 鈴木みのり（軽井沢町）
- 中嶋星奈（軽井沢町）
- 西室淳子（軽井沢町）
- 松村千秋（軽井沢町）
- 松村雄太（軽井沢町）
- 両角公佑（軽井沢町）
- 両角友佑（軽井沢町）
- 両川萌音（軽井沢町）
- 栁澤李空（軽井沢町）
- 山浦麻葉（御代田町）
- 山本冴（佐久市）

### ボウリング
- 浅田梨奈（松本市）

### モータースポーツ
- 風間靖幸（ドリフトドライバー）
- 木下みつひろ（レーシングドライバー）
- 小林且雄（レーシングドライバー、小諸市）
- 清水直樹（モーターサイクルレーサー、塩尻市）
- 土屋圭市（レーシングドライバー、東御市）
- ボルジャ・ダグラス（イギリスのレーシングドライバー、東京都出生・軽井沢町育ち）

### ゴルフ
- 内田袈裟彦
- 岡田伊津美（長野市）
- 川波通幸
- 塚田陽亮
- 平林孝一（上田市）
- 福沢孝秋

### ボート
- 今井裕介
- 岩本亜希子（諏訪市）

### 競艇
- 飯山泰（茅野市）

### 競馬
- 北村宏司（騎手、須坂市）
- 小林常泰（元調教師、元騎手）
- 関口健太郎（元騎手）
- 藤懸貴志（騎手、大桑村）
- 宮沢今朝太郎（元調教師、元騎手）
- 谷中公一（調教助手、元騎手、岡谷市）

### 自転車競技
- 月岡朝太郎（飯山市）
- 竹内遼（木島平村）
- 平野星矢（長野市）
- 松本璃奈（茅野市）
- 宮澤崇史（長野市）
- 横山航太（長野市）

#### 競輪
- 市村和昭（軽井沢町）
- 今井裕介（佐久市）
- 伊藤繁（安曇野市）
- 伊藤大理
- 今井裕介（佐久市）
- 上原龍（軽井沢町）
- 牛山貴広（原村）
- 梅川風子（富士見町）
- 菊池岳仁（原村）
- 黒河内由実
- 中嶋里美（安曇野市）
- 宮島聖悟
- 吉澤純平（南牧村）

### オートレース
- 鈴木幸治
- 松本康

### その他のスポーツ
- 井原知一（ウルトラトレイルランニング）
- 岩井則賢（体操、松本市）
- 上田瑠偉（トレイルランニング、大町市）
- 小沢邦彦（アスレティックトレーナー、下諏訪町）
- 小林裕和（セパタクロー、須坂市）
- 佐藤英賢（障害馬術、上水内郡小川村）
- 中嶋徹（フリークライミング）
- 西堀育実（ビーチバレー、中野市）
- 西堀健実（ビーチバレー、中野市）
- 丸山知一（射撃、松本市）
- BOW川（ eスポーツプロプレーヤー）

## アナウンサー

### NHK
※現在所属の放送局などは各人物の個人記事を閲覧のこと
- 加藤昌男
- 倉沢宏希：塩尻市
- 田中寛人：東京都出世・埴科郡坂城町育ち
- 田村泰崇：長野市
- 冨坂和男：長野市
- 中澤輝：長野市
- 中谷文彦：木曽郡木曽町（旧木曽福島町）
- 福澤浩行：松本市
- 山田康弘：長野市

### 信越放送
- 飯塚敏文 - 元北陸朝日放送：東御市（旧小県郡東部町）
- 尾関雄哉：飯田市
- 久野大地：長野市
- 中澤佳子：上田市
- 古畑あずみ - 元さくらんぼテレビジョン：安曇野市、千曲市
- 堀内哲也 - 情報センター次長兼アナウンス部長：松本市
- 丸山隆之 - アナウンス部専任部長、元南日本放送：上田市
- 宮入千洋 - 元北日本放送：東筑摩郡筑北村（旧坂北村）
- 山崎昭夫：中野市
- 山崎彩奈：長野市

### 長野放送
- 小宮山瑞季：上田市
- 重盛赳男 - 元南日本放送：伊那市

### テレビ信州
- 伊東秀一 - 元IBC岩手放送：長野市
- 齋藤沙弥香 - 元福井放送 : 埴科郡坂城町

### 長野朝日放送
- 草田敏彦 - アナウンス部長：飯田市（旧下伊那郡南信濃村）
- 中野希友未：長野市
- 萩原早紀子 - 元NHK長野放送局契約キャスター：北安曇郡小谷村
- 山岡秀喜：松本市（旧南安曇郡梓川村）

### 長野エフエム放送
- 高寺直美：上田市

### 県外民放
- 五十嵐竜馬 - 読売テレビ、現在は報道部記者：長野市
- 伊東平 - 中国放送：飯山市
- 井ノ口あさ子 - 広島テレビ放送、現在は企画開発部に異動：飯田市
- 小穴浩司 - フジテレビ：安曇野市、現在は広報局に移動
- 久保田浩史 - 高知放送：長野市
- 倉田大誠 - フジテレビ：長野市
- 黒瀬翔生 - フジテレビ：安曇野市
- 小林美沙希 - 沖縄テレビ放送：安曇野市
- 小松千絵 - 山梨放送、元山陽放送：松本市
- 小山康昭 - 琉球放送、定年退職後も同局の番組に出演：辰野町
- 桜井堅一朗 - フジテレビ、スポーツ局プロデューサー：上田市
- 代田和也 - レディオキューブFM三重：下條村
- 関陽樹 - 群馬テレビ：安曇野市
- 高橋将市 - 文化放送：大町市
- 野尻英恵 - 福島中央テレビ：イギリス出生・松本市育ち
- 美藤啓文 - 毎日放送：長野市・本籍地は神戸市
- 三石佳那 - 新潟放送：佐久市
- 宮田隆太郎 - ラジオ沖縄、現在は同局総務部長：松本市
- 村松文代 - IBC岩手放送：飯田市
- 矢島学 - 日本テレビ：下諏訪町

### フリー・退職者
- 相沢早苗（元オールウェーブ・アソシエツ所属）：千曲市
- 会津泰成（元福岡放送）：長野市
- 青木茂人（元NHK）：岡谷市
- 浅野信子（元中部日本放送）
- 石井哲也（元NHK、元茨城放送、長野県出生・茨城県出身）
- 伊東かなえ（元テレビ信州）：飯田市
- 伊藤由美子（元テレビ静岡）：長野市
- 井上英里香（元四国放送）：須坂市
- 上原康樹（元NHK、現在は岩手県議会議員）：松本市
- 牛山美耶子（元信越放送）：上田市（旧小県郡武石村）
- 海野紀恵（元山梨放送、元愛媛朝日テレビ）：千曲市
- 江村裕子（元長野朝日放送）：飯山市
- 小穴薫（元NHK）：安曇野市
- 太田恒太郎（元信越放送、気象予報士）：長野市
- 岡本由季（元信越放送、旧姓小林、安斉）：上高井郡高山村
- 小口絵理子（元ニッポン放送）：諏訪市
- 春日美奈子（元群馬テレビ、元テレビ静岡、元テレビ東京）
- 金井一世（元南海放送、福井テレビジョン放送）：松本市
- 我山亜希子（元中部日本放送ラジオ契約リポーター）
- 唐澤昌子（元長野放送）：上田市
- 河原武雄（元NHK）
- 北川原志於（元信越放送）：長野市
- 久保田祥江（元信越放送）：飯田市
- 久保正彰（元信越放送）：長野市
- 小坂巖（元日本短波放送）：須坂市
- 小林聖子（元新潟テレビ21）：佐久市
- 小林万利子（元信越放送）：長野市
- 斎藤陽子（元長野朝日放送、ホリプロ所属）：長野市
- 坂井志満（元信越放送）
- 坂口千夏（元長野朝日放送、長野エフエム放送パーソナリティ、元青森朝日放送）：上田市
- 坂橋克明（元信越放送）：長野市
- 佐藤圭一（元東京ケーブルネットワーク）：岡谷市
- 塩原桜（元山形テレビ）：上田市
- 清水亜里沙（元東海テレビ放送）：松本市
- 続木美香（元NHK釧路放送局契約キャスター→北海道文化放送）：塩尻市
- 寺島舞（元高知さんさんテレビ）：北佐久郡立科町
- 常盤秀次（元テレビ和歌山、福島中央テレビ）：中野市
- 中嶋智子（元福井放送→元NHK長野放送局契約キャスター）：伊那市
- 長瀬祐子（元山形テレビ、元テレビ信州）
- 那須重信（元信越放送）：北安曇郡池田町
- 名取将（元NHK、81プロデュース所属）：諏訪郡富士見町
- 西沢祥平（元NHK）：小県郡坂城町
- 古池常泰（元山形放送、飯田市）
- 堀内由香（元信越放送）：長野市
- まるやまけいこ（元エフエム石川）：安曇野市
- 御影倫代（元長野放送）：佐久市
- 三島さやか（元信越放送）：長野市
- 三原渡（元NHK）
- 宮尾邦雄（元NHK）
- 目黒清華（元信越放送）：松本市
- 山口亜紀（元青森テレビ）：安曇野市

## メディア

### テレビプロデューサー・ディレクター
※映画プロデューサーを兼ねる人物は「映画プロデューサー」項に記載
- 新井章仁（フリー、飯田市）
- 伊藤学（角川大映スタジオ、松本市）
- 岩崎信子（信越放送、元アナウンサー、俳人、東京都出生・茅野市育ち）
- 碓井広義（テレビマンユニオン、塩尻市）
- 内田保憲（長野市）
- 小椋久雄（共同テレビジョン）
- 春日千春（大映テレビ、伊那市）
- 川嶋龍太郎（TBSテレビ、神奈川県出生・長野市育ち）
- 五味一男（日本テレビ、富士見町）
- 合津直枝（テレビマンユニオン、大町市）
- 田中晃（日本テレビ他、松本市）
- 新村幸三郎（長野市）
- 萩元晴彦（テレビマンユニオン、飯田市）
- 原武範（プラットフォームインク、長野市）
- 平林邦介（日本テレビ）
- 広田茂穂（東映テレビ・プロダクション）
- 堀内孝（ADK〈旧ASATSU(旭通信社)〉、駒ヶ根市）
- 中島久美子（フジテレビ、松本市）
- 中山史郎（ザ・ワークス、長野市）
- 西村与志木（NHK、伊那市）
- 水上丈子（円人〈enjin productions〉、映像作家、アニメーター、ディレクター、プロデューサー）
- 吉岡攻（オルタスジャパン、佐久市）

### 気象キャスター
- 太田恒太郎（気象予報士、長野市）
- 岡田みはる（気象予報士、駒ヶ根市）
- 小野裕子（気象予報士・元アナウンサー、茅野市）
- 勝又幸恵（気象予報士）
- 倉嶋厚（気象学者、元気象キャスター、長野市）
- 佐藤圭一（気象予報士・元アナウンサー、岡谷市）
- 柴本愛沙（気象予報士、中野市）
- 関嶋梢（気象予報士、東御市）
- 徳竹貴光（気象予報士）
- 林裕子（元ウェザーニュースキャスター）
- 宮澤清治（気象解説者、長野市）

### メディアジャーナリスト
- 青木理（元共同通信社記者、小諸市）
- 青沼陽一郎（作家、ドキュメンタリー番組制作者、長野市）
- 飯島一孝（元毎日新聞社記者、長野市）
- 池上彰（元NHK記者主幹、松本市）
- 伊藤孝司（フォトジャーナリスト）
- 伊藤洋一（三井住友トラスト基礎研究所主席研究員、諏訪市）
- 伊藤力司（元共同通信社論説委員長、茅野市）
- 岩崎博充（ジャーナリスト、ルポライター）
- 岩垂弘（元朝日新聞社記者、岡谷市）
- 岡村二一（東京タイムズ社初代社長、飯田市）
- 臥雲義尚（元NHK解説委員、松本市）
- 小林和男（元NHK解説主幹、茅野市）
- 小西昭之（元毎日新聞記者）
- 五味洋治（東京新聞記者、茅野市）
- 瀬木潔（信濃毎日新聞社専務、辰野町）
- 二村伸（NHK解説委員、松本市）
- 布施谷博人（NHK記者）
- 堀内敏宏（NHK解説主幹、諏訪郡原村）
- 松本仁一（元朝日新聞記者、千曲市）
- 三神万里子（日本外国特派員協会会員、長野市）
- 水城武彦（NHK解説委員、松本市）
- 両角政人（元日刊スポーツ編集局長、茅野市）
- 矢島八洲夫（元朝日新聞社常務、辰野町）
- 山浦貫一（元東京新聞編集顧問、上田市）
- 山崎登（NHK解説委員、大町市）
- 山田侑平（元共同通信社記者）

## 武家・士族等
- 出浦盛清（真田氏の家臣、更級郡の上平城主（出浦城主）や、上野国岩櫃城代など）
- 恩田民親（江戸時代中期の松代藩家老）
- 巴御前（平安時代の信濃国の女性、武者、武将・源義仲の妾）
- 樋口兼光（平安時代末期の武将、中原兼遠の次男、今井兼平の兄。源義仲の乳母子にして股肱の臣。義仲四天王の一人）
- 真田幸綱（戦国時代の武将、信濃の在地領主で甲斐国武田氏の家臣。息子三人と共に、武田二十四将に数えられる）
- 真田信繁（安土桃山時代から江戸時代初期にかけての武将、大名。真田幸村の名で知られる）
- 真田昌幸（戦国時代の武将、大名）
- 真田信之（戦国時代から江戸時代前期の武将、大名。上田藩の初代藩主、後に松代藩の初代藩主。昌幸の長男）
- 村上義清（戦国時代の武将、北信濃の戦国大名）
- 保科正俊（戦国時代から安土桃山時代にかけての武将）
- 仁科盛遠（鎌倉時代初期の武将、信濃仁科氏の祖）
- 安曇比羅夫（飛鳥時代の人物、安曇野市の穂高神社に安曇連比羅夫命として祀られる）
- 小笠原貞宗（鎌倉時代後期から室町時代前期の武将、信濃小笠原氏の当主、信濃守護）
- 小笠原長忠（鎌倉時代中期の信濃国の武将、鎌倉幕府御家人、小笠原氏3代当主、小笠原長経の子）

### 江戸幕府要職経験者
- 真田幸貫（松代藩主、老中）
- 松平忠固（上田藩主、老中）
- 松平忠周（上田藩主、老中）
- 堀田正盛（松本藩主、老中）
- 堀親寚（飯田藩主、老中）
- 諏訪忠誠（高島藩主、老中）
- 松平乗謨（田野口藩主、老中、明治維新後に伯爵）
- 内藤頼寧（高遠藩主、若年寄）
- 堀直虎（須坂藩主、若年寄）
- 松平忠順（上田藩主、若年寄）
- 牧野康哉（小諸藩主、若年寄）
- 本多助賢（飯山藩主、若年寄）
- 水野忠職（松本藩主、大坂城代）
- 堀親義（飯田藩主、京都見廻役）
- 内藤正誠（岩村田藩主、寺社奉行）

### 武家華族
- 真田幸民（松代藩主、明治維新後に伯爵）
- 松平忠礼（上田藩主、明治維新後に子爵）
- 諏訪忠誠（高島藩主、明治維新後に子爵）
- 堀直明（須坂藩主、明治維新後に子爵）
- 牧野康強（小諸藩主、明治維新後に子爵）
- 真田幸世（松代藩主分家、明治維新後に男爵）

## 宗教家
- 畔上賢造（内村鑑三門下（無教会派）のキリスト教独立伝道者、上田市）
- 畔上楳仙（僧侶、大本山總持寺独住2世貫首、曹洞宗第三代管長、山ノ内町）
- 家田隆現（浄土宗の僧侶、幼児教育者、人形劇団主宰、松本市出生・京都府育ち）
- 金井為一郎（日本基督教団の牧師、日本聖書神学校の創立に参加、松本市）
- 木田文治（日本ホーリネス教会 の牧師、信濃国水内郡）
- 倉沢正則（牧師、宣教学者。東京基督教大学第四代目学長）
- 斎藤源八（牧師、戦前の日本ホーリネス教会〈戦後の日本ホーリネス教団〉に所属。上田市）
- 塩入亮忠（天台宗の僧侶、仏教学者。第13代大正大学学長、上田市）
- 塩沢大定（臨済宗の僧侶、南禅寺派大本山南禅寺の元管長、書の才能にも優れる）
- 清水谷孝尚（僧侶、浅草寺27世貫首、上田市）
- 田井正一（日本聖公会草創期の日本人司祭、静修女学校校長、松本市）
- 高橋信次（新興宗教GLAの開祖、佐久市）
- 冨田斅純（真言宗の僧侶、大僧正、真言宗豊山派管長、信州新町）
- 角田泰隆（曹洞宗の僧侶、仏教学者。駒澤大学教授、伊那市）
- 角田忠行（国学者、神官、佐久市）
- 等順（江戸時代の僧侶、大僧正。 東叡山寛永寺護国院第13世住職、信州善光寺別当大勧進第80世貫主、養源院第11世住職、信濃国善光寺町）
- 永井直治（日本基督教会の牧師、聖書翻訳者、坂城町）
- 半田孝淳（僧侶、第256世天台座主、全日本仏教会会長、上田市）
- 彦坂諶厚（天台宗の僧侶、大僧正、日光山輪王寺住職、長野市）
- 日野霊瑞（浄土宗の僧侶、関東十八檀林・義重山大光院新田寺、大本山増上寺、浄土宗総本山知恩院門跡、長野市）
- 平出慶一（牧師、神学校教師。日本福音キリスト教団の創設者、富士見町出生・下諏訪町
- 藤本幸邦（曹洞宗の僧侶、福祉事業家。曹洞宗大本山布教師、同北信越管区教化センター統括。1984年仏教伝道文化賞受賞、長野市）
- 本多恵隆（僧侶、上高井郡高山村）
- 松本総吾（牧師、長野市）
- 南直哉（僧侶、長野市）
- 宮坂宥洪（真言宗の僧侶、岡谷市の真言宗智山派照光寺住職、真言宗智山派の最高研究教育機関である智山伝法院の院長、岡谷市）
- 南澤道人（曹洞宗管長 、永平寺第80世貫首、千曲市）
- 宮林昭彦（浄土宗の僧侶、仏教学者。大正大学教授。全日本仏教会副会長。大本山光明寺第112世法主、長野市）
- 物部赳夫（日本ホーリネス教会最初の宣教師、ブラジル福音ホーリネス教団の生みの親、塩尻市）
- 守屋弘斎（華厳宗の大僧正、東大寺第214世別当、華厳宗管長、東大寺長老、諏訪市）
- 山岡文彦（牧師、植物学者、動物学者、岡谷市）
- 山本慈昭（僧侶、福祉活動家、阿智村）
- 吉水玄信（浄土宗の僧侶、増上寺住職72世、長野市）

## 篤農家
- 荻原豊次（軽井沢町）
- 上島正（諏訪市）
- 遠山房吉（諏訪市）
- 林五一（岡谷市）
- 松山原造（長和町）
- 水野尚哉（飯山市）
- 桃澤匡勝（飯島町）
- 山岸慎英（白馬村）
- 横田尚武（飯田市）

## 医療・福祉従事者
- 青木範充（医師）
- 秋元寿恵夫（医師、長野市）
- 浅田宗伯（医師）
- 石曽根新八（医師）
- 井上千津子（介護福祉士、現介護福祉学者）
- 宇治達郎（医師、辰野町）
- 大城和恵（医師、長野市）
- 小川三郎（小児科医、富士見町）
- 小川原辰雄（医師、小県郡青木村）
- 河西健次（医師、長和町）
- 川原啓美（外科医師、長野市）
- 神津康雄（内科医、佐久市）
- 小林茂昭（脳神経外科医、千曲市）
- 小松永二（医師、安曇野市）
- 近藤廉治（精神科医、飯田市）
- 代田文誌（鍼灸師、豊丘村）
- 正司政夫（医師）
- 須田泰嶺（医師〈外科・産科〉、伊那市）
- 征矢野進一（美容外科医、木曽町）
- 三浦こう（産婦人科医、富士見町）
- 髙木希奈（精神科医）
- 等々力いく（看護師、安曇野市）
- 中原市五郎（歯科医師、政治家、駒ヶ根市）
- 花岡堅而（産婦人科医、安曇野市）
- 保良せき（看護師、厚生官僚、飯田市）
- 堀内朗（内科医、飯島町）
- 正木不如丘（医師、長野市）
- 山口光國（理学療法士、元サッカー選手）
- 横内寿八郎（医師）
- 吉川ひろみ（作業療法研究者、長野市）
- 米山博久（鍼灸師、飯田市）

## その他
- アイビー茜（占い師、ライター、長野市）
- 青木恵一郎（農民運動家、長野市）
- 飯沼正明（パイロット。安曇野市）
- 市川周（経営コンサルタント、南木曽町）
- 小椋ケンイチ（ヘアメイクアーティスト、タレント、飯田市）
- 臥雲辰致（発明家、安曇野市）
- 川島浪速（大陸浪人、松本市）
- 木内鶴彦（彗星捜索家、小海町）
- 小林尊（フードファイター、長野市）
- 塩崎源一郎（紙芝居師、大阪市に自宅を開放した「塩崎おとぎ紙芝居博物館」を開館し、紙芝居文化の継承に尽力。須坂市）
- 榛葉太生（「安曇節」の初代家元。北安曇郡松川村）
- 武居代次郎（製糸機械開発者、 岡谷市）
- 竹田扇壽（糸操り人形師、宮田村）
- 花岡正庸（大正から昭和初期の酒造技術者、書家、俳人。中野市）
- 松尾多勢子（幕末の尊皇派女性志士、飯田市）
- 松坂良光（高身長の日本記録保持者。認定された最高身長238cm）
- 宮坂武男（郷土史家、下諏訪町）
- 向山雅重（郷土史家、上伊那郡宮田村）
- 武者陵司（投資家）
- 油井亀美也（宇宙飛行士、南佐久郡川上村）
- 依田米秋（政治運動家、上田市）

## 長野県にゆかりのある人物
【50音順】

### 江戸時代以前
※医師、文人、学者は含まない
- 秋山虎繁（甲斐国出身、戦国時代から安土桃山時代の武将、伊奈郡代。）
- 石川数正（三河国出身、戦国時代から安土桃山時代の武将・大名、松本藩祖。）
- 板垣信方（甲斐国出身、戦国時代の武将・武田四天王の一人、諏訪郡代、現在の上田市に墓がある。）
- 市川五郎兵衛（上野国出身、戦国時代の武士。寛永年間〈1624 - 1644年〉に三河田新田、市村新田〈共に現佐久市〉と矢島新田〈のちの五郎兵衛新田、現佐久市浅科〉の三新田を開発し、その功を賞されて小諸藩から150石の褒美地を与えられた。）
- 絵島（三河国出身、江戸時代中期の江戸城大奥御年寄、高遠藩配流。）
- 春日虎綱（甲斐国出身、高坂昌信、戦国時代の武将、武田氏家臣で譜代家老衆、海津城代。）
- 相楽総三（武蔵国出身、幕末の尊皇攘夷派志士、下諏訪宿で処刑。）
- 仙石秀久（美濃国出身、戦国時代から江戸時代前期にかけての武将・大名、小諸藩祖。）
- 武田勝頼（甲斐国出身、信玄の庶子、戦国武将・大名、伊奈郡代をつとめ、諏訪四郎或いは伊奈四郎とも名乗った。）
- 武田信玄（甲斐国出身、戦国武将・大名、信濃守護、伊那駒場で死去したとされる。）
- 武田信廉（甲斐国出身、戦国時代から安土桃山時代の武将、信玄・信繁の同母弟、大島城代など。）
- 武田信繁（甲斐国出身、戦国時代の武将、信玄の同母弟、川中島の戦いで戦死。）
- 徳本（紀伊国出身、江戸時代後期の浄土宗の僧・念仏聖。 晩年に信州を旅した際には、善光寺の脇にある寛慶寺で13泊と異例の長期逗留であった。小林一茶は寛慶寺で徳本から十念を受けており、一茶が徳本を詠んだ句は14首もある。 また、徳本の名号塔数全国一位が長野県である）
- 内藤正友（武蔵国出身、江戸時代前期から中期にかけての大名、岩村田藩祖。）
- 仁科盛信（甲斐国出身、戦国時代から安土桃山時代にかけての武将・大名、高遠城で討ち死。）
- 馬場信春（甲斐国出身、戦国時代の武将・武田四天王の一人、深志城代。）
- 播隆（越中国出身、江戸時代後期の浄土宗の僧侶、槍ヶ岳を開山。）
- 日根野高吉（美濃国出身、戦国時代の武将、諏訪藩祖。）
- 福島正則（尾張国出身、戦国時代から安土桃山時代にかけての武将・大名、高井野藩主、高山村が終焉の地。）
- 北条時行（相模国出身、鎌倉時代末期から南北朝時代の武将、北条高時の子で、信濃に逃れた後、中先代の乱を起こす。）
- 北条義政（相模国出身、鎌倉時代中期の武士、塩田流北条氏3代の祖。）
- 保科正之（生まれは関東、江戸時代の大名、高遠藩主・保科正光の養子となり幼少期に高遠へ移る。）
- 堀直重（越前国出身、戦国時代から安土桃山時代にかけての武将・大名、須坂藩祖。）
- 松姫（甲斐国出身、戦国時代の女性、信玄の娘、一時期高遠で過ごす。）
- 皆川広照（下野国出身、戦国時代から江戸時代前期にかけての武将・大名、飯山藩祖。）
- 源義仲（武蔵国出身、平安時代末期の信濃源氏の武将、源頼朝・義経兄弟の従兄弟、木曾谷に匿われた後、以仁王の宣旨によって挙兵する。）
- 宗良親王（山城国出身、鎌倉時代後期から南北朝時代の皇族、後醍醐天皇の四男、伊那谷に匿われ、信濃宮と称される。）
- 山本勘助（三河国出身、戦国時代の武将、武田氏の家臣。川中島の戦いで戦死。）
- 尹良親王（遠江国出身、後醍醐天皇の孫にして、中務卿宗良親王の皇子。下伊那郡阿智村浪合にて自害したと伝えられる。墓所は、阿智村浪合字宮の原に所在する円墳に治定されており、陪塚3基とともに宮内庁の管理下にある。）
- 脇坂安元（山城国出身、安土桃山時代から江戸時代前期にかけての武将・大名、飯田藩祖。）

### 明治時代以降
※医師、文人、学者は江戸時代以前の人物も含む

#### 親族が長野県出身の人物
※血縁者のみとし、配偶者は除外する
- 青木道喜（京都府出身、能楽師〈シテ方観世流〉）父の青木祥二郎が安曇野市出身。
- 有村昆（マレーシア出身、ラジオパーソナリティ、映画評論家）父の藤村延魚が上田市出身。
- 伊坂幸太郎（千葉県出身、小説家）両親の実家が諏訪市・岡谷市。
- 伊藤淳二（中華民国青島市出身、カネボウ会長、日本航空元会長）父が茅野市出身。
- 伊東豊雄（朝鮮京城府出身、建築家）父が下諏訪町出身。
- いわさきちひろ（福井県出身、画家・絵本作家）母が松本市出身。
- 岩垂かれん（東京都出身、プロスノーボーダー）父が松本市出身。
- 内山理名（神奈川県出身、女優）母方の祖父母が軽井沢町に住んでいた[注 1]。
- おおたわ史絵（東京都出身、内科医、テレビコメンテーター）母が長野県出身。
- 荻村伊智朗（静岡県出身、元卓球選手、第3代国際卓球連盟会長、日本卓球協会副会長）祖父が木曽郡楢川村出身で、自身も楢川村名誉村民に推挙。
- 荻原井泉水（東京都出身、俳人、俳論家）父が北安曇郡池田町出身。
- 落合福嗣（愛知県出身、声優）母の落合信子が飯田市出身
- 樫山文枝（東京都出身、俳優）父の樫山欽四郎、母ともに小諸市出身
- 春日俊彰（埼玉県出身、お笑い芸人）父が伊那市出身。
- 加納典明（愛知県出身、写真家）父が木曽町出身。
- 假屋崎省吾（東京都出身、フラワーアーティスト、華道家）母が青木村出身。
- 木内高音（広島県出身、編集者、児童文学者）父が北佐久郡志賀村〈現・佐久市〉出身。
- 北澤豪（東京都出身、元プロサッカー選手、解説者）父が箕輪町出身。
- 北島康介（東京都出身、元競泳選手、解説者）祖父が長野市出身。
- 北村まりこ（神奈川県出身、タレント）父の北村晴男が千曲市出身。
- 窪田聡（東京都出身、作詞・作曲家）両親が上水内郡津和村〈現・長野市信州新町〉出身。
- 窪田章一郎（東京都出身、歌人、国文学者）父の窪田空穂が松本市出身。
- ゴードン・ヒラバヤシ（アメリカ合衆国出身、アメリカの社会学者）父が安曇野市出身。
- 小平邦彦（東京都出身、数学者）父の小平権一が茅野市出身。
- 小平智（東京都出身、プロゴルファー）祖父が茅野市出身。
- 小林亜星（東京都出身、作曲家、作詞家、俳優）母が佐久市出身。
- 斎藤史（東京都出身、歌人）父の斎藤瀏が安曇野市出身。
- 塩沢とき（東京都出身、俳優）両親が飯田市出身で、自身の墓も飯田市に所在。
- 塩野季彦（東京都出身、司法官僚、政治家）祖父・山寺常山が松代藩士。
- 清水一行（東京都出身、小説家）母が東御市出身。
- 清水大輔（東京都出身、アナウンサー）父の清水睦が原村出身。
- 下嶋兄（東京都出身、タレント）父の峰竜太が下伊那郡下條村出身。
- 杉田久女（鹿児島県出身、俳人）父が松本市出身。
- 鈴木福（東京都出身、俳優）伊那市特命大使。母方の祖母が伊那市出身で箏曲演奏家の川村利美。
- 手塚治虫（大阪府出身、漫画家）遠祖が信濃国人の金刺氏一門手塚光盛と自称。
- 中村久美（東京都出身、俳優）両親が五加村〈現千曲市〉の出身。
- 仲村秀生（東京都出身、声優・俳優）両親が上田市出身。
- 中村不折（東京都出身、洋画家・書家）父親が上伊那郡高遠町〈現・伊那市〉出身。
- 西村晃（北海道出身、俳優・声優）父の西村真琴が松本市出身。
- 原広司（神奈川県出身、建築家）両親が下伊那郡出身。
- 原田伴彦（満州国奉天省出身、日本史学者）母が松本市出身。
- 広末涼子（高知県出身、俳優）母方の祖父が塩尻市出身。
- 藤森健太郎（埼玉県出身、歴史学者）祖父の藤森栄一が諏訪市出身。
- 藤森崇多（東京都出身、ゲームミュージック作曲家）祖父が諏訪市出身。
- 藤原正彦（満州国新京出身、数学者、エッセイスト）父の新田次郎が諏訪市、母の藤原ていが茅野市出身。
- 古谷一行（東京都出身、俳優）父が塩尻市出身。
- 堀内敬三（東京都出身、作詞家、音楽評論家）父が伊那市出身。
- 本多知恵子（東京都出身、声優、俳優）母が長野市出身。
- 黛英里佳（埼玉県出身、女優）母が長野県出身。
- 丸山鉄雄（東京都出身、芸能プロデューサー、音楽評論家）父の丸山幹治が長野市出身。
  - 丸山眞男（大阪府出身、政治学者）丸山鉄雄の弟〈次男〉。
  - 丸山邦男（兵庫県出身、評論家）丸山鉄雄の弟〈三男〉。
- 丸山隆平（京都府出身、歌手、ベーシスト、俳優。SUPER EIGHTのメンバー）曾祖父及び祖父が安曇野市出身。
- 丸山礼（北海道出身、ものまね・お笑い芸人）曾祖父及び祖父が安曇野市出身。
- 宮尾俊太郎（北海道出身、バレエダンサー、俳優）祖父が長野市出身。
- 宮澤佐江（東京都出身、俳優、タレント）祖父が長野市出身。
- 宮澤ひなた（神奈川県出身、サッカー選手）曾祖父及び祖父が長野市出身。
- 山崎弘也（埼玉県出身、お笑い芸人）曾祖父及び祖父が長野県出身。
- 山崎怜奈（東京都出身、タレント、ラジオパーソナリティ）祖父及び父が長野県出身。
- 山田二郎（東京都出身、登山家、元日本山岳会会長）父の山田乙三が長野県出身。
- 山本昌（神奈川県出身、元プロ野球選手、解説者）両親が長野県出身。
- 山室静（鳥取県出身、詩人）父母が岩村田町〈現佐久市〉出身。
- 横川尚隆（東京都出身、ボディビルダー、タレント）曾祖父及び祖父が白馬村出身。
- 渡邉暁雄（東京都出身、指揮者、教育者）父が岡谷市出身。

#### 長野県に疎開していた人物
※県内出身者は除く
- 愛川欽也（東京都出身、俳優・声優・タレント・司会者・ラジオパーソナリティ・エッセイスト）小学校4年の一時期上田市の寺に学童疎開。
- 浅利慶太（東京都出身、演出家、実業家）所有していた軽井沢の別荘に疎開。
- 有島生馬 （神奈川県出身、洋画家）1945(昭和20)年6月に南佐久郡田口村清川〈現佐久市臼田〉に東郷青児らと疎開し、11月に野沢町鍛冶屋〈現佐久市野沢〉に移る。
- 石井柏亭（東京都出身、版画家・洋画家・美術評論家）1945年(昭和20年)の東京大空襲により住宅が罹災し、浅間温泉東山別館に疎開。
- 井深大（栃木県出身、ソニー創業者）須坂市に疎開。
- 伊東深水（東京都出身、浮世絵師・日本画家・版画家）朝丘雪路の父。小諸市に疎開。
- いわさきちひろ（福井県出身、画家・絵本作家）東京中野の家を空襲で焼かれ、松本市の母親の実家に両親と疎開し、ここで終戦を迎えた。戦後、北安曇郡松川村に移住したが、ちひろは1946年春に単身上京した。 安曇野市に『安曇野ちひろ美術館』がある。
- 内田康夫（東京都出身、推理小説家） 戸隠村に疎開。
- 永六輔（東京都出身、放送作家・作詞家）学童疎開により北佐久郡南大井村〈現小諸市〉の国民学校に転校し、そこで終戦を迎えた。その後、現上田高等学校に1年在籍。
- 奥村土牛（東京都出身、日本画家）1945年空襲で家が焼け、南佐久郡穂積村〈現佐久穂町〉へ疎開。佐久穂町に「奥村土牛記念美術館」がある。
- 尾崎喜八（東京都出身、詩人、随筆家、翻訳家）東京の家を空襲で焼かれ、1946年(昭和21年)9月から、妻子とともに富士見町にあった渡辺千秋の別荘の一部を借りて移り住んだ。
- 恩地日出夫（東京都出身、映画監督）疎開中現飯田高等学校在籍。
- 川村驥山（静岡県出身、書家） 1945年(昭和20年)篠ノ井町〈現長野市〉に疎開、耕心庵に居住。
- 私市保彦（東京都出身、フランス文学・比較文学者）富士見町へ疎開。諏訪中学校〈現諏訪清陵高等学校〉在籍。
- 岸田今日子（東京都出身、女優）父、姉とともに一年半ほど飯田市に疎開し、旧制飯田高等女学校〈現飯田風越高等学校〉に通った。
- 窪田聡（東京都出身、作詞・作曲家）代表作は『かあさんの歌』。両親が上水内郡津和村〈現長野市信州新町〉の出身であり、昭和19年の夏に同村の叔父宅に疎開し、約1年間過ごした。
- 幸田露伴（東京都出身、小説家）娘の幸田文、孫の青木玉とともに、坂城町に疎開。
- 河野實（大阪府出身、ジャーナリスト）伊那市に疎開し、伊那北高等学校を卒業した。映画化もされた実話『愛と死をみつめて』のマコが河野實である。
- 小海永二（東京都出身、教育者・詩人・フランス文学者）戦争中に長野県へ疎開。諏訪中学校〈現諏訪清陵高等学校〉を卒業した。
- 小林亜星（東京都出身、作曲家）小学6年生の夏に小諸市に学童疎開し、中学校から母の郷里南佐久郡〈現佐久市〉に縁故疎開し、野沢中学校〈現野沢北高等学校〉に通学。
- 佐々木享（東京都出身、職業教育学者、名古屋大学教育学部教授）戦争中に岡谷市に疎開。諏訪清陵高等学校卒業。
- 佐藤春夫（和歌山県出身、詩人・小説家）1945年(昭和20年)4月、北佐久郡平根村〈現佐久市〉に疎開。
- 島倉千代子（東京都出身、歌手）幼少時に松本市へ疎開。
- 白土三平（東京都出身、漫画家）上田市に疎開し現上田高等学校在籍。
- 鈴木鎮一（愛知県出身、ヴァイオリニスト、音楽教育者）父親が創業したバイオリン工場の工場長として、45歳の時に木曽福島町〈現木曽町〉に疎開。
- 高浜虚子（愛媛県出身、俳人・小説家）70歳の時に五女である高木晴子一家と共に現小諸市へ疎開。 疎開先旧宅である小諸市与良町の「虚子庵」に『小諸高濱虚子記念館』がある。
- 田淵行男（鳥取県出身、山岳写真家）現・安曇野市に疎開。
- 貞明皇后（東京都出身、大正天皇の皇后・昭和天皇の母）軽井沢町にあった関西の豪商近藤友右衛門の別邸を借り上げて改築し、1945(昭和20)年8月から12月までここで疎開生活を送った。
- 堂本暁子（アメリカ・カリフォルニア州出生、政治家、ジャーナリスト）軽井沢の別荘に疎開し、小諸高校に通学。
- 富永明夫（東京都出身、フランス文学者、翻訳家、東京大学教授）戦時中飯田市に疎開し、飯田高松高校〈現飯田高等学校〉に在学。妻は、同校の同級だった本多勝一の姉。
- 仲村秀生（東京都出身、声優・俳優） 戦時中、両親の郷里上田市に疎開。上田高等学校、信州大学を卒業。
- 波多野里望（東京都出身、法学者）長野県へ疎開。諏訪中学校〈現諏訪清陵高等学校〉卒業。母の波多野勤子との往復書簡がベストセラーとなり、映画化された『少年期』の主人公である。
- 畑山博（東京都出身、小説家、文学研究家）母、兄弟たちと小諸市に疎開。
- 林芙美子（山口県/福岡県出身、小説家）戦時中、山ノ内町の上林温泉、次いで角間温泉に疎開した。その時二階を借りた民家〈山ノ内町角間〉は、現在「林芙美子文学館」になっている。
- 原広司（神奈川県出身、建築家）両親が下伊那郡出身であり、戦争末期に飯田市に疎開し、飯田高等学校卒業。その縁で「飯田市美術博物館」の設計を手掛け、第21回中部建築賞〈1989年〉受賞。
- 樋口恵子（東京都出身、評論家、東京家政大学教授）上林温泉に学童疎開していた。
- 藤枝省人（千葉県出身、経営学者、慶應義塾大学大学院経営管理研究科教授兼同ビジネススクール教授）戦争中に諏訪郡米沢村〈現茅野市〉に疎開。諏訪清陵高等学校卒業。
- 松谷みよ子（東京都出身、童話作家）戦時中、中野市に疎開。
- 宮田登（神奈川県出身、民俗学者）豊野町〈現長野市〉に疎開していた。
- 山本文彦（東京都出身、洋画家）疎開によって現在の佐久市で過ごした。野沢北高等学校卒業。

#### 長野県の学校にスポーツ留学していた人物
- 石川真佑（愛知県出身、バレーボール選手）長野市立裾花中学校卒業。
- 大迫傑（東京都出身、陸上競技選手）佐久長聖高等学校卒業。
- 小沢幸（東京都出身、スピードスケート ショートトラック選手）佐久長聖高等学校卒業。
- 小澤光（神奈川県出身、サッカー選手）上田西高等学校卒業。
- 川村一明（新潟県出身、元プロ野球選手）松商学園高等学校卒業で安曇野市在住。
- 小池秀郎（岐阜県出身、元プロ野球選手）武蔵工業大学付属信州高等学校〈現・東京都市大学塩尻高等学校〉卒業
- 菊池涼介（東京都出身、プロ野球広島東洋カープ内野手）武蔵工業大学二高〈現東京都市大学塩尻高等学校〉卒業。
- 越川優（石川県出身、元ビーチバレーボール選手・インドアバレーボール選手）岡谷工業高等学校卒業。
- 佐々木寛文（千葉県出身、陸上競技選手）佐久長聖高等学校卒業。
- 笹倉怜寿（富山県出身、バスケットボール選手）東海大学付属諏訪高等学校卒業。
- 佐藤悠基（静岡県出身、陸上競技選手）佐久長聖高等学校卒業。
- 納庄千寿（兵庫県出身、柔道選手）佐久長聖高等学校卒業。
- 鈴木秀明（神奈川県出身、ラグビー選手）岡谷工業高等学校卒業。
- 鈴木芽吹（静岡県出身、陸上競技選手）佐久長聖高等学校卒業。
- 髙橋恵（神奈川県出身、プロゴルファー）佐久長聖高等学校卒業。
- 田代佳奈美（滋賀県出身、バレーボール選手）長野市立裾花中学校卒業。
- 田中健太郎（埼玉県出身、元プロ野球選手）松商学園高等学校卒業。
- 辻竜太郎（大阪府出身、元プロ野球選手）松商学園高等学校卒業。
- 堂本尚寛（静岡県出身、陸上競技選手）佐久長聖高等学校卒業。
- 根本凌（神奈川県出身、サッカー選手）上田西高等学校卒業。
- 早坂梢依（宮城県出身、バレーボール選手）長野市立裾花中学校卒業。
- 深江真登（神奈川県出身、元プロ野球選手）松商学園高等学校卒業。
- 藤井翼（福岡県出身、陸上競技選手）佐久長聖高等学校卒業
- 松田康佑（東京都出身、サッカー選手）上田西高等学校卒業。
- 元山飛優（大阪府出身、プロ野球選手）佐久長聖高等学校卒業。
- 山田美花（青森県出身、元バレーボール選手）長野市立裾花中学校卒業。
- 山本晃大（三重県出身、プロ野球選手）佐久長聖高等学校卒業。
- 横田真未（愛知県出身、バレーボール選手）長野市立裾花中学校卒業。
- エバデダン・ラリー（岐阜県出身、バレーボール選手）松本国際高等学校卒業。

#### 長野県に居住歴がある人物
※疎開して終戦後も留まった人物を含む
- 青山俊董（愛知県出身、曹洞宗の尼僧）幼少時に塩尻市の寺院に入門。
- 有島生馬 （神奈川県出身、洋画家）1945(昭和20)年6月に佐久市臼田に疎開し、11月に佐久市野沢に移る。1950年11月に長野市信州新町上条ほかを初めて訪問し、水内ダム湖を「琅鶴湖」と命名した。1957年、佐久を引上げ、鎌倉の「松の屋敷」に戻った。
- 池田信太郎（福岡県出身、元バドミントン選手）2013年軽井沢町の「石の教会・内村鑑三記念堂」にて結婚式を挙げる。その後、軽井沢町在住。
- 池田満寿夫（満州国奉天出身、画家・版画家）長野高等学校卒業。
- 伊東豊雄（朝鮮京城府出身、建築家）幼少時から中学校まで父親の出身地の下諏訪町で過ごす。
- 井上井月（出身地不明、 幕末から明治時代の俳人）伊那谷を中心に活動し、放浪と漂泊を主題とした俳句を詠み続けた。
- 伊吹あい（兵庫県出身、元宝塚歌劇団男役）元舞台俳優で声優の小池浩司と結婚して飯田市に在住し、「伊吹あいミュージカルスタジオ」を主宰。後進育成にあたる。
- 内田康夫（東京都出身、推理小説家） 1983年から軽井沢町在住、戦時中には戸隠村に疎開していた。軽井沢町に「浅見光彦記念館」がある。
- エドガートン・ハーバート・ノーマン（カナダの外交官、日本史学者）軽井沢町で出生、カナダ国籍。
- 大岩堅一（千葉県出身、フリーアナウンサー）1988年に朝日放送を退社して同年開局したFM長野に入社し、松本市に移住。フリーとなった後も長野県内で活動。
- 太田和彦（中華民国北平出身、グラフィックデザイナー、居酒屋探訪家）教師だった親の転勤に伴い木曽郡や松本市で育ち、松本深志高等学校卒業。
- 大橋良隆（埼玉県出身、元プロサッカー選手）プロ選手引退後AC長野パルセイロの営業担当および普及・スクールコーチを経て農家に転身。
- 大給恒（東京都出身）旧名は松平乗謨、三河国奥殿藩8代藩主。江戸時代末期に信濃国田野口〈現佐久市〉へ本拠地を移転し、西洋式の龍岡城五稜郭を築城したが、廃藩後に解体された。明治政府でも要職を歴任し、日本赤十字社の創設者の一人であり、「日赤の母」と呼ばれた。
- 尾崎喜八（東京都出身、詩人、随筆家、翻訳家）1945年東京青山南町の家を空襲で焼かれ、親戚などを頼って転々としたが、1946年9月から7年間、妻子とともに渡辺千秋が所有する富士見町の別荘「分水荘」の一部を借りて移住し、ここで後期の代表作である詩集『花咲ける孤独』を書いた。この時期に、戦前から続く長野県の自然と郷土と山々への愛着はさらに深まり、豊科高等学校をはじめ県下の多くの小中学校、高校の校歌の作詞を手掛けた。
- 小澤修一（神奈川県出身、元プロサッカー選手）松本山雅の代表取締役。松本山雅FCで2005〜10年までプレーした後、ユースアカデミーコーチに就任。以降もスタッフとして携わり、広報、営業担当を経て、2022年4月より株式会社松本山雅の取締役事業推進部長、2024年4月より代表取締役。松本市在住。
- 小津安二郎（東京都出身、映画監督）晩年を茅野市蓼科の別荘で過ごす。
- 恩田陸（宮城県出身、小説家）幼少時に松本市に住んでいた。
- 鍵山優真（神奈川県出身、フィギュアスケート選手）父の職場であった富山スケートセンターでスケートを始める。小学2年時に富山から軽井沢へ転居し、軽井沢中部小学校に通い、軽井沢風越公園アイスアリーナを練習拠点としていたが、中学1年時に出生地である神奈川県横浜市へ戻った。
- 加島祥造（東京都出身、詩人、アメリカ文学研究者、翻訳家、随筆家、タオイスト、墨彩画家）70歳を過ぎた1990年に駒ヶ根市に移住。
- 片山良庵（京都出身、江戸時代前期の軍学者、医師）1616年、松代藩主・松平忠昌に軍師として招かれて家臣となり、医師としても仕えた。
- 加奈崎芳太郎（北海道出身、シンガーソングライター、フォークデュオ古井戸の元メンバー）2014年8月、諏訪を拠点とするエルシーブイFM769で「加奈崎芳太郎のDig it」の放送開始し、現在は諏訪市在住。
- 金子千尋（新潟県出身、プロ野球オリックス・バファローズ投手）小学4年から長野市に居住、長野商業高卒業。
- 鎌田實（東京都出身、医師、作家）東京医科歯科大学卒業後、茅野市の諏訪中央病院に就職、地域の医療費を削減して長野県を長寿県へと導いた最大の功労者。
- 川上貞奴（東京都出身、戦前の俳優）木曽で電力事業に取り組んだ福澤桃介とともに南木曽町の別荘に居住。
- 川島芳子（清国北京出身、清朝の皇族）現・松本蟻ヶ崎高等学校在籍。墓が松本市にある。
- 川村驥山（静岡県出身、書家）1945年(昭和20年)信州の篠ノ井町に疎開、耕心庵に居住する。1951年(昭和26年)篠ノ井町〈現長野市〉に新居を建てて移住。長野市篠ノ井に美術館「驥山館」がある。
- 姜尚中（熊本県出身、政治学者、思想家、エッセイスト）2013年軽井沢町に移住。
- 官琳（中国遼寧省出身、フリー〈元信越放送〉アナウンサー）信州大学経済学部卒業後の2011年、信越放送に入社してそのまま県内在住。
- 木内高音（広島県出身、編集者、児童文学者）10歳から父の故郷である北佐久郡志賀村〈現佐久市〉で過ごし、野沢中学校〈現野沢北高等学校〉卒業。
- 北杜夫（東京都出身、小説家、エッセイスト、精神科医）松本高等学校〈現信州大学〉卒業、代表作の『どくとるマンボウ青春記』は、松本市が主な舞台。
- 北村季晴（東京都出身、明治・大正期の作曲家、演出家）県歌「信濃の国」の作曲者。長野師範学校〈信州大学教育学部の前身〉の音楽教諭を6年間務めていたが、その間の1900年（明治33年）、浅井洌が作詞した「信濃の国」に新たな曲付けをした。
- 木村熊二（京都府出身、牧師、教育者）1892年(明治25年)、伝道のために東京から現在の佐久市に移住する。翌年、小諸で私塾として小諸義塾を創設して青年教育にあたったが、1906年（明治39年）に財政難などによって閉校となり、長野市に移住して牧師として活動した。木村の記念碑を小諸城址懐古園に建設した。
- 久美沙織（岩手県出身、小説家）1991年に東京から軽井沢町に移住。
- 倉田白羊（埼玉県出身、洋画家）1922年（大正11年）山本鼎に日本農民美術研究所の副所長として招かれ、上田市に移住する。以後はここを終生の住処とし、作品を発表しながら農民美術運動の指導にもあたった。
- 蔵田玲子（宮城県出身、長野朝日放送アナウンサー）信州大学経済学部卒業後の1992年、長野朝日放送に入社し、その後も県内在住。
- 小池真理子（東京都出身、小説家、エッセイスト）1990年、夫の藤田宜永とともに軽井沢町に移住。
- 河野義行（愛知県出身、著述家）1994年6月の松本サリン事件の被害者であり事件の第一通報者だが、当初は犯人扱いされた。
- 越路吹雪（東京都出身、シャンソン歌手）現・飯山南高等学校を中退して現宝塚音楽学校に入学。
- 小林節子（福島県出身、フリー〈元フジテレビ〉アナウンサー）54歳の時に諏訪郡原村に移住。
- 小林知美（岩手県出身、タレント）2015年より、須坂市に居住し、長野県を拠点として活動。
- 小宮山洋子（東京都出身、ジャーナリスト・政治家。政界引退後の2012年、軽井沢町に移住。
- 斎藤史（東京都出生・福岡県出身、歌人）1945年、父斎藤瀏の故郷である安曇野に疎開。同年復刊した『文藝春秋』誌〈10月号〉の歌覧に掲載され、以後同地を拠点に活動する。1948年、小説『過ぎて行く歌』により信濃毎日新聞社一席入選。1953年、「短歌人」編集委員制度導入に伴い初代編集委員となる。1960年、長野県文化功労賞を受賞。
- 笹本正治（山梨県出身、歴史学者）長野県立歴史館長。2022年、地域文化功労者表彰。
- さだまさし（長崎県出身、シンガーソングライター・小説家）一時期諏訪市に住んでいた。その後、娘の佐田詠夢がピアノを本格的に習うために一家で市川市に移ったが、自宅は諏訪市に残している。また、原田泰治の親友だった縁で「諏訪市原田泰治美術館」の名誉館長を務めている。
- 佐藤春夫（和歌山県出身、詩人・小説家）1945年(昭和20年)4月、佐久市に疎開。そのまま1951年(昭和26年)10月まで留まり、「佐久の草笛」をまとめる。また、信州大学教育学部附属長野中学校、梓川高等学校、上田染谷丘高等学校などの校歌を作詞した。
- さとうわきこ（東京都出身、絵本作家）岡谷市に在住し、同市と諏訪郡原村に『小さな絵本美術館』を創設した。
- 重見高好（愛知県出身、中・長距離走の陸上選手）2012年12月、村からの誘いもあり高地トレーニングができる下伊那郡売木村に単身移住、地域おこし協力隊員として売木村の臨時職員に採用され、全国でも珍しい『村の専属ランナー』となる。
- 篠原信一（兵庫県出身、柔道家）2020年安曇野市に移住。
- 島崎藤村（岐阜県〈旧筑摩県馬籠村〉出身、詩人・小説家）1899年に小諸義塾の英語教師として北佐久郡小諸町〈現小諸市〉に赴任して6年過ごし、この期間に写生文「千曲川のスケッチ」を書いた。小諸市の懐古園内に小諸市立藤村記念館がある。
- 菅広文（大阪府出身、お笑いコンビ・ロザンのメンバー）小中学生時に松本市に住んでいた。
- 杉崎美香（大分県出身、フリーアナウンサー）最初の就職先が信越放送で2年半在職。
- 鈴木杏（東京都出身、俳優）2024年9月長野県〈市町村は未公表〉に移住した事を公表。
- 鈴木鎮一（愛知県出身、ヴァイオリニスト、音楽教育者）スズキ・メソード創始者。戦時中は木曽町に疎開し、戦後松本市に移住。墓所は松本市の中山霊園。
- 高木菜那（北海道出身、元スピードスケート選手）高校卒業後日本電産サンキョースケート部〈下諏訪町〉に所属して、2022年の廃部まで11年間在籍。金メダル2個、銀メダル1個獲得。
- 高崎寛之（茨城県出身、元プロサッカー選手、解説者）プロ選手引退後農家に転身し、アマチュア選手としてプレーしながら、山形村で農産物を生産する「信州Farm Land」を経営。
- 髙橋ヒロシ（福島県出身、漫画家）1993年頃から松本市在住。
- 高原須美子（東京都出身、経済評論家で、元経済企画庁長官〈民間人閣僚〉）元日本体育協会会長、元プロ野球セ・リーグ会長といずれも女性初である。1979年から飯田市に居住した。
- 滝田栄（千葉県出身、俳優・司会者）学生時代から山歩きが趣味で、八ヶ岳に親近感を抱くようになり、結婚式も諏訪大社で挙げた。1980年代から八ヶ岳山麓の原村に居を構え、就学までの子育ても原村で行なった。2020年に地元で施設メガファーム計画の再考を求める市民団体の共同代表に就任した。2020年代には原村で土地を借り、農耕も手がけている。
- 田端志音（福岡県出身、陶芸家）2004年に軽井沢町に移住し、陶芸工房「志音窯」を創設。現在はそこで作陶の傍ら陶芸体験教室を開いている。次女は現代美術家の束芋。
- 田淵行男（鳥取県出身、山岳写真家）1961年から戦時中疎開していた現安曇野市に居住。同市内に『田淵行男記念館』がある。
- 田中康夫（東京都出身、政治家〈元長野県知事、元参議院議員、元衆議院議員〉・小説家）松本深志高等学校卒業。
- 玉村豊男（東京都出身、エッセイスト・画家）8年間軽井沢町に居住後、1991年から東御市在住。
- ダン池田（朝鮮京城府出身、バンドマスター）松代高等学校卒業。
- 辻彩加（東京都出身、元ファッションモデル）2013年に松本山雅FC所属のJリーガー高崎寛之と入籍し、松本市在住。
- テイ・トウワ（神奈川県出身、DJ・音楽家）2000年から軽井沢町在住。
- 徳谷柿次郎（大阪府出身、編集者）ウェブマガジン「BAMP」の編集長。長野市に家を借りて、東京と長野の二拠点生活中。
- 鳥羽潤（和歌山県出身、俳優・歌手）小諸市に移住。
- 豊田順子（埼玉県出身、元日本テレビアナウンサー）幼少時に長野県内に住んでいた。
- 仲寒蝉（大阪府出身、俳人、内科医）信州大学医学部卒業。1996年から俳人大牧広に師事。佐久市に在住し、佐久市立国保浅間総合病院勤務。
- 永田徳本（戦国時代後期から江戸時代初期にかけての医師）晩年は現・岡谷市に居住したと伝えられ、同市内に墓碑が存在する。
- 中村久美（東京都出身、女優）両親がともに千曲市出身であり、本人は上田市在住。
- 中村不折（東京都出身、洋画家・書家）幼少時に父親の出身地の上伊那郡高遠町〈現・伊那市〉で過ごす。
- 中山美穂（東京都出身、俳優・歌手）妹の中山忍と共に幼少時に佐久市に住んでいたことがある。
- 南木佳士（群馬県出身、小説家、医師）佐久市の佐久総合病院で内科医として勤務。一時期、軽井沢町立病院に派遣。芥川賞受賞作家でもある。
- 夏川草介（大阪府出身、医師、小説家）信州大学医学部医学科卒業後、松本市の相澤病院など現在も県内の医療機関に勤務。医師として地域医療に従事する傍ら、2009年に『神様のカルテ』で作家デビューし、第10回小学館文庫小説賞を受賞。 この小説に描かれた「本庄病院」は相澤病院がモデルであり、所在地〈松本市本庄〉に由来。
- 仁木英之（大阪府出身、小説家）信州大学人文学部を卒業後、1年間の会社員生活を経て、長野市で1999年から8年間学習塾を経営していた。
- 西岡瑞穂（高知県出身、洋画家）1913年諏訪中学校〈現・諏訪清陵高等学校・附属中学校〉教諭。教え子に彫刻家清水多嘉示、洋画家高橋貞一郎がいる。その後、諏訪高等女学校〈現・諏訪二葉高等学校〉、野沢中学校〈現・野沢北高等学校〉教諭を経て、1920年旅順高等女学校教諭。1925年フランスへ留学し、1928年帰国後は、諏訪市を拠点に活動。1953年高知県に帰郷するが、1970年諏訪市へ戻り、1973年の逝去まで同市に居住。
- 野生司香雪（香川県出身、仏教画家、仏画家）1952年、67歳で山ノ内町渋温泉の不動山荘に移り住み、ここを終の棲家とした。
- 野口宜裕（東京都出身、ラグビー選手）信州大学教育学部附属長野中学校卒業。
- 野村達雄（中国黒竜江省出身、エンジニア、ゲームクリエイター。Niantic, Inc. Tokyo Studio代表）9歳のとき親戚を頼り一家で来日し、東京練馬区から1997年に長野市に移住。長野吉田高校を経て、信州大学工学部卒業。大学4年の時に日本国籍を取得。
- 馳星周（北海道出身、小説家）2006年、愛犬のため東京から軽井沢町に移住。
- 波多野鷹（東京都出身、小説家）軽井沢町在住。
- 馬場貴也（京都府出身、競艇選手）一時期県内に居住歴があった。
- 早野龍五（岐阜県出身、物理学者）松本深志高等学校卒業。
- 葉山嘉樹（福岡県出身、小説家(プロレタリア文学)、労働運動家）1934年1月に東京から泰阜村に移住したが、駒ヶ根市周辺の文学青年らからの招聘を受け、同年9月に駒ヶ根市赤穂に居を移した。翌年には、同人誌「信州文化」を創刊したが、古い仲間達が次々と検挙されたのを知り、周囲への迷惑を懸念して1938年に信州を去った。
- 原田伴彦（満州国奉天出身、日本史学者）母の故郷が松本市で、自身も幼少時から旧制高校卒業までと、戦争復員後過ごす。
- 平野有海（千葉県出生、気象予報士、元テレビ静岡アナウンサー）父親の転職に伴い、中学3年で長野市に転居し大学進学まで県内で過ごした。信州大学教育学部附属長野中学校、佐久長聖高等学校卒業。
- 廣田あいか（埼玉県出身、歌手・タレント）幼少時に駒ヶ根市に住んでいた。
- 福井直秋（富山県出身、作曲家、教育者）1904年に長野師範学校に教諭として赴任した縁で、県内の数々の学校の校歌を作曲した〈伊那北高等学校・飯山高等女学校・篠ノ井高等学校・中野高等女学校・須坂園芸高等学校など〉。
- 藤原正彦（満州国新京出身、数学者、エッセイスト）新田次郎、藤原てい夫妻の次男。幼児期に、諏訪市の母方祖父母宅に預けられていた。この時期の自然体験は、後に自身の美意識の土台となっている。
- 古谷一行（東京都出身、俳優）父の故郷が塩尻市で、自身も小学生時代を過ごす。
- 別役実（中国・長春市出身、劇作家、童話作家、評論家、随筆家）小学生の頃長野市に転居し、長野北高校〈現長野高等学校〉卒業まで暮らす。
- 抱亭五清（出身地不明、江戸時代の浮世絵師）文政2年(1819年)松本を訪れ、のちに生安寺小路〈現在の松本市中央二丁目〉に移住して松本の商人らと交遊し、彼らの求めに応じて屏風絵などを残したが、当地で亡くなる。
- 星野純子（新潟県出身、元モーグル選手）松本市の職場に勤務。
- 堀辰雄（東京都出身、小説家）肺結核を病み、軽井沢町で度々療養、「美しい村」「風立ちぬ」など軽井沢を舞台にした作品を多く残した後、1944年に40歳で移住し、軽井沢を終の住処とした。当地には、軽井沢高原文庫 堀辰雄山荘や、堀辰雄夫人から寄贈をうけ1995年に開館した堀辰雄文学記念館がある。
- ボルジャ・ダグラス（東京都出身、レーシングドライバー）幼少時に軽井沢町に住んでいたことがある。
- 本多知恵子（東京都出身、声優、俳優）両親の離婚により小学5年生から母親の実家である長野市に引っ越し、長野市立若槻小学校へ転校。以後、ピアノの先生である母のもと、母子家庭で育つ。長野市立皐月高等学校〈現長野市立長野高等学校 〉卒業まで在住。
- 松山三四朗（東京都出身、元柔道選手、ものまねタレント、ラジオパーソナリティ）妻はタレントの網浜直子。2001年より長野県を拠点として活動。2022年の参議院選挙では、自民党公認の長野県区候補者として出馬し、知名度を生かして支持を伸ばしたが、選挙戦終盤の週刊誌報道で勢いを失って落選した。
- マブソン青眼（フランス・タルヌ県出身、俳人、エッセイスト、小説家、比較文学者、小林一茶研究家、信州大学講師）交換留学で栃木県立宇都宮高等学校在籍中に、松尾芭蕉作品の英語訳と出会う。帰国後にパリ大学で日本文学を学び、再来日して1996年から長野市に居を構えた。後に日本人女性と結婚し在住。
- 三星マナミ（神奈川県出身、フリースタイルスキー選手）2009年、同種目選手の上野雄大と結婚し、野沢温泉村に移住した。 2014年にソチ五輪出場、現役引退後は、村内でスキーショップを経営し、ダイエット指導士の資格を取得してセルフメディケーションを促す健康指導も行っている。
- 水上勉（福井県出身、小説家）晩年を小県郡東部町で過ごした。
- 宮崎萬純（愛知県出身、俳優、ヒプノセラピスト）2020年、原村に移住。
- 宮下太吉（山梨県出身、アナキスト）現安曇野市の工場に勤務しながらテロリズムを計画。
- 三吉米熊（山口県出身、教育者・農学博士）現・上田東高等学校初代校長、現・信州大学繊維学部教授。
- 三好礼子（東京都出身、エッセイスト、ラリースト）2013年松本市の山間の集落に移住。
- 武藤千春（東京都出身、歌手(元E-girlsのメンバー)）2019年から小諸市と東京のニ拠点生活。
- 村山由佳（東京都出身、小説家）ものの置き場所に悩み、広い家を求めて2009年に東京から軽井沢町に移住。
- 柳下修（神奈川県出身、切り絵作家）1987年大鹿村に移住して生涯居住。
- 柳田國男（兵庫県出身、官僚・民俗学者）飯田藩士柳田直平の婿養子となり、四女と結婚。飯田市に『柳田國男館』がある。
- 山室静（鳥取県出身、詩人）7歳から父母の郷里である岩村田町〈現・佐久市〉で育ち、現・野沢北高等学校卒業。
- 山本鼎（愛知県出身、版画家・洋画家・教育者）16歳のとき、父が小県郡神川村大屋〈現上田市〉に医院を開業し一家は移住、鼎にとって上田は第二の故郷となった。
- 山本文彦（東京都出身、洋画家）疎開による移住後も約10年間現在の佐久市で過ごした。野沢北高等学校卒業。
- 山本麗子（宮城県出身、料理研究家）1994年に東御市へ移住して自宅で料理・お菓子教室を主宰。
- 若林寛朗（大阪府出身、ディレクター、放送作家、元お笑い芸人）信州大学出身という縁から、2010年に信州に関するグルメや観光地などの情報を紹介する『長野ウラドオリ』と言うブログを始め、2015年10月には東京から長野県へ移住し、長野朝日放送のディレクターとして勤務している。
- 渡辺謙（新潟県出身、俳優）以前から所有していた軽井沢町の別荘に2019年より居住。
- C・W・ニコル（イギリス・ウェールズ出身〈日本に帰化〉、作家）黒姫山麓居住。
- ハンス＝ルドウィッヒ・ツァヘルト（長野県出身、ドイツの法学者、ドイツ連邦刑事庁長官）戦前に旧制松本高等学校のドイツ語教師を務めたヘルベルト・ツァヘルトの子として生まれ、10歳まで日本で育つ。戦争中は軽井沢に隔離され監視下に置かれた。母方の祖母は長崎県出身の日本人。1992年に日本へ再訪した。

#### その他長野県にゆかりのある人物
- 明仁（第125代天皇）（東京都、現上皇）1957年(昭和32年)8月、軽井沢国際テニストーナメントに出場していた明仁親王は、日清製粉の会長令嬢正田美智子〈現上皇后〉と出会い、テニスを通じて交際を深めて成婚した。天皇に即位してからも、二人の出会いの場である軽井沢会テニスコートで幾度かプレーしている。即位後には、1998年(平成10年)2月7日に長野市の長野オリンピックスタジアムで行われた長野オリンピックの開会式に皇后同伴で臨席し、開催国の国家元首として開会宣言をした。
- 渥美清（東京都出身、喜劇俳優）小諸市に親友が館長を務めていた『渥美清こもろ寅さん会館』があり、開館式典には、入院中の病院を一時退院してまで駆けつけた。
- アレクサンダー・クロフト・ショー（カナダ・トロント出身、宣教師）宣教活動とともに、日本の英学教育や女子教育の発展に尽力した。1885年（明治18年）頃、リウマチを患っていたショーはたまたま訪れた軽井沢に魅了されて生涯の避暑地と決め、軽井沢にも教会を設立する。これ以降軽井沢が外国人の間で有名になる。ショーが設立した教会『軽井沢ショー記念礼拝堂』は現存しているほか、ショー一家が使用した別荘は復元され、『ショーハウス記念館』として公開されている。「軽井沢の父」としても知られ、軽井沢では毎夏「軽井沢ショー祭」が開催されている。
- 池波正太郎（東京都出身、時代・歴史小説家）1967年4月から1年間『蝶の戦記』が「信濃毎日新聞」に連載された。また、池波は、『真田太平記』執筆〈1974 - 1982年〉にあたり、取材のため度々上田市を訪れ、地元の研究家などと親交を深めた。その縁もあり、1998年(平成10年)上田市に「池波正太郎真田太平記館」が開館した。
- 海野和男（東京都出身、昆虫写真家）1990年に、小諸市でクワガタムシの大アゴが落ちているのを見つけ、豊かな自然の残る小諸の地に惹かれ、ここにアトリエを建てて一年の多くの時間を過ごしている。
- 岡本太郎（神奈川県出身、芸術家・作家）1974年（昭和49年）12月13日、姉妹村のサン・アントン〈オーストリア〉から寄贈されたブロンズ像を野沢温泉村内のスキー場に建立する際に、デザインを手掛けた。以来、毎年野沢温泉を訪ねており、1991年（平成3年）5月27日に、村初の名誉村民になった。
- オノ・ヨーコ（東京都出身、前衛芸術家・音楽家・平和運動活動家）夫はジョン・レノン、息子はショーン・レノン。軽井沢には小野家の別荘があり、頻繁に一家で訪れ「万平ホテル」も度々利用していた。
- 小澤征爾（中国遼寧省出身、指揮者）1998年2月、長野オリンピック音楽監督を務め、世界の国歌を新日本フィルハーモニー交響楽団と録音。開会式では、小澤指揮によるベートーベン第九を演奏。また、松本市の音楽祭「セイジ・オザワ松本フェスティバル」が毎年開催され、2015年に長野県の県民栄誉賞第1号を受賞した。
- 落合博満（秋田県出身、元プロ野球選手、野球解説者）中日ドラゴンズの選手時代に、オフシーズンの自主トレ先として阿智村の昼神温泉を愛用しており、同温泉の周辺には落合がランニングで使用した「落合ロード」が残る。昼神温泉は名古屋から近い上に、妻の信子が阿智村に隣接する飯田市出身という縁もあった。
- 葛飾北斎（武蔵国葛飾郡出身江戸時代後期の浮世絵師）門人である高井鴻山の招きに応じて、1842年83歳の頃に初めて信州小布施を訪れた。小布施では、鴻山の庇護を受け、恵まれた環境の中で多くの大作を残した。 小布施町に「北斎館」があり、屋台天井絵が常設展示されている。
- 加藤和彦（京都府出身、ミュージシャン）2009年、軽井沢町のホテルで首吊り自殺。生前、軽井沢がお気に入りの場所であったという。
- 川本喜八郎（東京都出身、アニメーション作家・人形作家）2007年飯田市に 川本喜八郎人形美術館がオープンし、初代館長を務めた。
- 呉清源（中国福建省出身、囲碁棋士）1933年、当時新進棋士として注目を浴びていた木谷實と共に地獄谷温泉で木谷の考える中央重視の布石を研究する。二人が編み出した布石法は「新布石」と呼ばれ話題になる。翌1934年には、木谷、呉の共著で「囲碁革命・新布石法」を出版し、10万部を売るベストセラーとなった。1936年に結核と診断され、富士見町の富士見高原診療所〈現富士見高原病院〉で1年間療養した。
- 佐橋大輔（ガンリキ、東京都出身、お笑い芸人）上伊那郡中川村で開催された婚活大使の仕事で、出会いのない村の人たちと県外の人との出会いを作るイベントでのガイド役をしていたのが縁で、行きつけの村になり、「中川村応援団」としても活動している。
- 鹿間時夫（京都府出身、古生物学者、横浜国立大学教授、日本古生物学会会長）1947年から3年間、飯田高松高校〈現飯田高等学校〉教諭として勤務。教え子から5人もの古生物学者・地質学者を生んでいる。）
- 田中匡史（鳥取県出身、テレビ番組ディレクター、エスピーボーン取締役。自らの姓と同じ駅名のしなの鉄道線田中駅で結婚式を挙げた。
- 竹久夢二（岡山県出身、画家、詩人、デザイナー）1933年(昭和8年)結核を患って病床につく。翌年1月、親しい文芸仲間でもあった正木不如丘院長の手配により、富士見町の富士見高原療養所〈現・富士見高原病院〉に入院した。
- 田村一男（東京都出身、洋画家）20歳を過ぎた頃に訪れた蓼科高原の雄大な景色に魅せられ、生涯を通じて日本の高原風景を主な題材とした。特に信州は毎年のように訪れ、信州の風景を題材にした作品を数多く残している。松本市美術館の二階には「田村一男記念展示室」があり、アトリエが再現され､画材道具や作品が常設されている。
- 鳥羽周作（埼玉県出身、料理人、実業家）2023年オープンした小谷村の古民家レストラン「レストランNAGANO」のメニューを監修し、指定管理者となった。
- 鳩山由紀夫（東京都出身、政治家・経営工学者）軽井沢町では、父親の代からの別荘を所有し、宿泊施設「友愛山荘」を経営。2023年の朝日新聞の取材に「長野には今でも年に3週間くらいは訪れている。第二の故郷です」と話している。
- 原田悠里（熊本県出身、演歌歌手）デビュー以来3年間泣かず飛ばずだったが、1985年発売の『木曽路の女』が大ヒットして代表曲となり、その後も長野県を題材にした『安曇野』『信濃路ひとり』をリリースした。 木曽町の木曽文化公園文化ホール庭園に『木曽路の女』の歌碑がある。
- 東山魁夷（神奈川県出生・兵庫県育ち、日本画家、版画家）青年期から頻繁に長野県を訪れており、79歳の時に自家所有の多くの代表作品を長野県に寄贈。これを受けて1990年長野市の『長野県立美術館』に『東山魁夷館』を増設した。墓所は長野市霊山寺。
- 藤井恵（神奈川県出身、料理研究家）2020年から原村の別荘で週末を過ごし、東京との2拠点生活を送る。別荘での生活は「元気の源」と語る。松本へもたまに足を伸ばし、蕎麦屋や居酒屋、食器屋巡りなどを楽しんでいる。
- 前田栄次郎（京都府出身、実業家）1933年〈昭和8年〉に軽井沢町の土地を購入し、日本初の貸別荘である前田郷を創業した。戦争中の1942年(昭和17年)には、軽井沢町に貸別荘の深山荘を建設し、駐日スイス公使のカミーユ・ゴルジェなどが疎開した。戦後には、老人軽井沢発展促進会や親善協会を設立し、多数の政財界人などと交流した。1951年(昭和26年)3月に軽井沢町を国際親善文化観光都市とする許可を受け、1952年(昭和27年)に雅叙園ホテルで軽井沢親善協会の発会式を開催した。
- 真木重遠（新潟県出身、牧師）1877年〈明治10年〉前年の伝道旅行で訪れた上田基督公会の伝道師になる。同年10月日本基督一致教会の中会が組織された時、真木が伝道師をする上田教会も8教会の1つとして加わった。 その後、1883年〈明治16年〉まで、南北佐久郡と小県郡の開拓伝道を行う。1897年(明治30年)には小諸、1900年(明治33年)には松本で伝道した。
- 松尾芭蕉（伊賀国出身、江戸時代前期の俳人）44歳の時に京都を旅立ち、木曽路から信州を歩いた様子を『更科紀行』に記している。姨捨山で月を展望し、善光寺へ参拝を果たした後、江戸へ戻った。芭蕉の130回忌にあたる1823年、信濃町野尻宿の仏心庵前に建立された句碑が、今も残っている。
- 山下清（東京都出身、画家）1954年〈昭和29年〉夏、”放浪の画家”山下清は辰野町に現れ、小野駅前の「タイガー食堂」に1か月滞在。放浪先では制作しなかった写生によるクレヨン画や貼り絵などを残した。それらの作品は、「辰野美術館」に所蔵されている。
- 横溝正史（兵庫県出身、推理小説家）1933年〈昭和8年〉5月上旬に肺結核により大量の喀血を起こし、江戸川乱歩に勧められて翌年から富士見町の富士見高原診療所〈現富士見高原病院〉と上諏訪で5年間の療養生活を送った。
- 和氣あず未（東京都出身、声優・歌手）名前の「あず未」は安曇野から由来。1stシングル「シトラス」のミュージックビデオは、安曇野市で撮影された。